# Architettura della Repubblica Democratica Tedesca

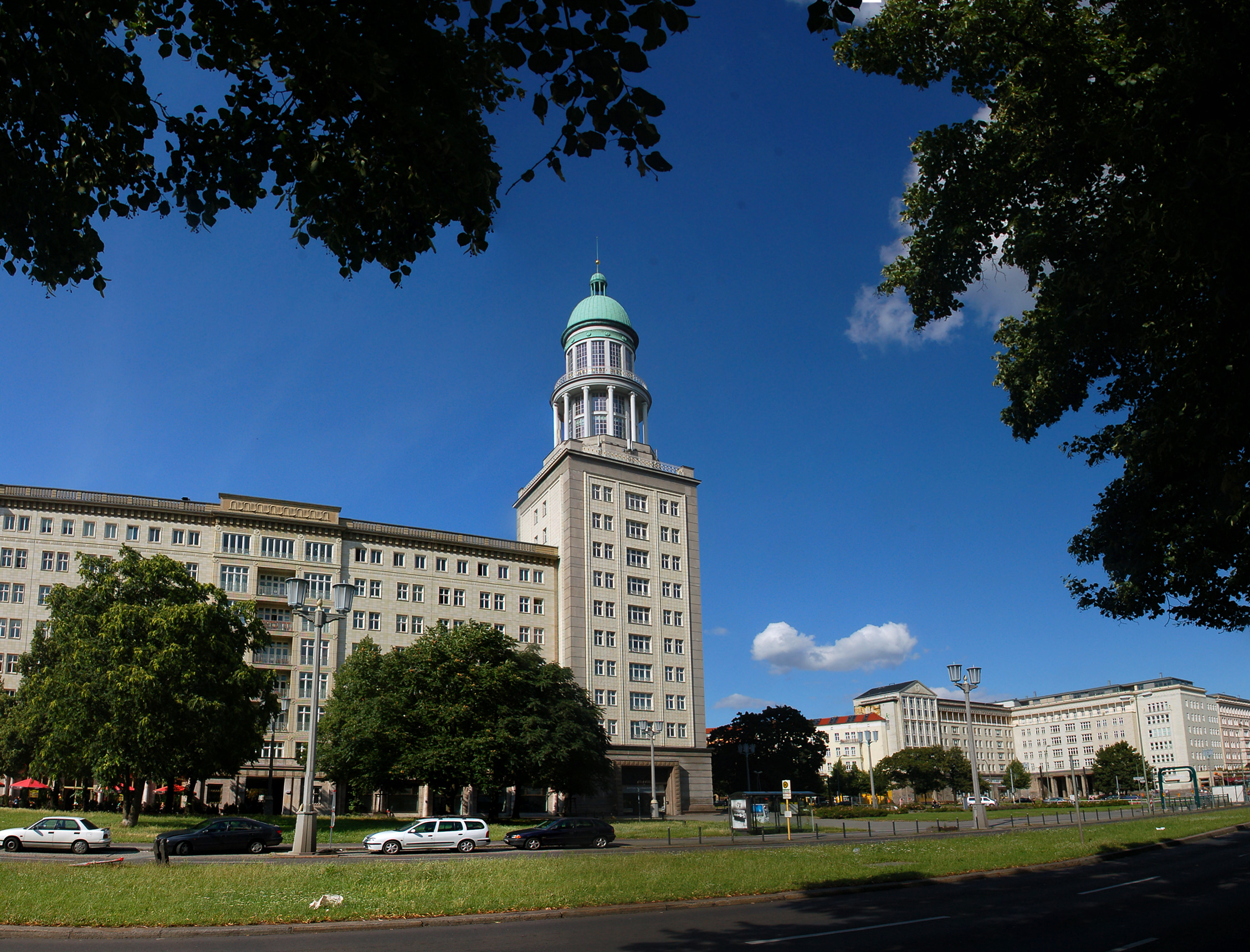
Edifici in Karl-Marx-Allee, tipico esempio di architettura della Germania Est durante gli anni Cinquanta del XX secolo.

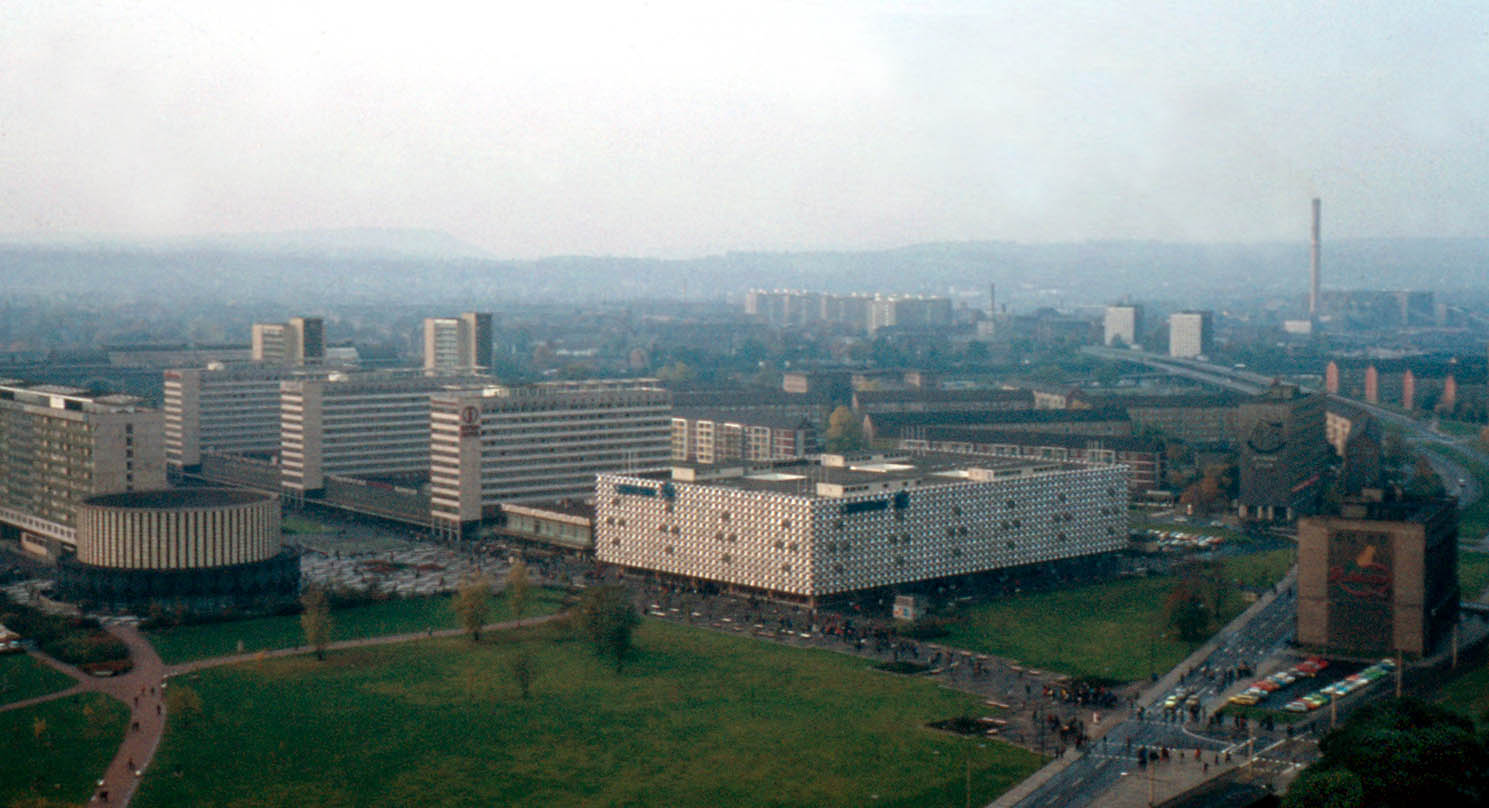
La moderna città socialista: edifici in Prager Straße a Dresda.

L'architettura della Repubblica Democratica Tedesca comprende la costruzione, l'architettura e l'urbanistica sviluppate durante l'epoca della Repubblica Democratica Tedesca, spesso semplicemente abbreviata come DDR, esistita dal 1949 al 1990.
Il fervore architettonico nel settore sovietico della Germania post-nazista è stato caratterizzato da ideali e tendenze alla modernità, non ricevendo però spesso l'adeguato sostegno politico. Prevalse invece, fino al 1955 il classicismo socialista, spesso indicato in Germania come Zuckerbäckerstil ("stile torta nuziale"), che caratterizzava la contemporanea architettura sovietica sviluppatasi durante il governo di Stalin. 
L'architettura nelle città rispecchiava i principi della città socialista, con ampi viali ed una piazza d'armi centrale. Nel 1953 Nikita Chruščёv inaugurò una stagione di maggiore austerità nel settore delle costruzioni, decretando di fatto la fine del classicismo socialista ed aprendo le porte all'industrializzazione della costruzione, dando inizio alla costruzione di grandi blocchi abitativi, fino alla costruzione dei tipici Plattenbau, realizzati con elementi prefabbricati.
All'interno della DDR, la scelta di privilegiare lo sviluppo di Berlino Est - la capitale - rispetto ad altre città e distretti creò talvolta svantaggi e disagi nel reperimento di materiali da costruzione, nonché difficoltà nella pianificazione e nella gestione delle risorse umane. Vi furono però anche città di nuova fondazione, come Eisenhüttenstadt, mentre altre hanno subito un'importante urbanizzazione: è il caso, ad esempio di Schwedt, la cui popolazione è aumentata di dieci volte tra il 1945 ed il 1990.
Tra le più rappresentative realizzazioni dell'architettura della Repubblica Democratica Tedesca si possono annoverare in Berlino la Stalinallee (dal 1961 Karl-Marx-Allee) ed il rinnovamento di Alexanderplatz, inclusa la Torre della Televisione; da ricordare anche la JenTower, o Torre dell'Università di Jena.

## Sviluppo storico

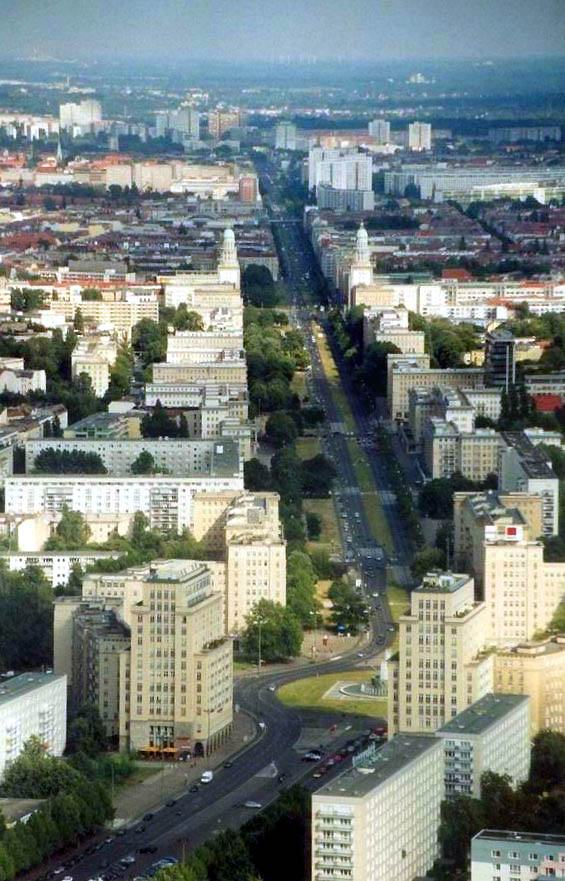
Vista panoramica della Karl-Marx-Allee di Berlino.

L'architettura nella DDR non espresse, durante i quasi 41 anni della sua esistenza, un linguaggio unitario. Gli stili e le priorità furono infatti spesso influenzati da circostanze politiche e ideologiche, nonché da vincoli economici. Il centro della sua ricerca è stato tuttavia, in fondo, la ricerca di soluzioni ai problemi abitativi.

### Gli anni del Dopoguerra e della fondazione della Repubblica Democratica Tedesca
All'epoca dell'istituzione della Germania Est, predominano in architettura concezioni moderniste. La distruzione di buona parte delle città portata dalla Seconda guerra mondiale concedeva, pur nel dramma della ricostruzione, la possibilità di sperimentare approcci d'avanguardia, traducendo in realtà, tra le altre, anche diverse concezioni derivanti dall'epopea Bauhaus.
L'architetto Hans Scharoun venne incaricato dall'Alliierter Kontrollrat (Consiglio di controllo alleato) per una nuova ridistribuzione e decentralizzazione dell'impianto urbano di Berlino. È stato commissionato dal Consiglio di Controllo Alleato piani per una nuova divisione e di decentramento della città: le Wohnzellen, cellule abitative di una città-giardino circondata dal verde, avrebbero dovuto creare un contrasto rispetto alle scure e strette abitazioni tipiche dei quartieri operai. Classico esempio di questa impostazione è data dalla costruzione della prima parte della Stalinallee di Berlino Est, successivamente ridenominata Karl-Marx-Allee. Le due Laubenganghäuser (Case a ballatoio) costruite tra Warschauer Straße e Straße der Pariser Kommune rappresentano due esempi peculiari di questa particolare fase.
Durante gli anni cinquanta del XX secolo, in seguito all'affermarsi del già citato Zuckerbäckerstil (lo Stile a torta nuziale) di matrice russa, questi due edifici sono stati 'mascherati' dall'aggiunta di una fitta area alberata, che ancora oggi coprono quasi totalmente la facciata delle Laubenganghäuser.
Il fronte principale dell'edificio a torta nuziale subito successivo nel viale venne quindi realizzato qualche metro in avanti rispetto alle prime cellule abitative, in modo tale da non far percepire le "Case a ballatoio" come parte del complesso. L'architettura funzionalista e l'idea di città-giardino - che erano effettivamente connesse alle idee iniziali di città socialista - erano coerenti con la ricerca anche in altri settori artistici e culturali, che durante gli anni quaranta e cinquanta cercava di rifuggire il Formalismo e l'Ideologia piccolo-borghese.
Rimangono oggi solo pochi esempi di questa prima fase d'avanguardia nell'architettura della DDR.

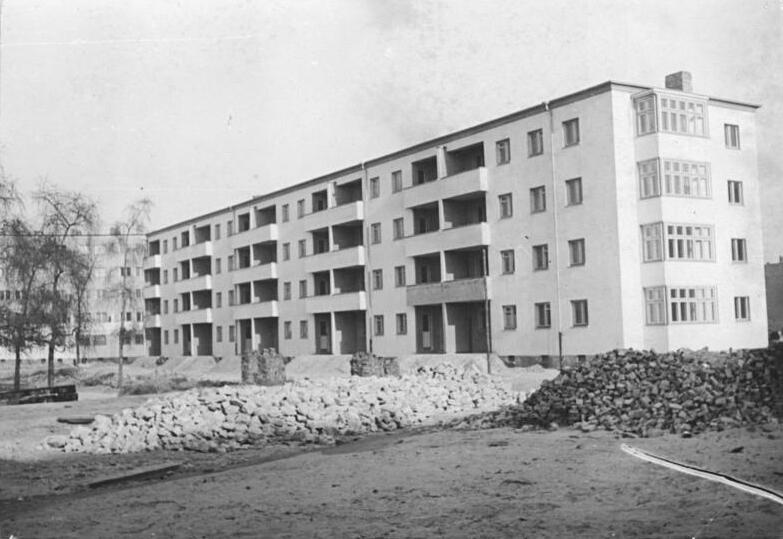
Secondo Wohnblock (Blocco abitativo) in Karl-Marx-Allee.
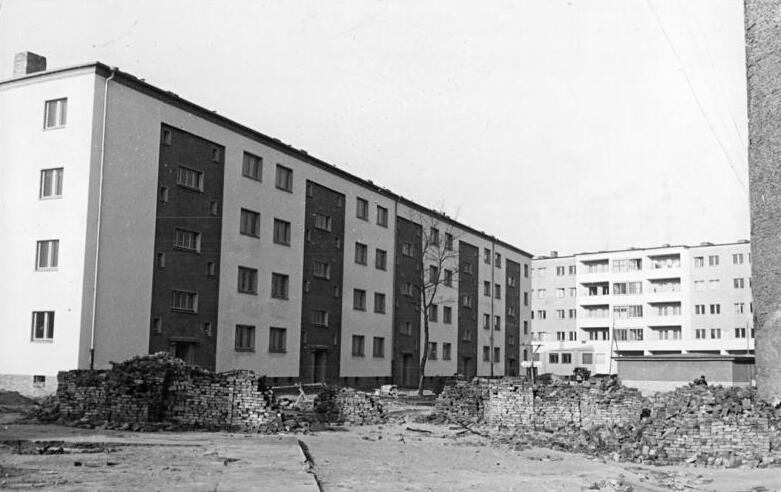
Secondo Wohnblock in Karl-Marx-Allee.
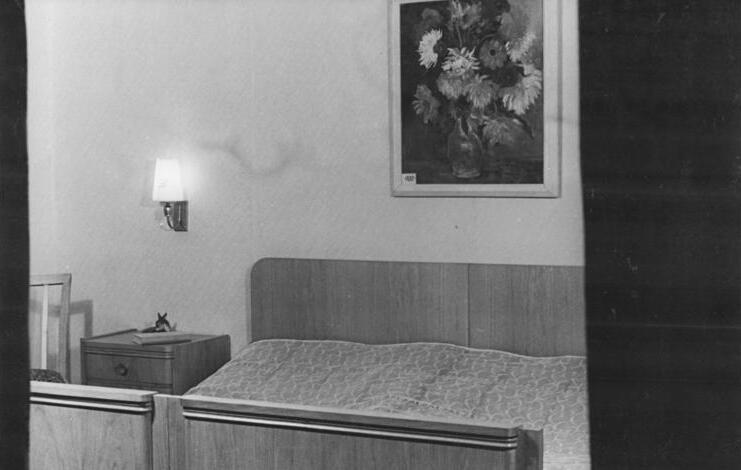
Camera da letto modello per i Wohnblocks (1950).
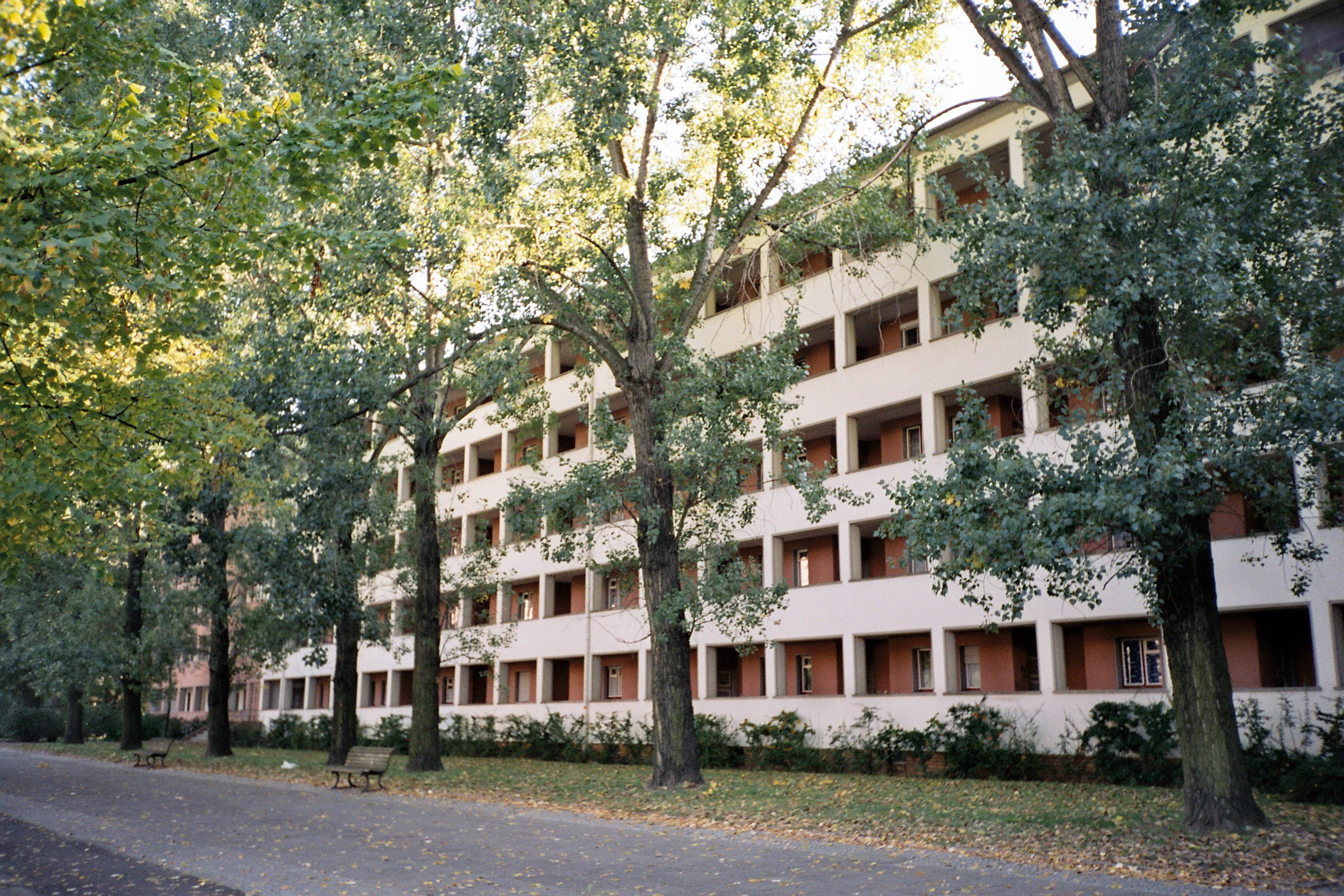
Laubenganghaus (Casa-balcone) in Karl-Marx-Allee.

### Lo „Zuckerbäckerstil“ degli anni Cinquanta del XX secolo

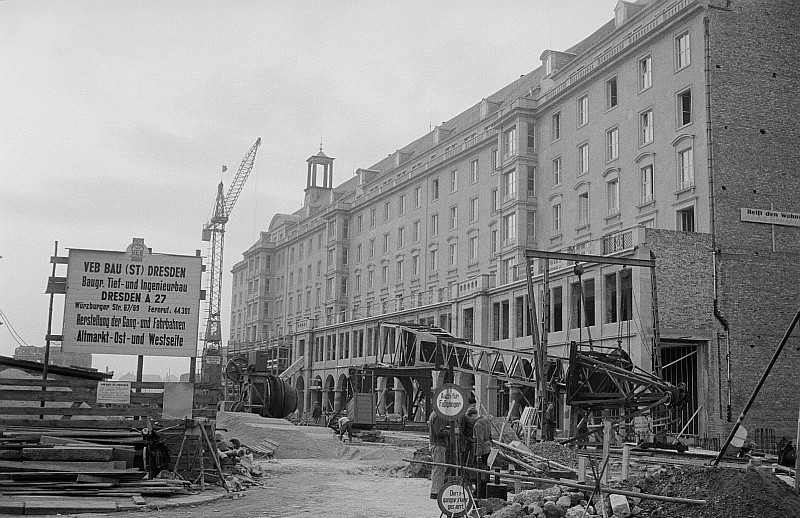
Ricostruzione dell'ala Ovest del vecchio mercato di Dresda, 1954.

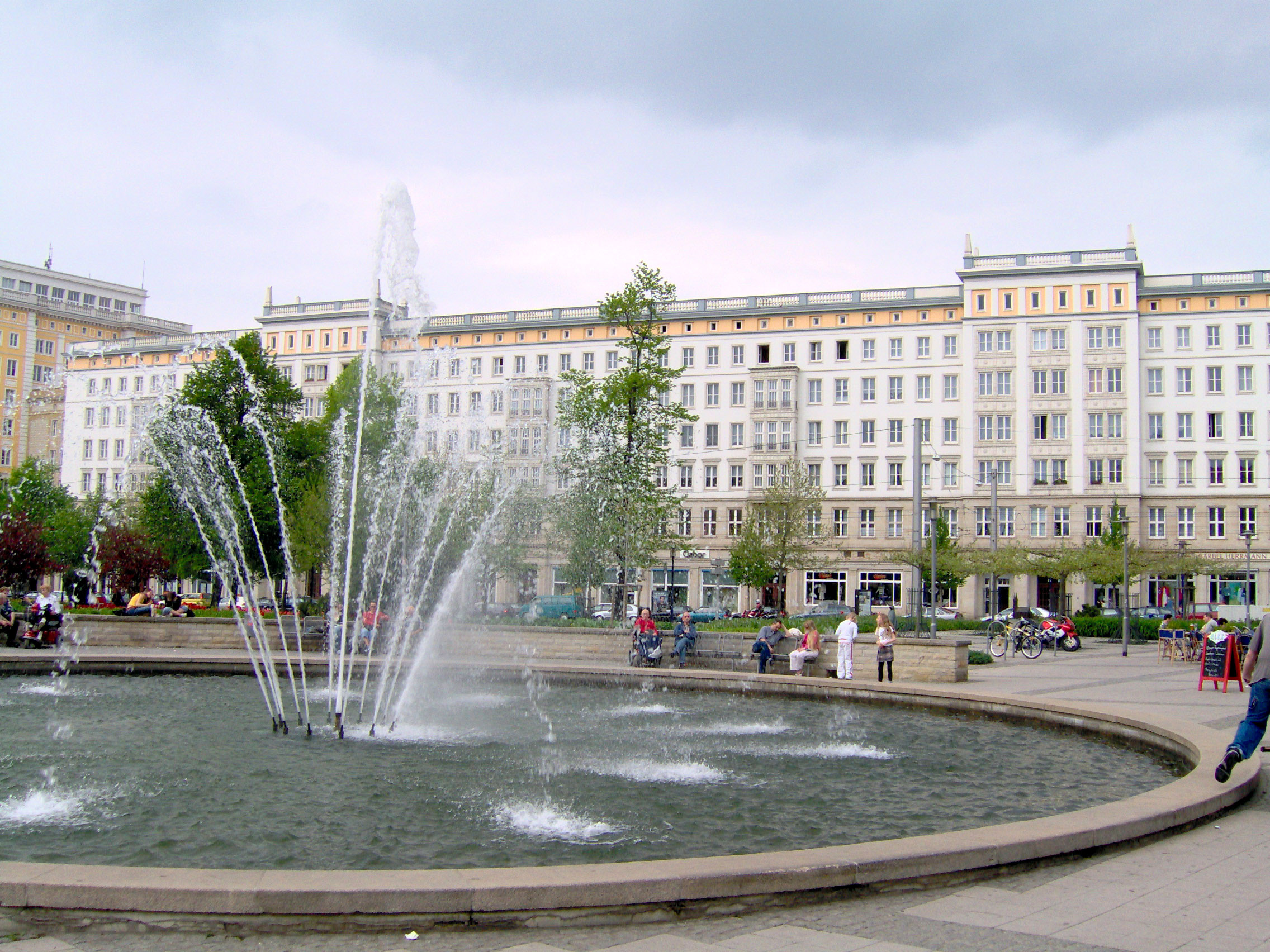
Esempio di classicismo socialista in Magdeburgo.

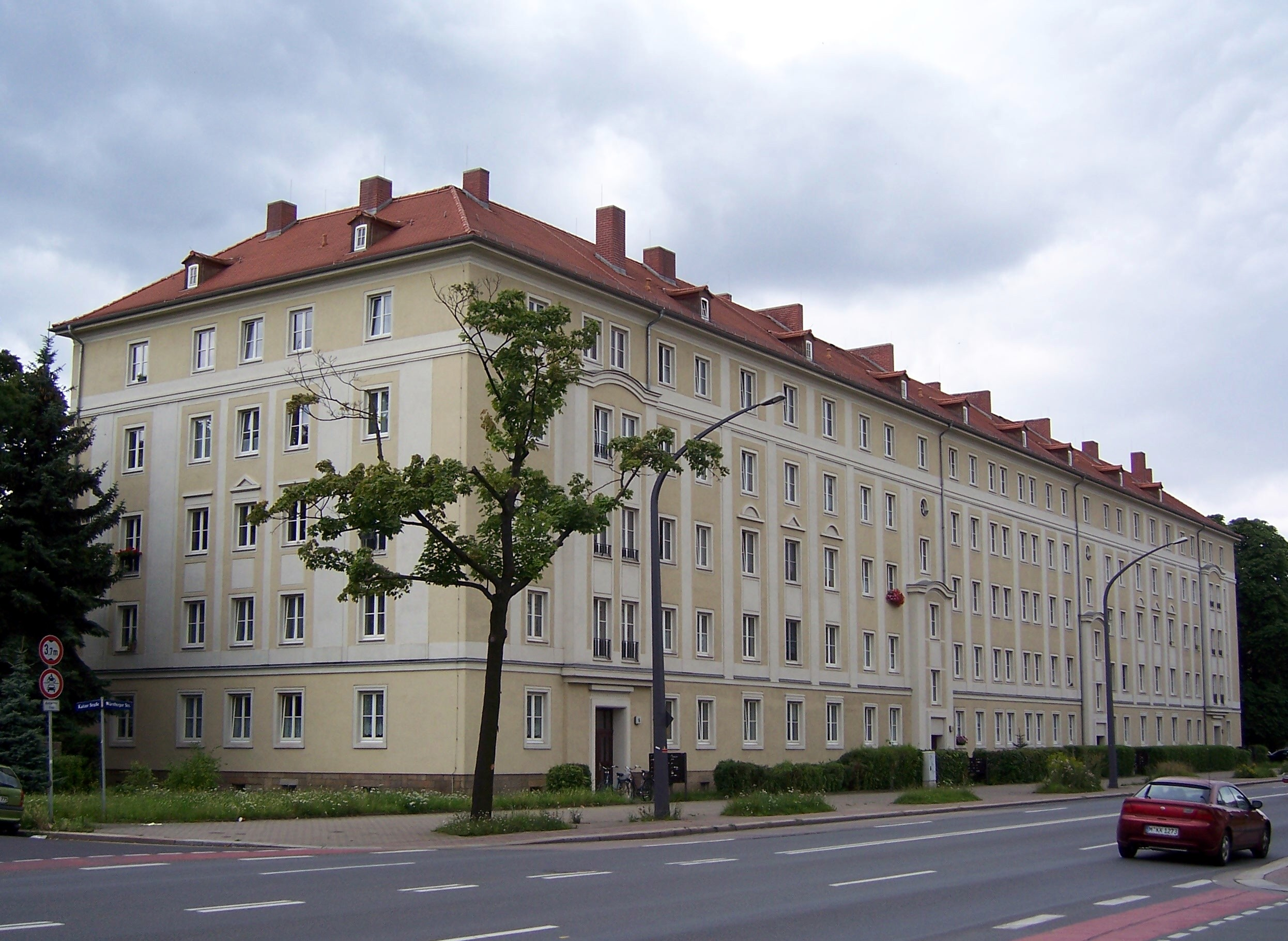
Nürnberger Straße a Dresda, con richiami allo Heimatschutzsstil.

Gli ideali di architettura estensiva e sobria proposti nei primi anni del dopoguerra non trovarono adeguato sostegno politico, e con l'inizio degli anni cinquanta del XX secolo vennero abbandonati. Il posto di questo tipo di edifici sarebbe stato occupato da costruzioni di rappresentanza, più compatte e imponenti.
Prese piede dunque la costruzione di edifici secondo il cosiddetto Zuckerbäckerstil, lo Stile a torta nuziale noto anche come classicismo socialista, in cui l'impiego di elementi storici veniva utilizzato come segno distintivo per una tradizione nazionale di qualità. Tali elementi sarebbero poi stati declinati in differenti modi a seconda dei caratteri e delle funzioni dei singoli edifici. Divenne inoltre oggetto di ricerca dell'architettura dell'epoca il tentativo di conciliare ornamenti ed elementi decorativi appartenenti a linguaggi artistici passati con le moderne esigenze di comfort abitativo.
Influenzato dai contemporanei principi architettonici in voga nell'Unione Sovietica, l'ambiente politico e culturale della DDR degli anni cinquanta iniziò a concentrarsi sulla ricerca di questa nuova tradizione nazionale architettonica: il primo provvedimento adottato al riguardo fu l'adozione dei 16 principi per la pianificazione urbana, su cui fondare il „Nationale Kulturerbe fortführenden Baustil“, lo stile costruttivo continuativo dell'eredità culturale nazionale. Punti di riferimento per tale Baustil furono quindi il classicismo - con specifiche declinazioni regionali (come, ad esempio, le peculiarità riscontrabili in Sassonia) - ed il Barocco. Le idee avanguardistiche ispirate al Costruttivismo ed al Bauhaus, nonché quelle del già citato Hans Scharoun e di altri operanti all'epoca nella DDR vennero in breve accantonate.
Risale a questo periodo la realizzazione di una serie di centri abitati e di quartieri: tra gli esempi più famosi possono essere citati la berlinese Stalinallee (in seguito ribattezzata Karl-Marx-Allee) e la fondazione della città di Eisenhüttenstadt.
Nel 1953 prese avvio la ricostruzione del Mercato Vecchio (Altmarkt) di Dresda, secondo i canoni del Dresdner Barock: come semplice esempio di questa attenzione alle peculiarità locali si può citare, ad esempio, la scelta di utilizzare finestre arcuate in luogo delle più moderne finestre di forma rettangolare scelte per gli edifici della Stalinallee. Alla medesima fase, sotto il segno della già citata Eredità culturale nazionale, appartengono anche diversi altri interventi di ricostruzione post-bellica, come nel caso della Kreuzkirche di Dresda, riaperta nel 1955.
Il complesso di Grunauer Straße 7–41 di Dresda costituì il primo esempio di edilizia residenziale in cui i canoni del Classicismo socialista si sposano con la tradizione barocca locale. Analogamente, sempre a Dresda, nel quartiere di Pirnaische Vorstadt fu realizzato tra il 1951 ed il 1955 un nuovo insediamento abitativo opera di Bernhard Klemm e Wolfgang Hänsch ancora ispirato a principi classicisti, ma contemporaneamente apprezzata dai contamporanei come costruzione tecnicamente sofisticata („handwerklich aufwändige Bauweise“)..
Sempre nello stesso periodo, tra il 1953 ed il 1954, è da ricordare la realizzazione, ad opera di Albert Patitz, dell'insediamento della Wismut (ditta collegata all'Estrazione mineraria dell'uranio) di Nürnberger Straße, anch'esso caratterizzato da influssi sia di neobarocco che di Heimatschutzstil.

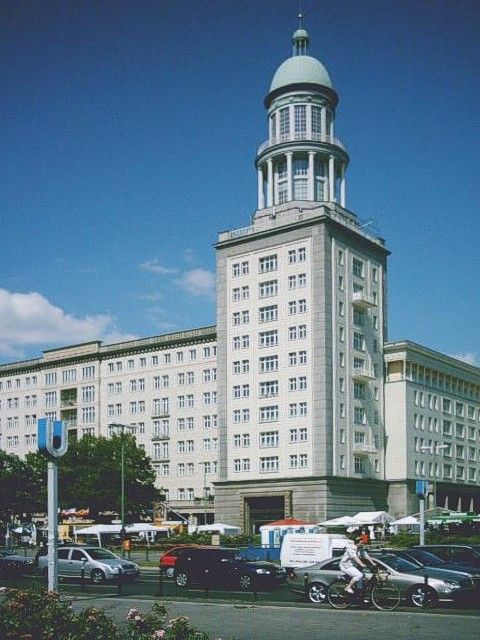
Torre in Frankfurter Tor, Karl-Marx-Allee, Berlino.
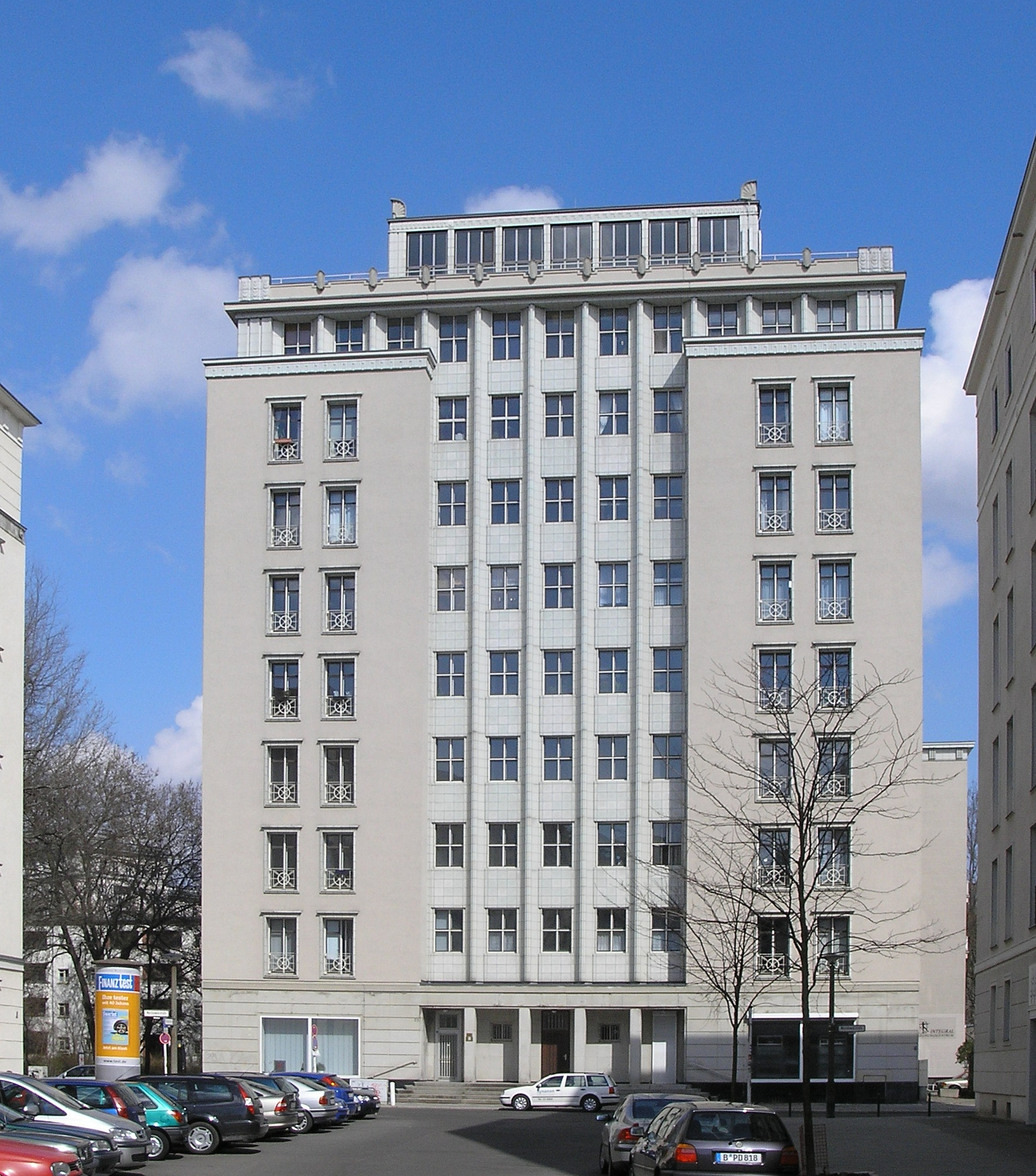
Grattacielo in Weberwiese, Berlino.
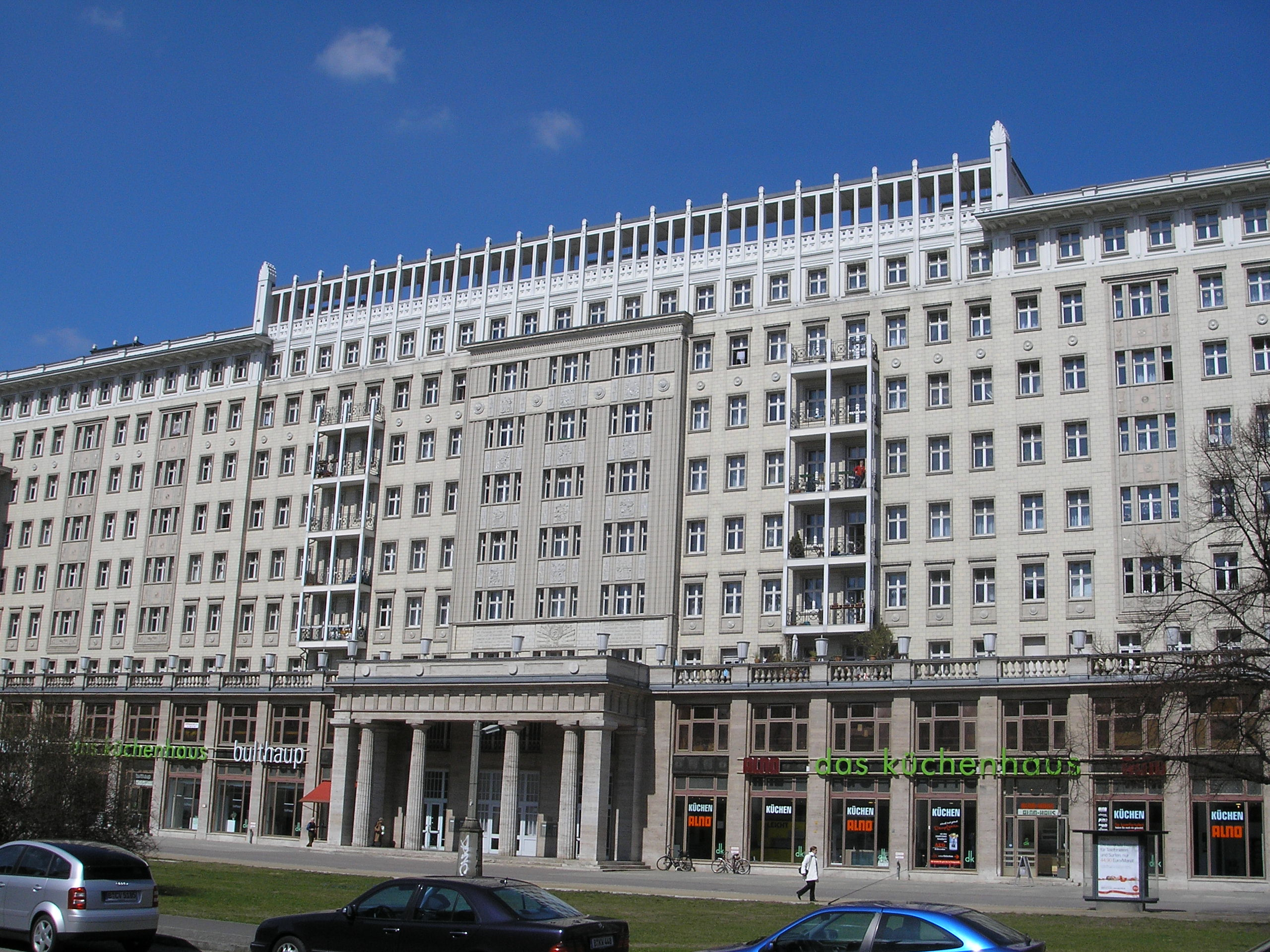
Block C di Karl-Marx-Allee, Berlino.
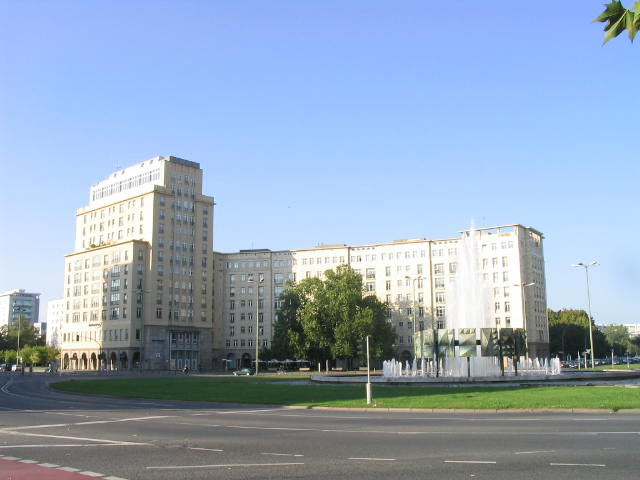
Strausberger Platz, Berlino.
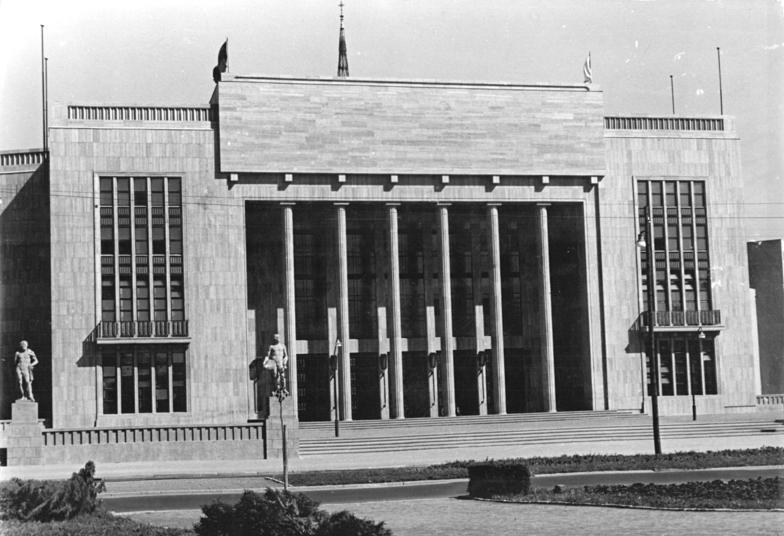
Deutsche Sporthalle, Berlino.
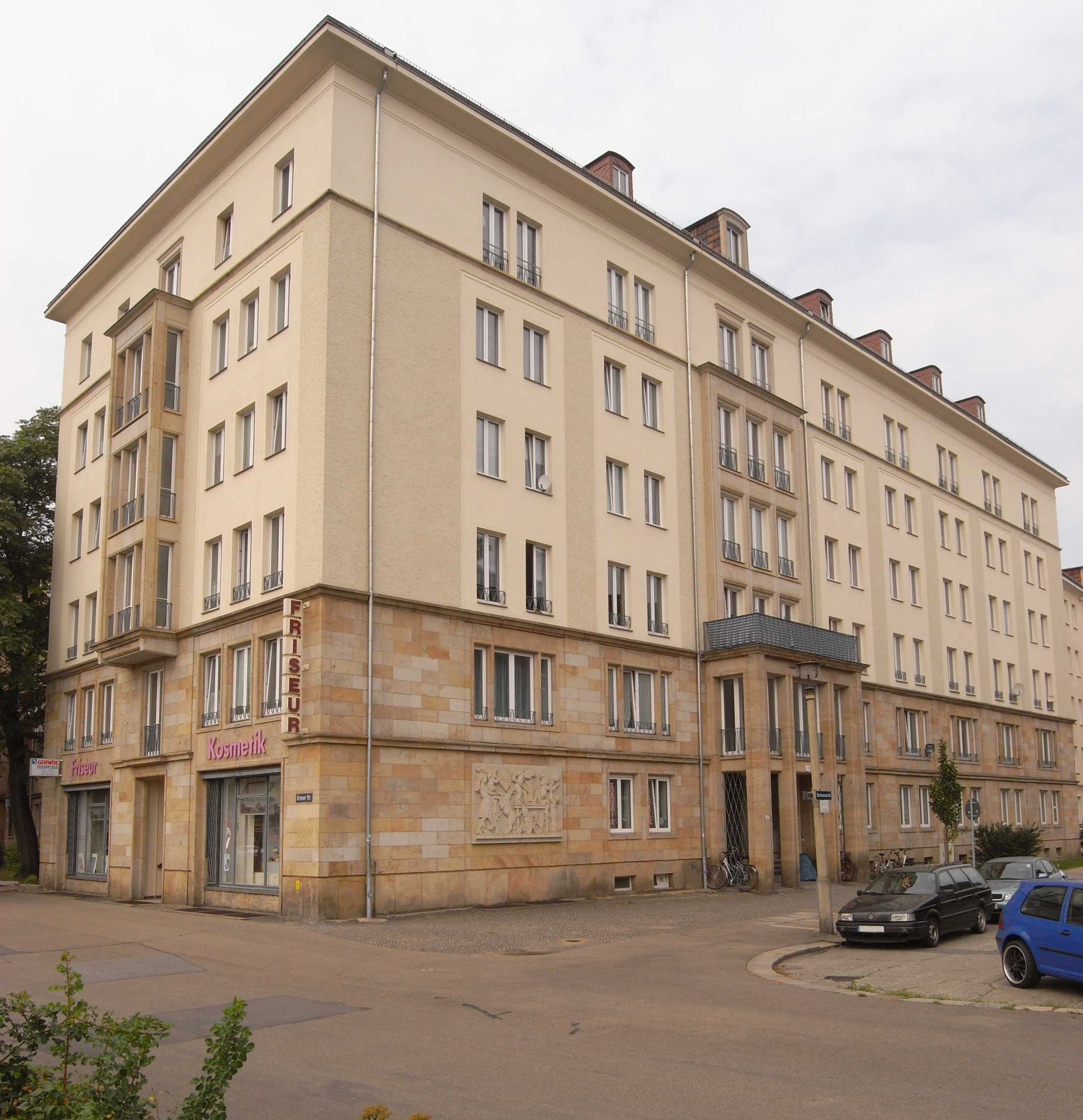
Complesso Blochmannstraße 1–19, Dresda.
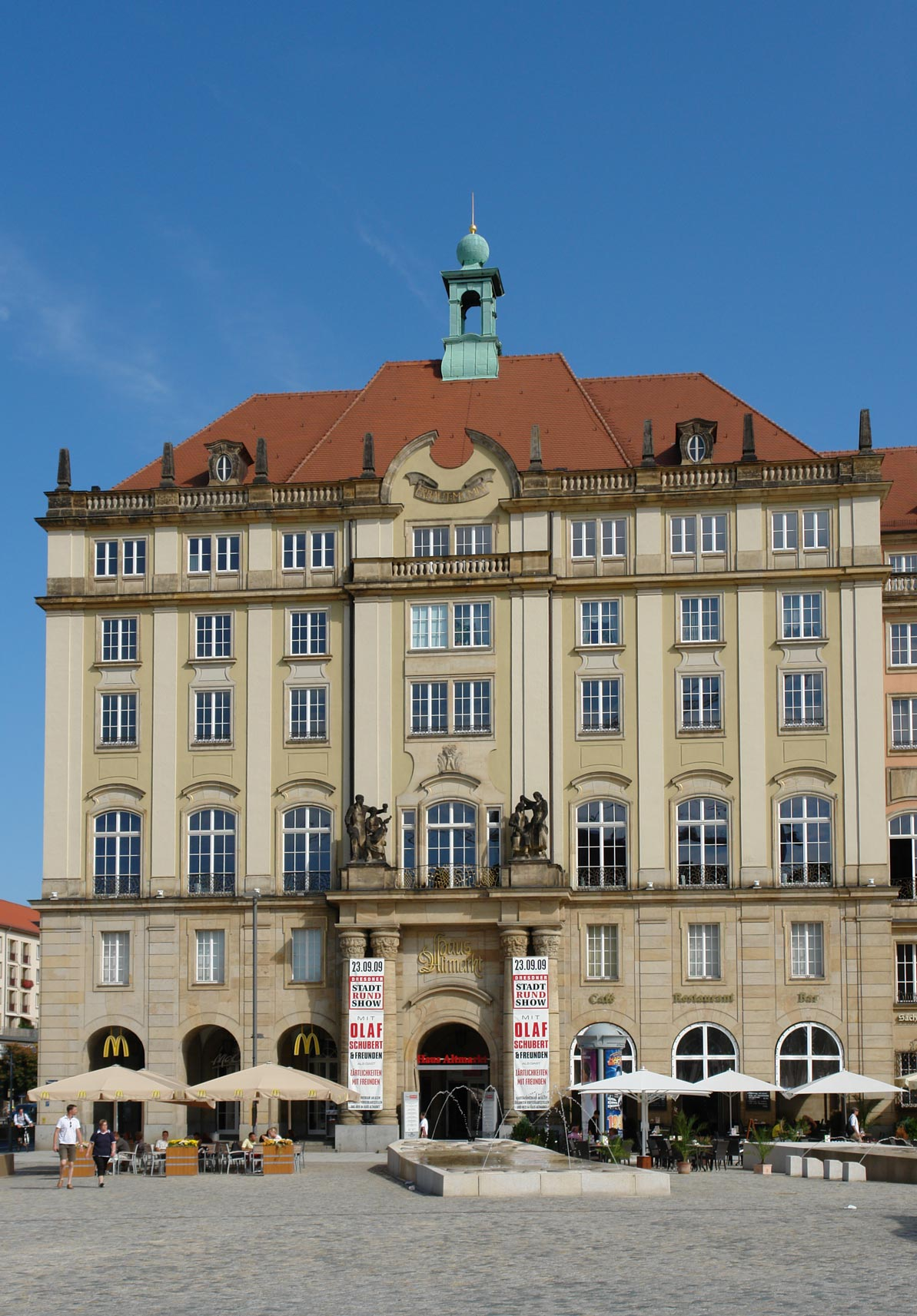
Haus Altmarkt, Dresda.
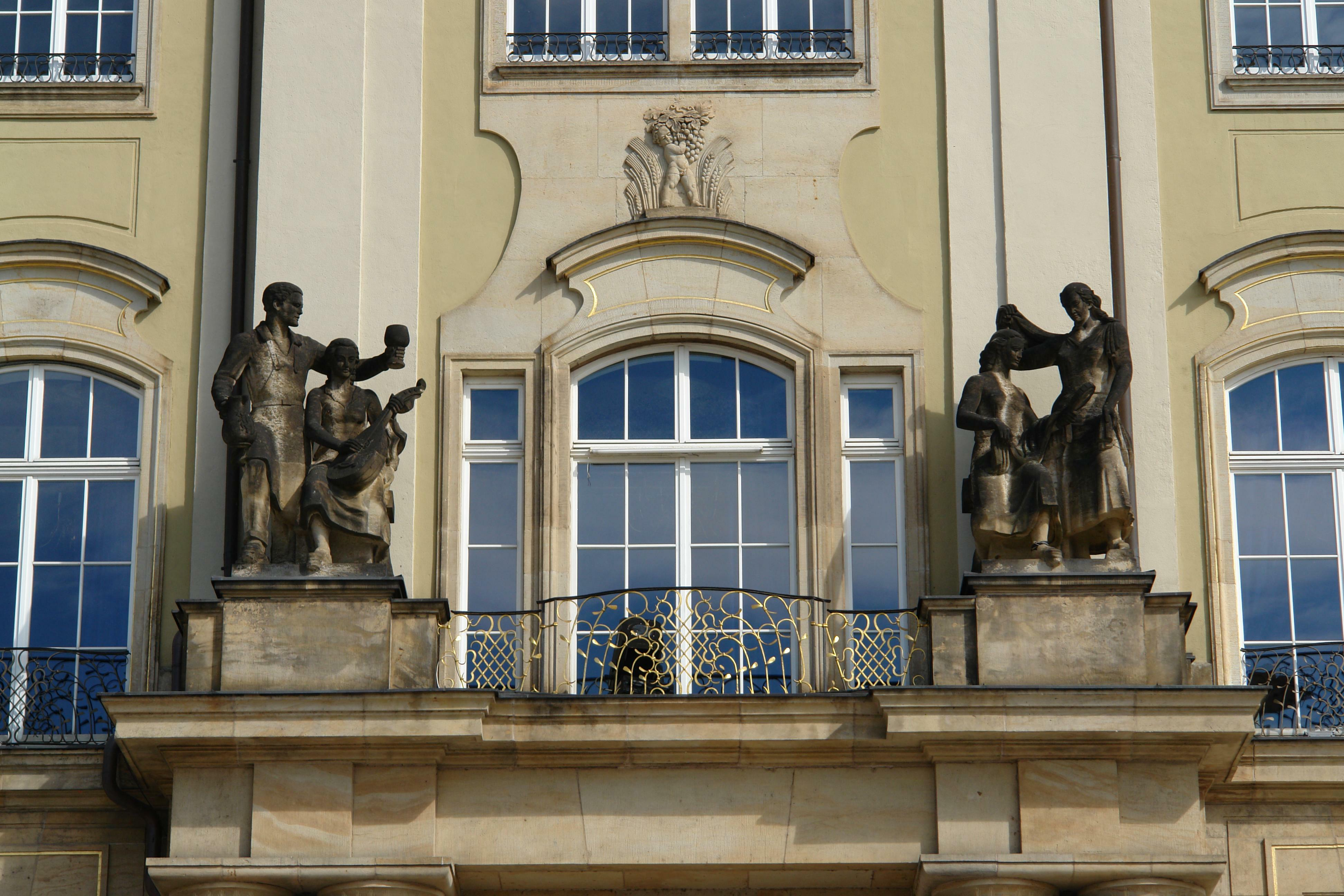
Haus Altmarkt, Dresda. Particolare della facciata.

### La città socialista degli anni Sessanta e Settanta del XX secolo

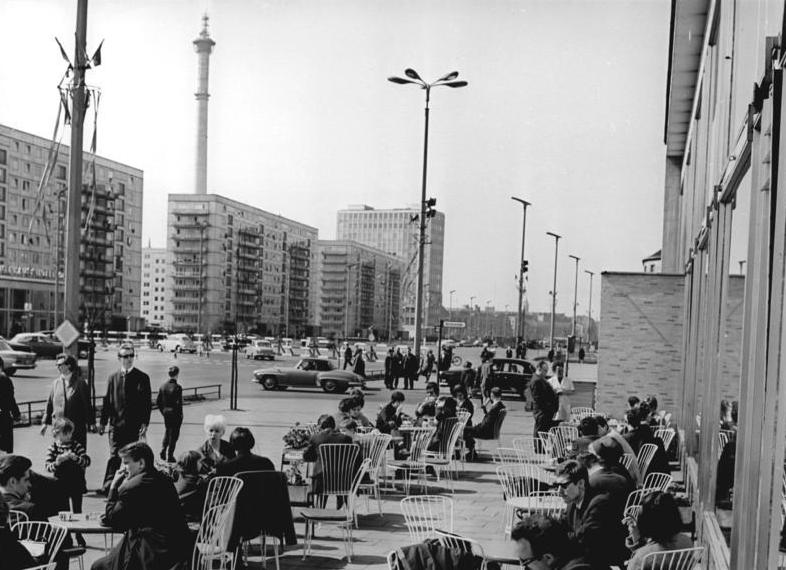
Il tratto più occidentale di Karl-Marx-Allee, Berlino. Sullo sfondo, la Torre della Televisione ancora in costruzione.

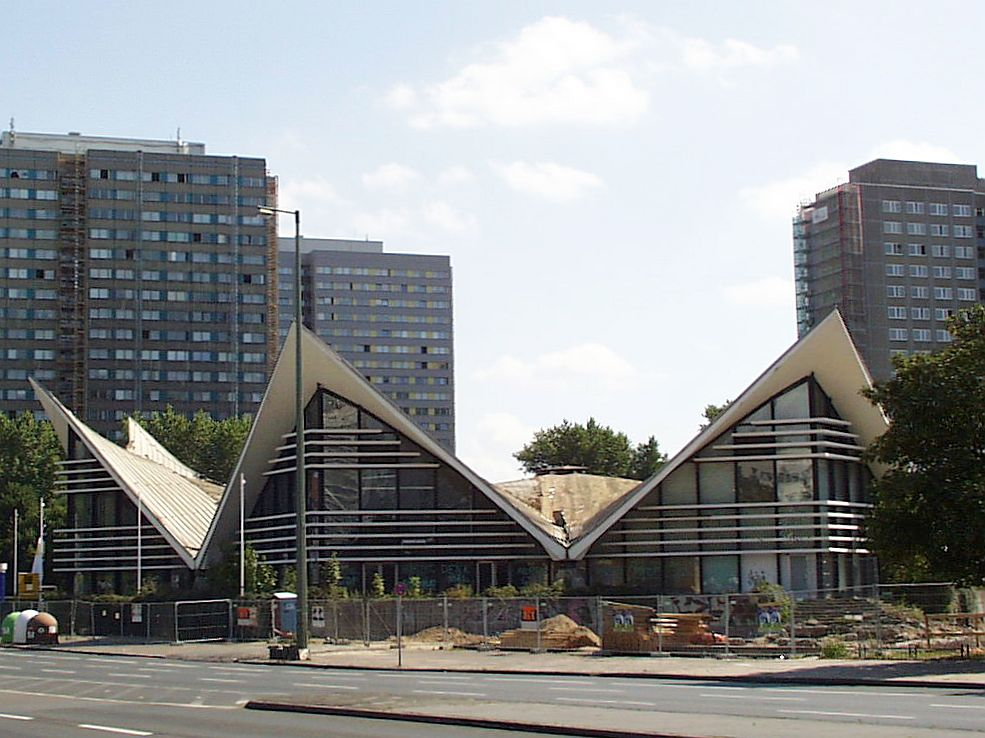
Edifici di tipologia WHH GT 18/21 nel quartiere di Fischerinsel, Berlino. In primo piano la Großgaststätte Ahornblatt (Foglia d'Acero), edificio simbolo dell'area demolito nel 2000 nonostante le numerose proteste.

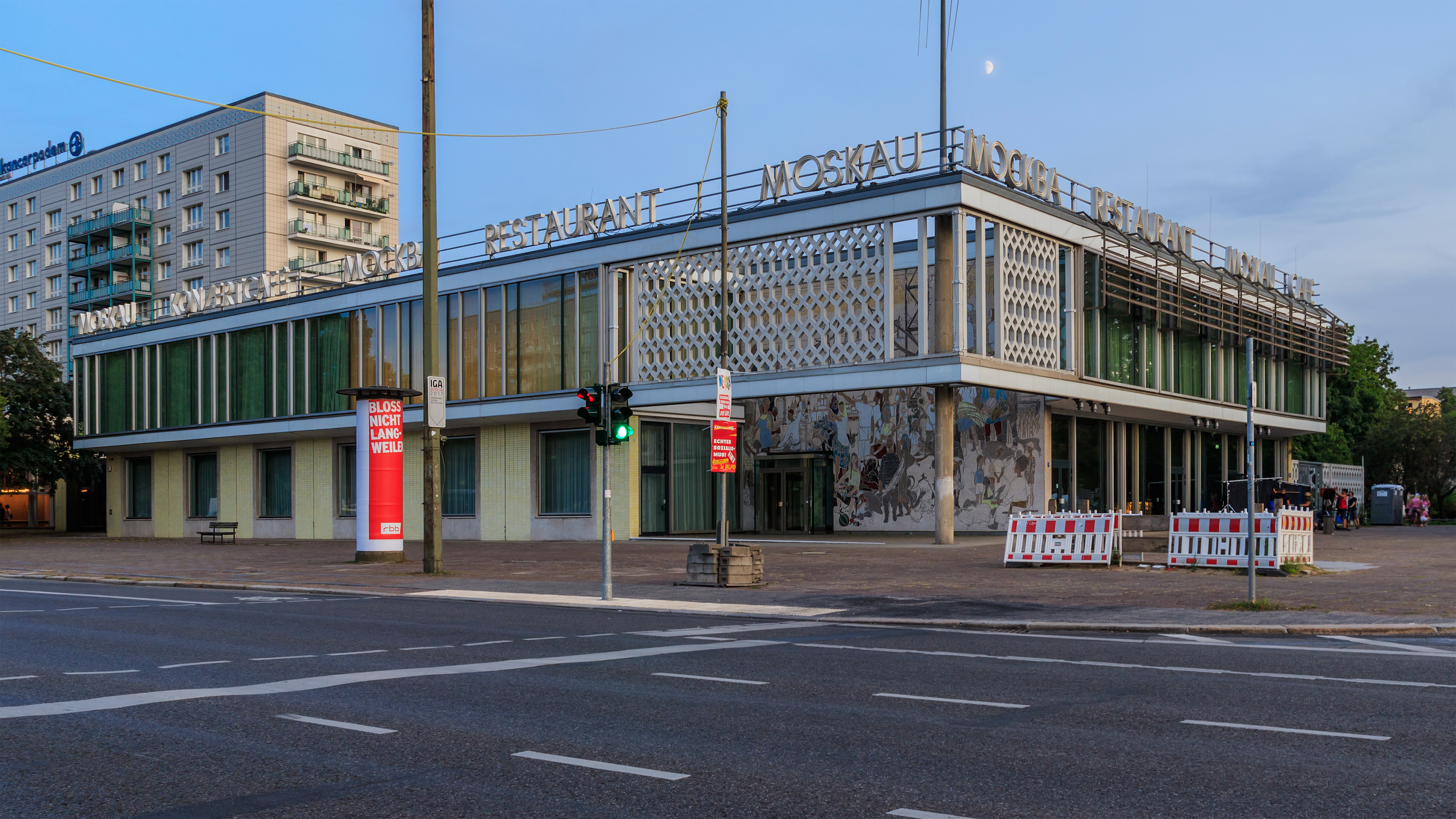
Il Café Moskau, Berlino.

Lo stile lussuoso dei primi anni cinquanta, pur avendo contribuito alla realizzazione di abitazioni il cui comfort aveva costituito un chiaro avanzamento nel comfort e nello stile di vita, iniziò la propria parabola discendente già dal 1955. Le motivazioni di questo declino trovano giustificazioni sia in ambito ideologico-politico che economico. Il processo di destalinizzazione avviato in Unione Sovietica si diffuse man mano in tutti i paesi del Patto di Varsavia, sicché anche lo stile associato alla figura di Stalin - lo Zuckerbäckerstil - iniziò a perdere consenso.
Divenne presto evidente, comunque, che non sarebbe stato possibile realizzare sulla vasta scala prospettata edifici residenziali così elaborati, quando ancora milioni di persone attendevano una nuova sistemazione abitativa dopo le distruzioni della guerra: erano ancora molte, infatti, le persone costrette a vivere in vecchi edifici fortunosamente riparati. Per venire incontro a queste necessità, si puntò quindi sullo sviluppo di un'architettura industrializzata, destinata a minimizzare tempi e costi per poter così finalmente avviare la costruzione rapida e intensiva degli appartamenti ritenuti necessari.
Uno degli esempi più chiari di questo mutamento di rotta è dato ancora una volta dall'ex Stalinallee, che in questa fase era già stata denominata Karl-Marx-Allee. Ad ovest della Strausberger Platz si nota la cesura corrispondente alla nuova concezione nella progettazione della città socialista. Ai sontuosi edifici a torta nuziale si sostituiscono sulla Allee edifici residenziali dal design sostanzialmente industriale intervallati da edifici e padiglioni destinati ad ospitare bar - tra cui il celebre Café Moskau - ed altri centri d'aggregazione. Dietro agli alti edifici residenziali vennero realizzati piccoli edifici prefabbricati, disposti a guisa di città-giardino. L'architettura che ha sostituito lo Zuckerbäckerstil si orientò quindi con ancor maggior forza verso le classiche idee abitative del Modernismo.
A questa epoca risale la realizzazione di insediamenti di grandi dimensioni e di parte dei centri città della Germania orientale, edificati con tipologie costruttive standardizzate. Particolarmente utilizzati furono il tipo WBS 70, il P2 (utilizzato per la prima volta nel 1961) e lo standard per grattacieli WHH GT 18. Lo studio di queste tipologie standard permisero costruzioni estremamente rapide ed economiche, di modo tale che il costo di costruzione per un'abitazione era sceso a 20.478 Marchi, mentre un appartamento realizzato nel 1951-1952 all'interno dell'Hochhaus an der Weberwiese - oggi considerato come un prototipo della Stalinallee - ne era costati più di 90.000.
Durante gli anni sessanta del XX secolo il Ministerrat - il Consiglio dei Ministri della DDR - stabilì l'accelerazione del processo di costruzione e di riprogettazione delle principali città del paese. Le cosiddette Stadtdominanten dovevano dare un nuovo aspetto socialista ai centri storici urbani, superando in importanza e richiamo le altre costruzioni, in particolare le torri campanarie. In quest'ottica si può leggere la costruzione della Fernsehturm di Berlino, imponente edificio che caratterizza la città e si impone con la sua altezza rispetto al costruito circostante, inclusa la vicina Marienkirche. A Jena - città simbolo della Germania orientale in fatto di ottica - venne richiesto all'architetto Hermann Henselmann il progetto per una torre circolare, a guisa di cannocchiale, l'attuale JenTower. L'edificio avrebbe dovuto divenire il centro di ricerca della Carl Zeiss orientale. Tra giugno e settembre del 1970 venne realizzato il nucleo strutturale della torre in calcestruzzo armato; in seguito, per esigenze di bilancio, il progetto curato da Henselmann venne realizzato in forma ridotta.
Vennero inoltre realizzati, durante i primi anni sessanta, complessi industriali a Schkopau e a Leuna.

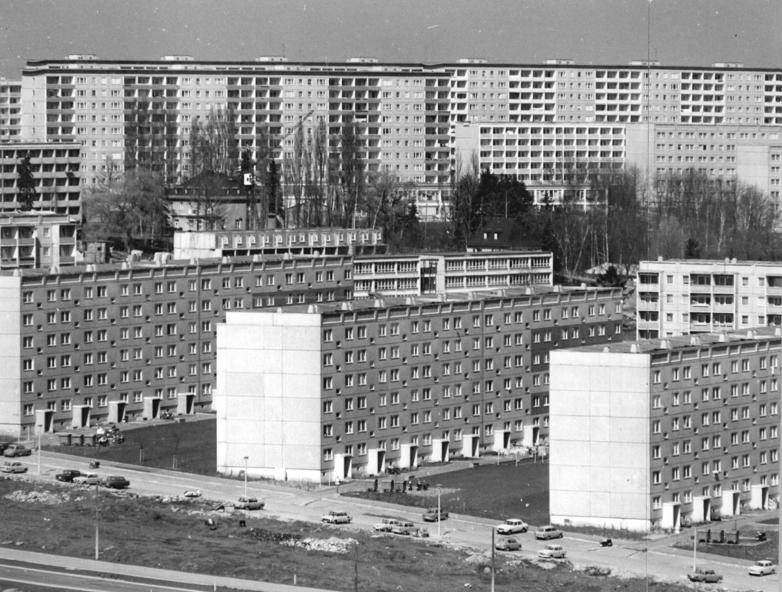
Blocchi abitativi nell'insediamento detto Wohngebiet Fritz Heckert, Chemnitz.
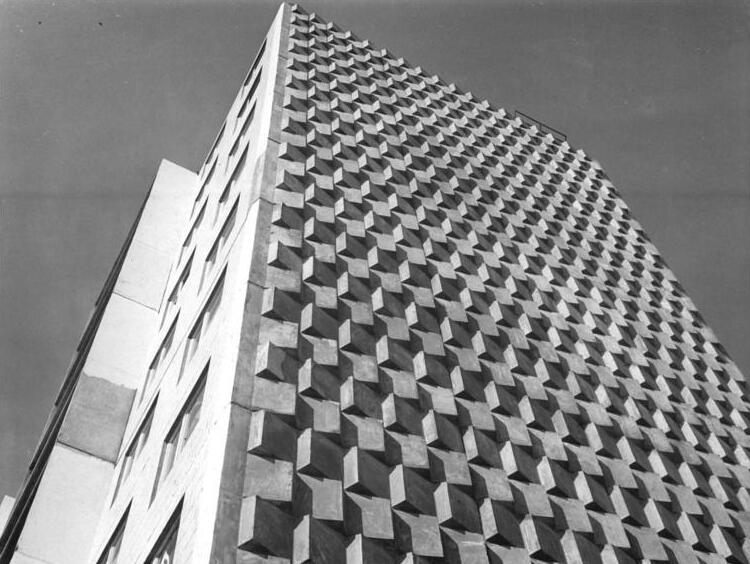
Facciata di grattacielo, Halle-Neustadt (1967).
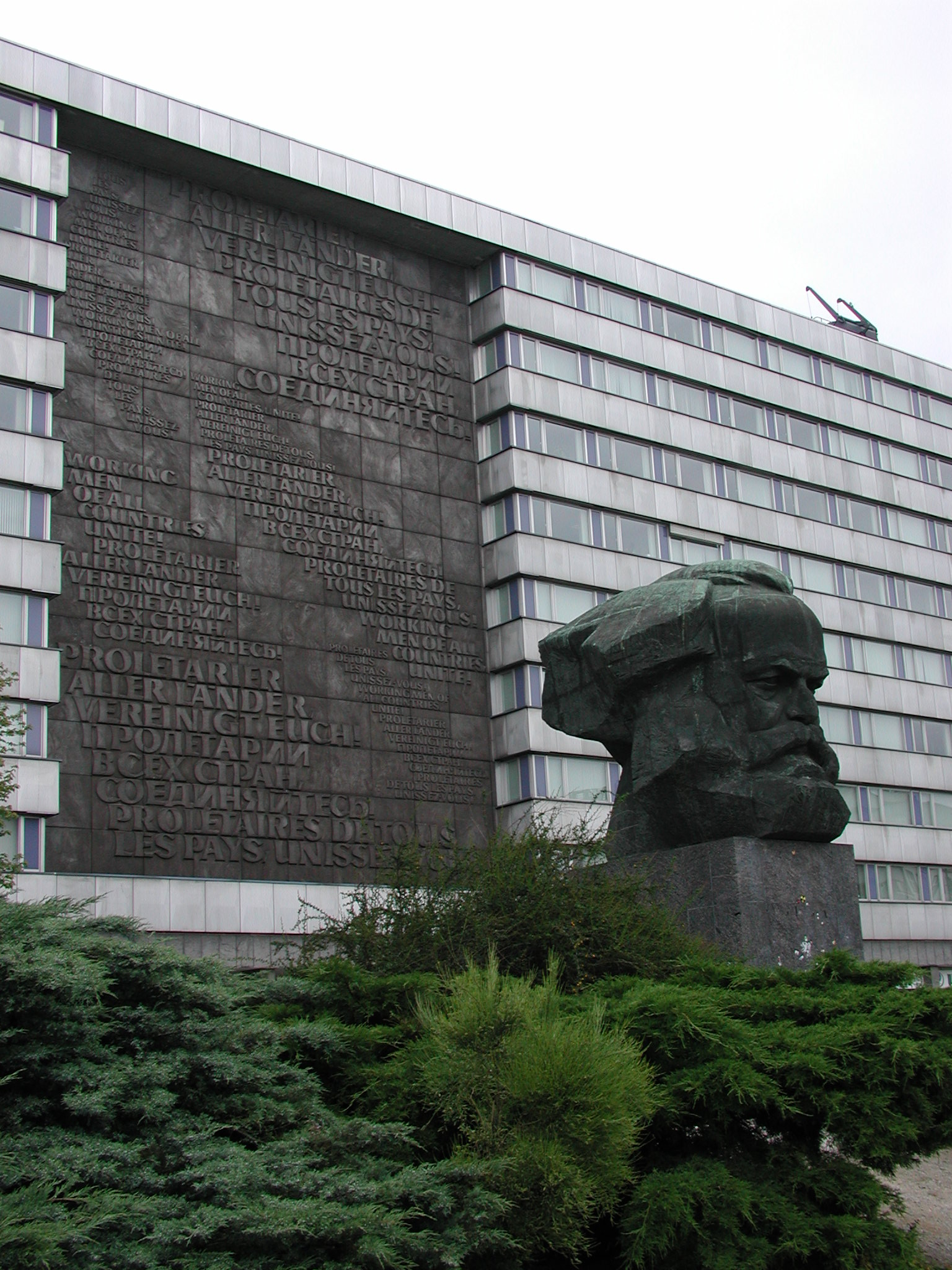
Monumento a Karl Marx, Chemnitz.
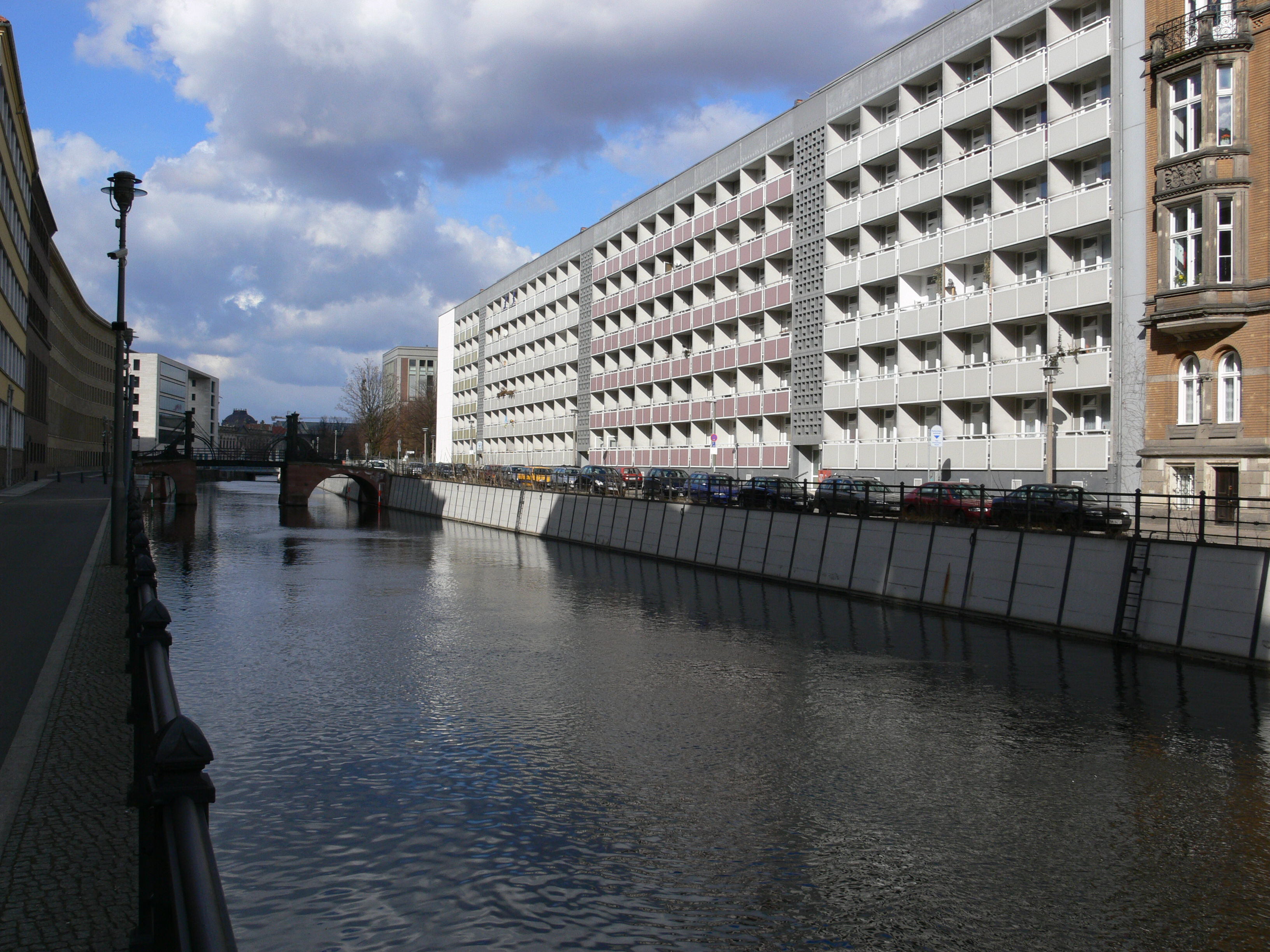
Edifici residenziali sul Friedrichsgracht, Berlino (1964–1968).
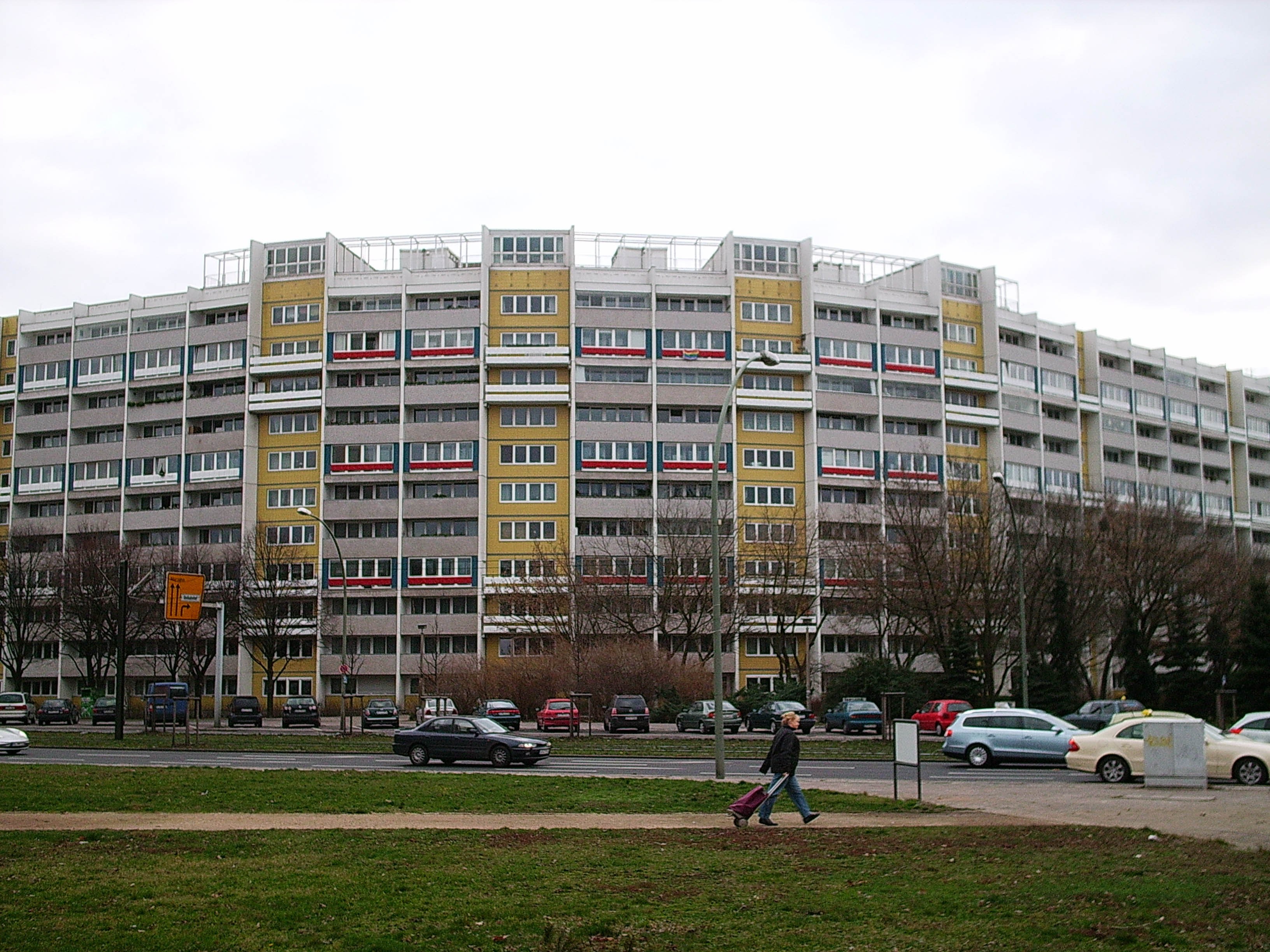
Edificio a forma di U in Platz der Vereinten Nationen, Berlino (1968).
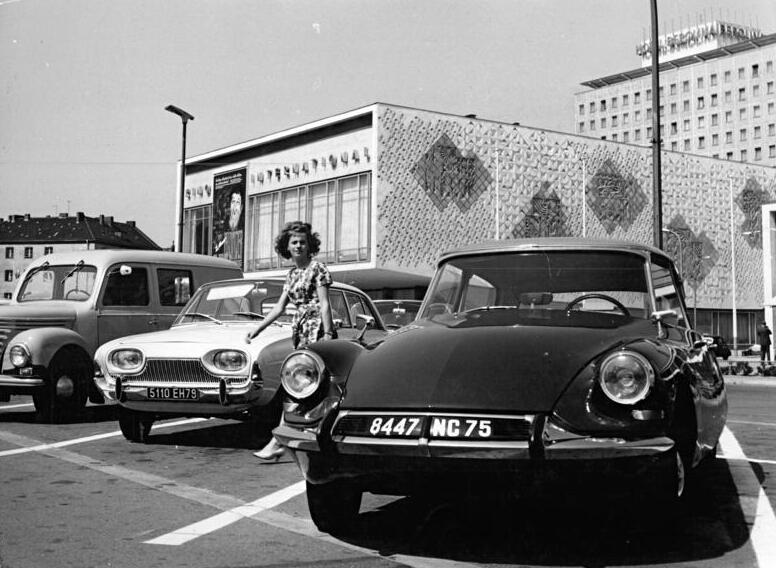
Kino International, Berlino (1964).
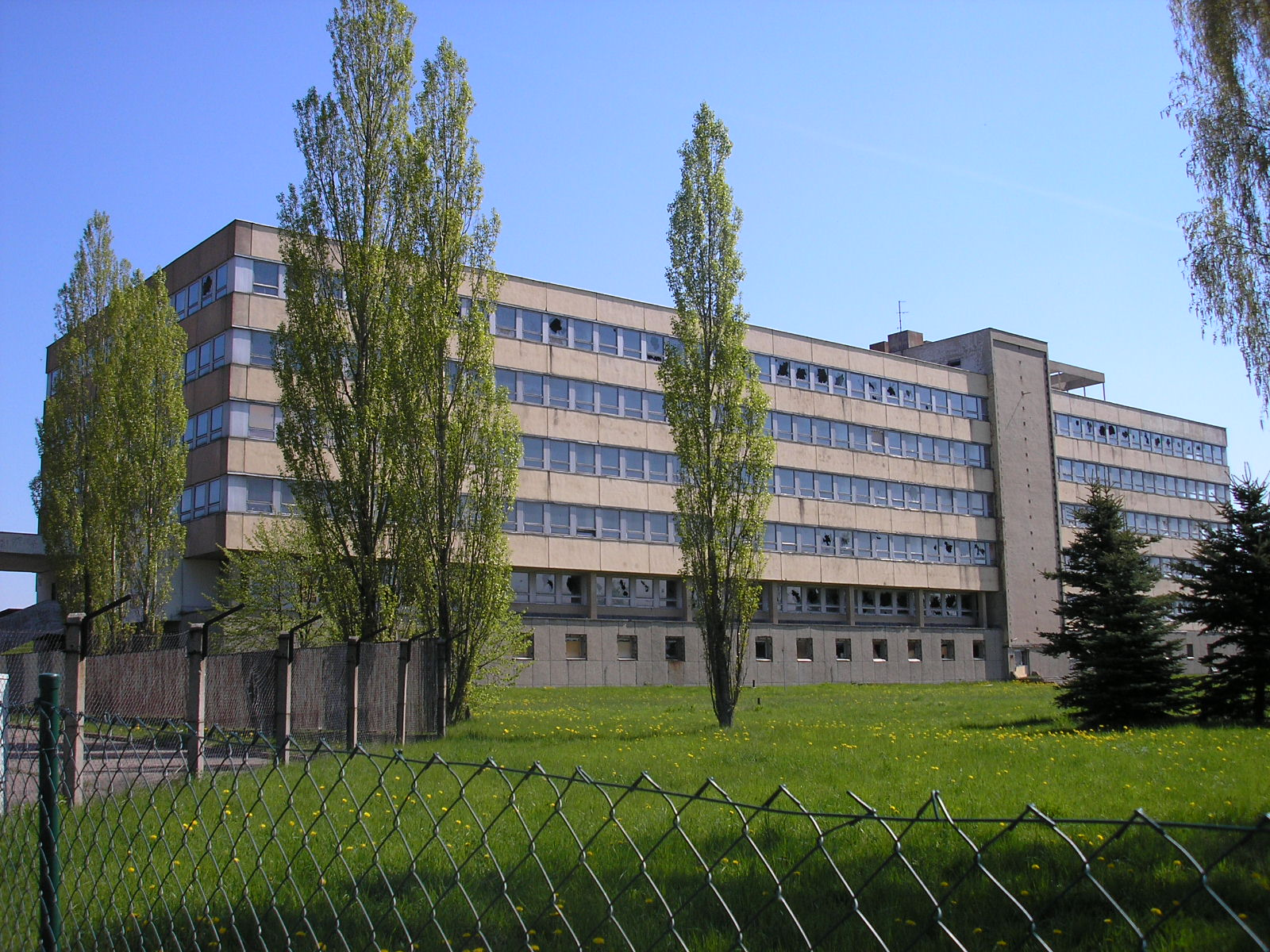
Architettura industriale, Ilmenau (1972).
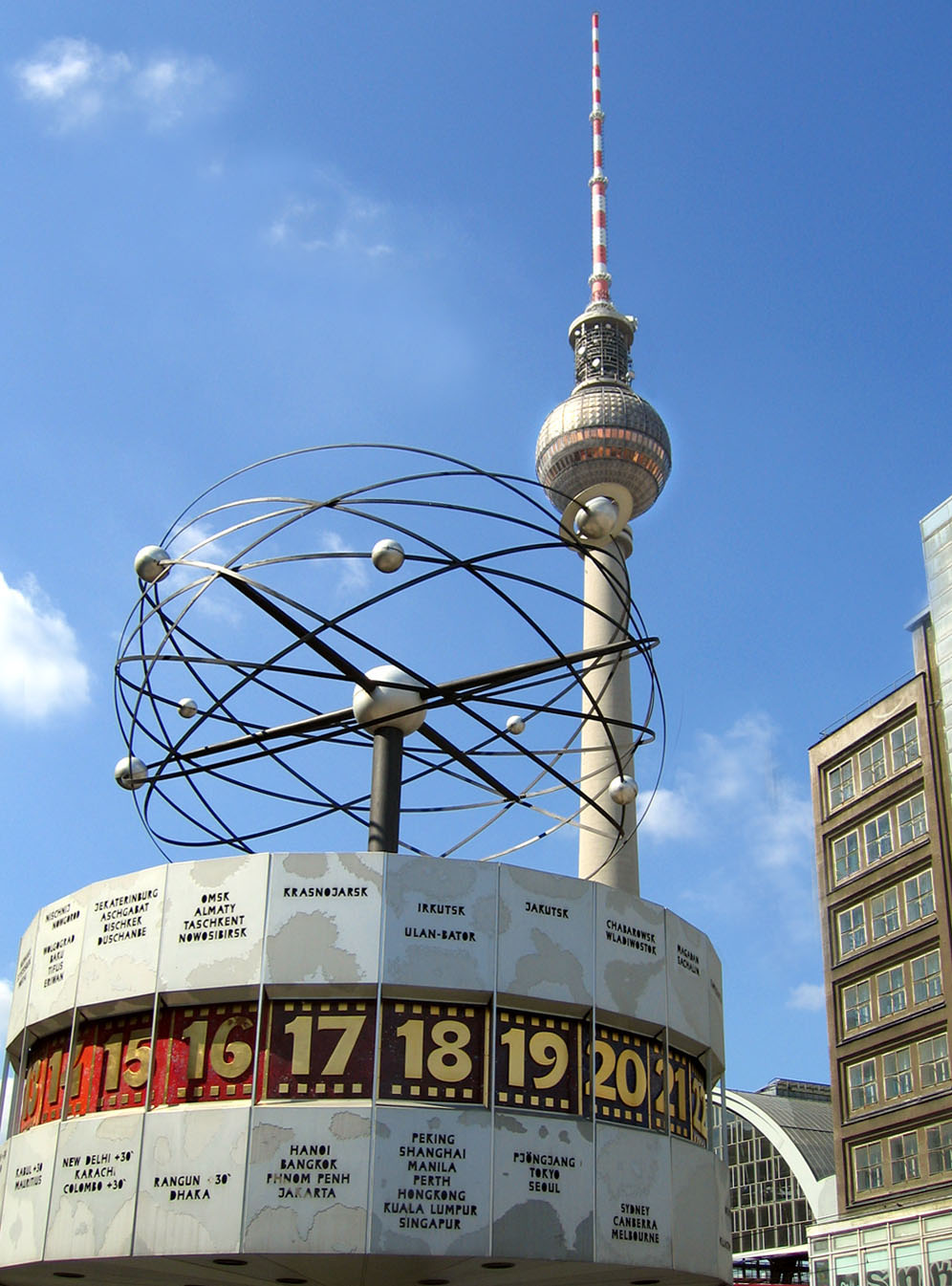
Weltzeituhr e Torre della televisione, Berlino (1964–1969).
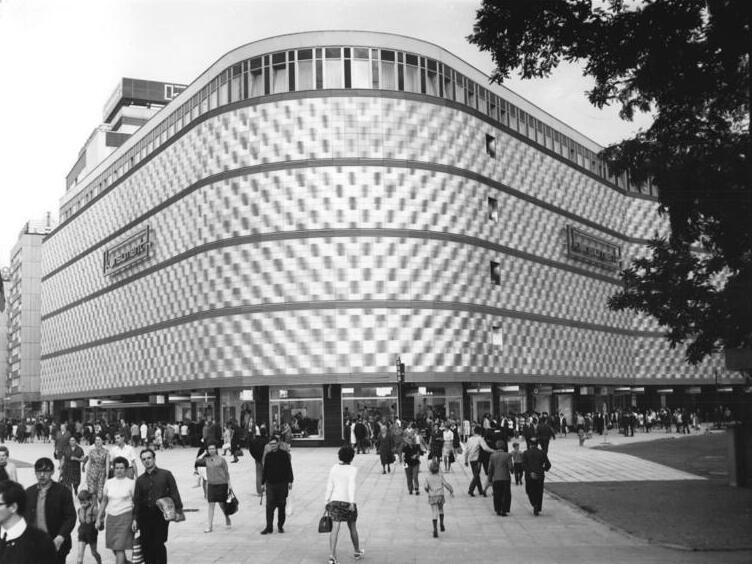
Centro commerciale Blechbüchse, Lipsia (1968).
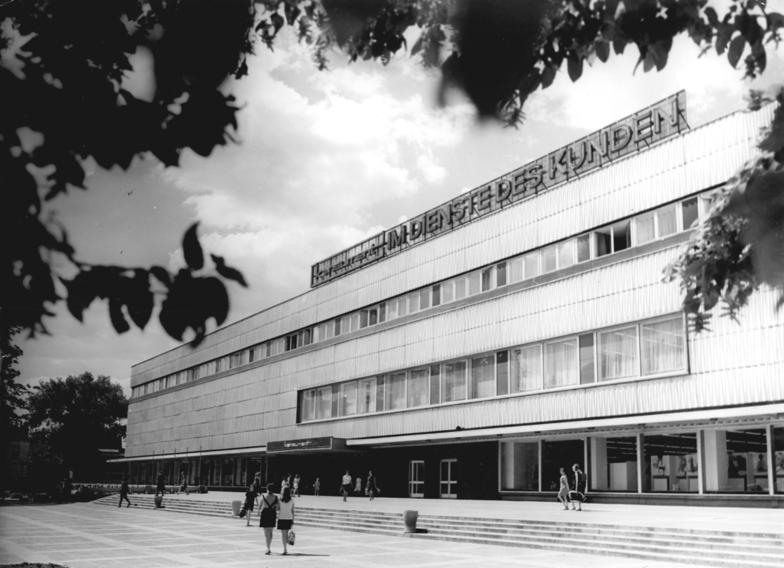
Centro commerciale, Cottbus. Progetto di Klaus Frauendorf (1966-1968).

### La diversificazione degli anni Ottanta del XX secolo
Dopo la conclusione del massiccio programma di costruzione con metodi industriali attuato durante gli anni sessanta e settanta del XX secolo, pur non avendo risolto completamente i problemi abitativi che furono alla base della scelta della costruzione a Plattenbau, si passò durante gli anni ottanta ad un'altra fase costruttiva.
Si diede inizio dunque, nonostante il maggior costo di tale operazione, ad una fase di ristrutturazione di edifici antichi. A Berlino, ad esempio, in occasione dei festeggiamenti per i 750 anni di storia della città, tenutisi nel 1987, venne curata la riqualificazione di Kollwitzplatz, mentre in Husemannstraße venne inaugurato una Museumsstraße (Strada-museo), destinata a rappresentare la vita quotidiana di Berlino nei quartieri popolari.
Si creano così due correnti di progettazione: da un lato un allontanamento dal design monotono negli insediamenti abitativi di tipo estensivo; dall'altro, un ulteriore incremento della densità abitativa all'interno delle città. Esempi del primo tipo sono rappresentati dai già citati interventi per il 750º anniversario della città di Berlino, con la ricostruzione del quartiere di Nikolaiviertel, dove vennero ricostruiti edifici in stile con il carattere della piazza, realizzati con elementi prefabbricati.
Vicino ad edifici a costruzione industriale, che comunque si differenziavano notevolmente dalla struttura modulare adottata durante il ventennio precedente, si trovavano all'interno dello stesso quartiere anche costruzioni, le cui facciate erano realizzate con dettagli e caratteri tipici di secoli passati il cui interno veniva adeguato alle istanze abitative moderne. Si trovano esempi simili anche nelle città affacciate sul Mar Baltico, dove è riscontrabile ancor oggi la fusione tra gli edifici a Plattenbau e le tipiche case a capanna di epoca anseatica.
Vennero comunque realizzati ancora complessi residenziali di grandi dimensioni, ma con alcune differenze rispetto alla rigidità di schema dei prospetti realizzati in precedenza. Esempi di questo tipo di costruzioni ad alta densità sono rappresentati dagli edifici costruiti in numerose aree bombardate di Berlino Est.
Furono realizzate inoltre unità abitative singole, dalle peculiarità differenti rispetto alle tipologie descritte in precedenza.
L'Hotel Hilton di Dresda - originariamente fondato come Dresdner Hof - sul Neumarkt è un chiaro esempio del cambio di rotta nelle linee guida per la progettazione urbana avvenuto durante la cosiddetta fase dell'Ost-postomdern, il postmodernismo architettonico della Germania Est. Dunque „non è più una radicale rottura con la storia, ma piuttosto la ricerca di una mediazione con il Patrimonio storico ed una versione peculiare del postmoderno“. Il complesso edilizio fu concepito rispettando l'originale ampiezza dell'antica Münzgasse, passeggio principale di Dresda: l'edificio del Dresdner Hof rappresentò un punto di svolta nella politica di costruzione urbana della DDR.

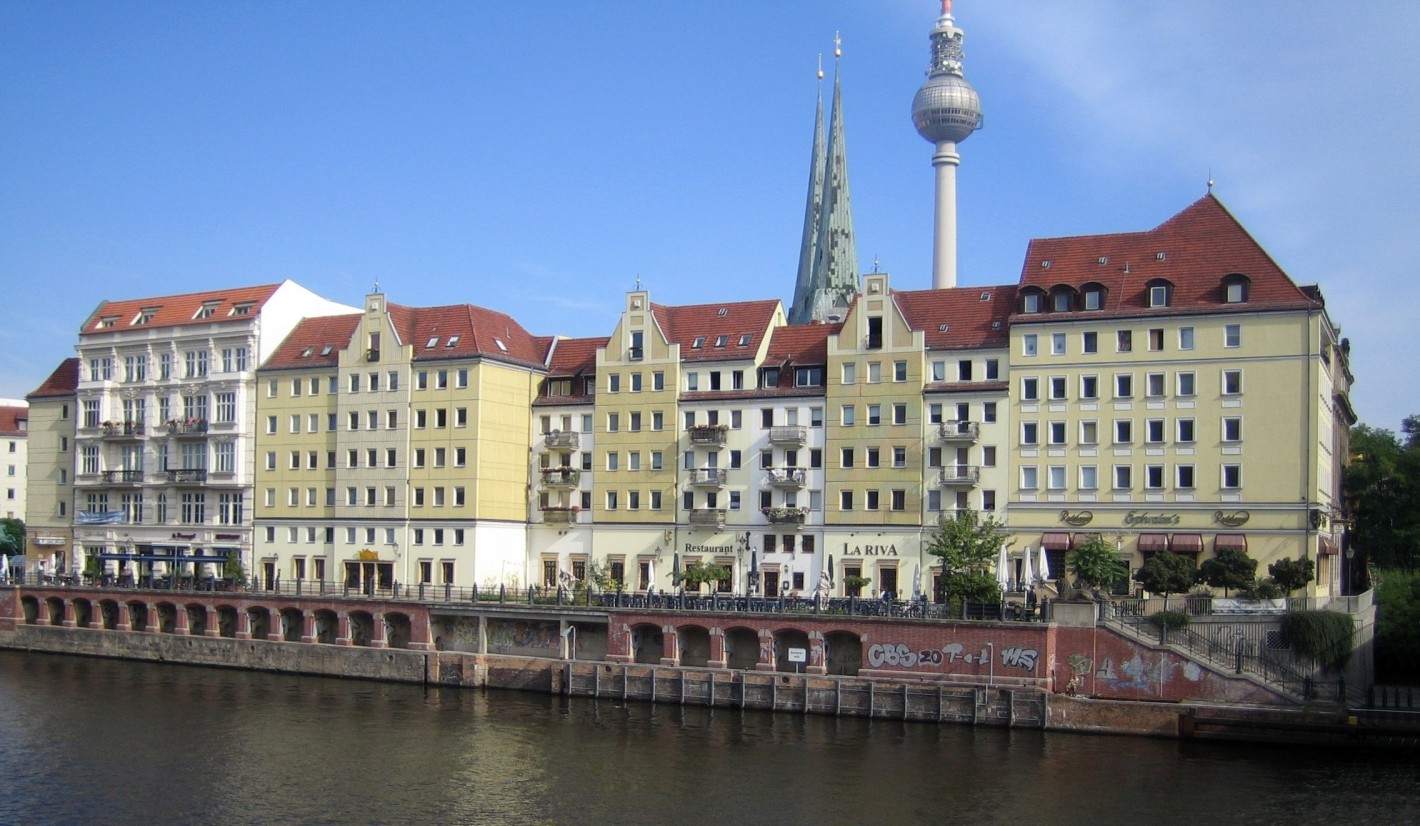
Nikolaiviertel, Berlino
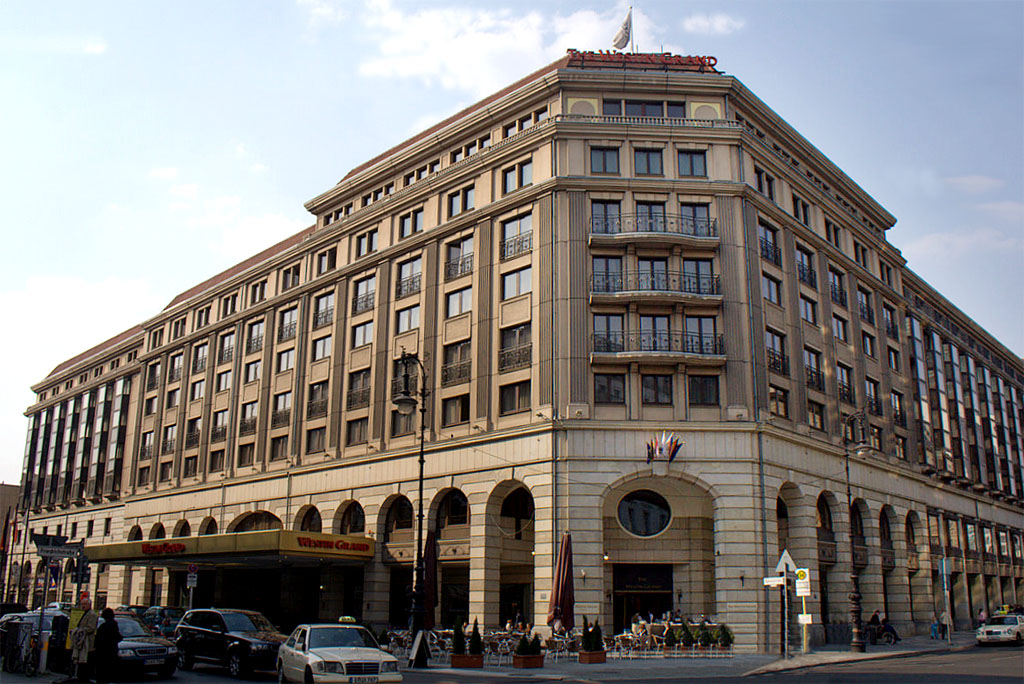
Il Grand Hotel nel quartiere Mitte, Berlino (1987).
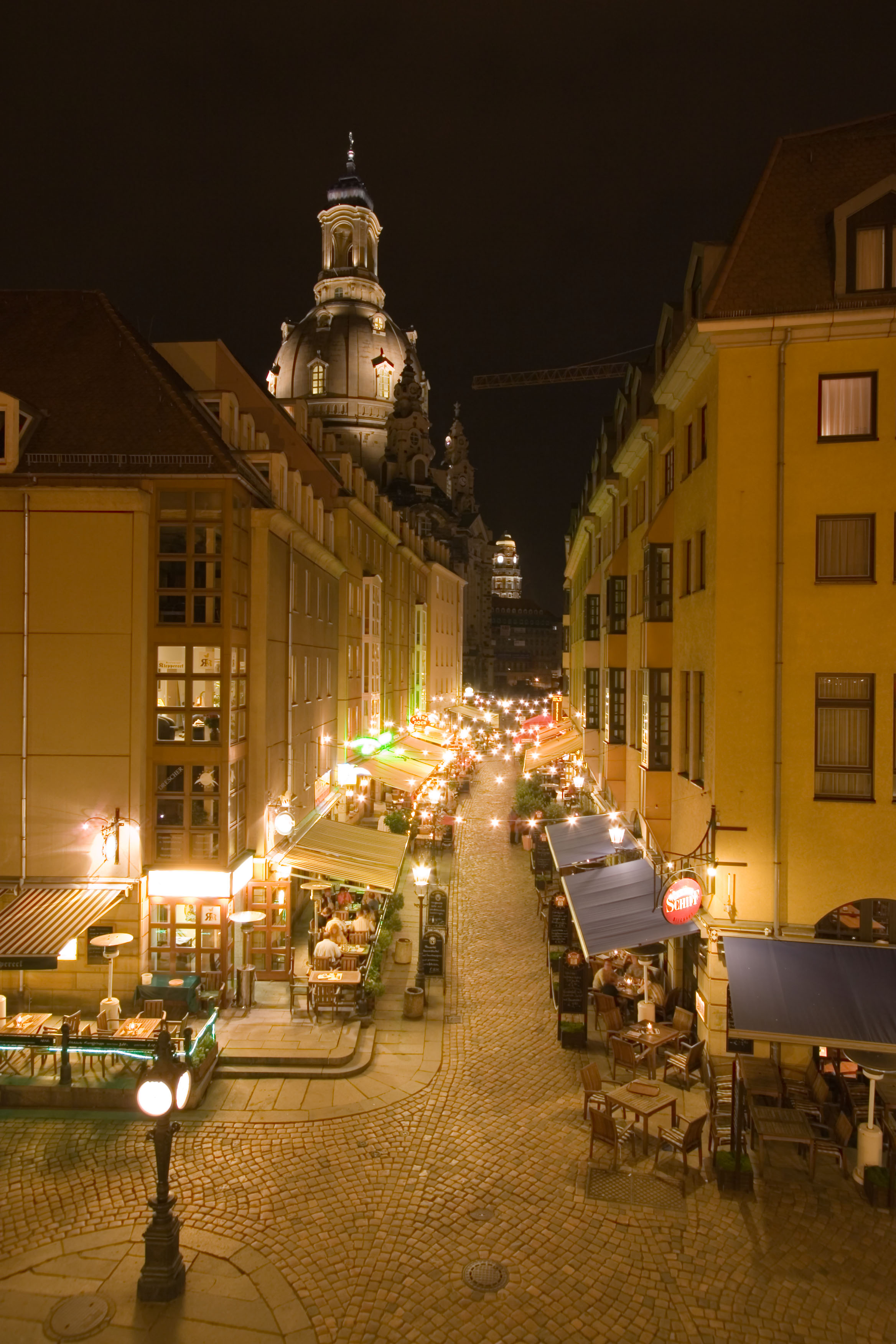
La facciata dell'Hotel Dresdner Hof (ora Hilton), posto al limite della storica Münzgasse, Dresda.
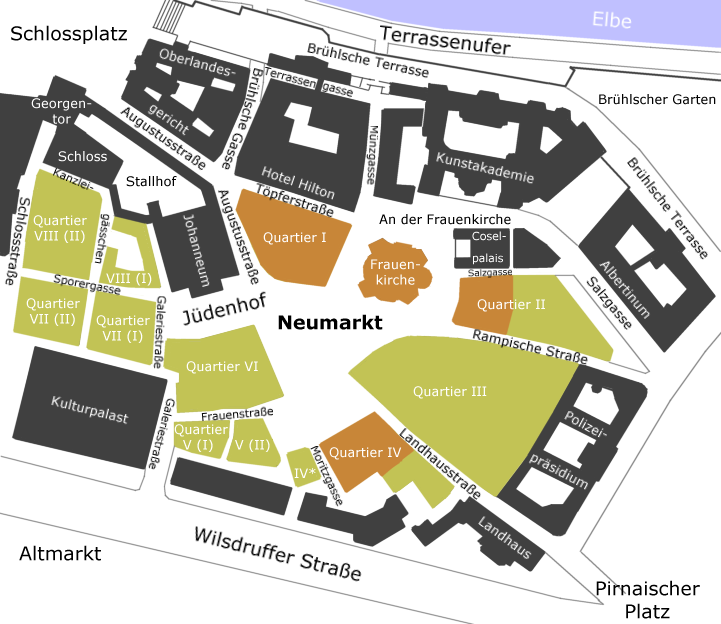
L'Hotel Dresdner Hof (ora Hilton) si pone come importante e complesso all'interno dell'area Neumarkt-Münzgasse.

## Restauri e ritorno allo spirito nazionale dopo il 1980

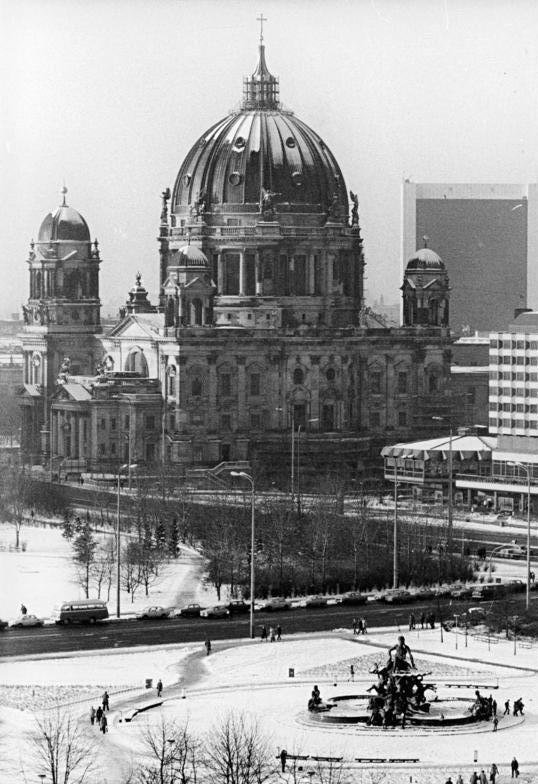
Il Duomo di Berlino dopo la ricostruzione post-bellica, 1982.

Per la costruzione della nuova Repubblica Democratica Tedesca, Walter Ulbricht annunciò al III congresso del Partito Socialista Unificato di Germania (SED) l'allontanamento dal Formalismo, indicato come eccessivamente occidentale nonostante le chiare origini dello stesso siano da rintracciare negli enunciati del Bauhaus, la cui sede, Weimar, era parte della DDR. L'architettura avrebbe dovuto avere invece carattere nazionale.
Questo atteggiamento, così come la forte influenza esercitata personalmente da Ulbricht trovarono sbocco nella fondazione della Bauakademie der DDR, l'accademia delle costruzioni della Repubblica. A ciò si unì la pubblicazione della rivista „Deutsche Architektur“ e diversi dibattiti sull'opportunità di certe demolizioni e di certe ricostruzioni. Tra questi dibattiti, spiccò quello al riguardo della demolizione della Paulinerkirche di Lipsia, nota anche come chiesa dell'università, abbattuta nonostante le numerose proteste. Vennero per contro eretti diversi edifici che, in nome della già citata eredità culturale nazionale, riprendevano elementi regionali e nazionali specifici, soprattutto echi di forme neoclassiche o barocche.
Il recupero di antiche tecniche artigianali, così come di competenze specifiche per il restauro di costruzioni monumentali, giunse nella DDR in un periodo successivo sia rispetto all'orientale Repubblica Popolare di Polonia che alla Germania Ovest. Uno dei principali interventi di ricostruzione riguardò il Semperoper - il teatro dell'opera di Dresda progettato originariamente da Gottfried Semper - che fu nuovamente inaugurato nel 1985. Come simboliche rovine furono invece mantenute la Frauenkirche di Dresda ed il Graues Kloster di Berlino, a ricordo degli orrori della seconda guerra mondiale. Altri importanti edifici storici, come il Duomo di Berlino e il Vecchio Municipio di Lipsia, furono restaurati dopo i danni di guerra.
Le chiese della Germania orientale hanno ricevuto sostegno durante la ricostruzione anche dall'Ovest; in generale, i centri storici dell'Est hanno comunque mantenuto maggiormente l'aspetto e la sostanza storica del periodo prebellico - anche se talora mantenuta con meno accuratezza - rispetto alle numerose imponenti trasformazioni effettuate nelle città dell'Ovest. Nel 1980, furono aumentati da parte del governo tedesco-orientale i fondi destinati al ripristino del passato storico: di questi sforzi i migliori risultati furono il restauro della Gendarmenmarkt di Berlino, il ripristino della statua equestre di Federico II di Prussia su Unter den Linden e le opere di restauro effettuate a Meißen, Weimar e Naumburg.

## Case di proprietà

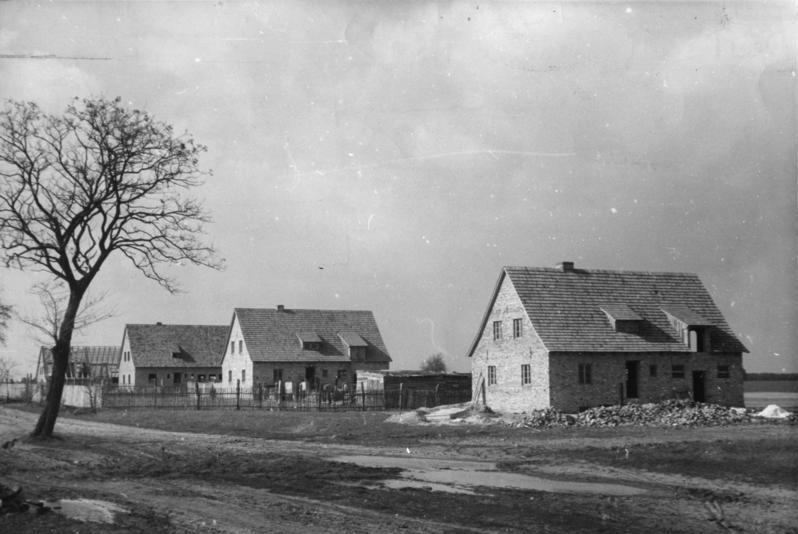
Nuove case in costruzione, 1949.

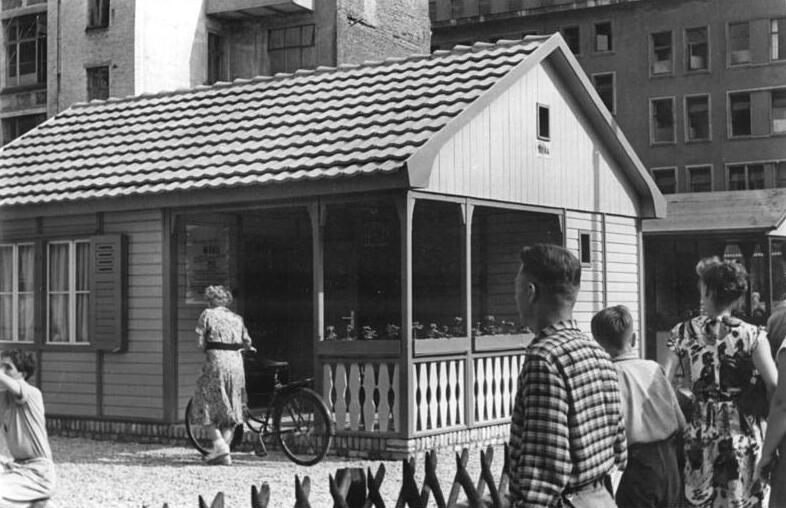
Wochenendhaus, 1953.

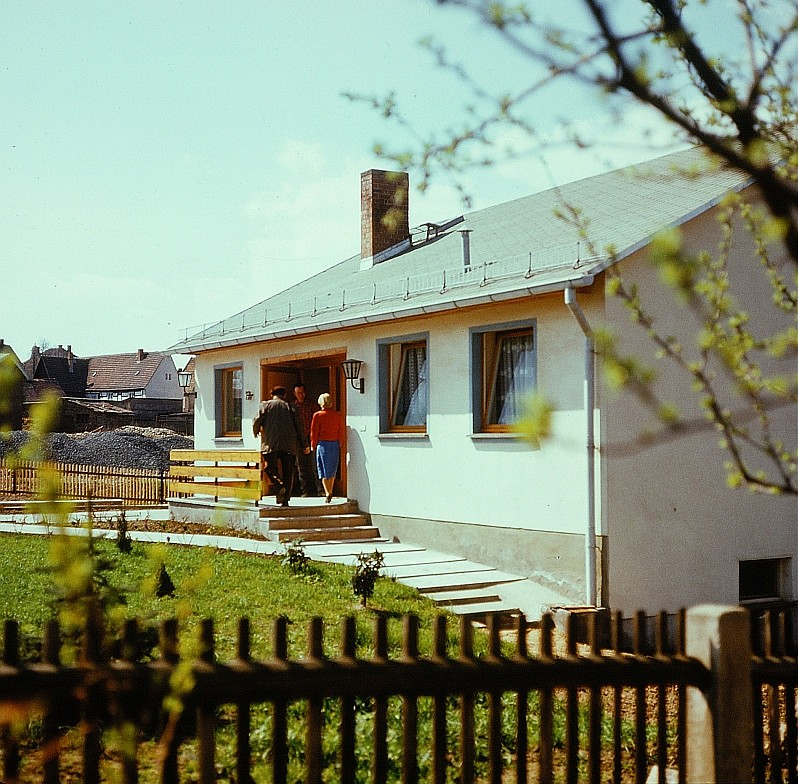
Villetta unifamiliare, 1977.

Accanto alle grandi costruzioni residenziali già descritte, si era sviluppato nella DDR anche un settore dedicato alla realizzazione di case singole. Nel 1972 si contavano 2,5 milioni di edifici di questa tipologia, numero che è andato riducendosi negli anni a seguire.
Anche la costruzione di questa tipologia edilizia fu oggetto di studi sulla razionalizzazione. Già negli anni subito seguenti la riforma fondiaria attuata nella zona di occupazione sovietica sorse un gran numero di „Neubauernhäuser“, nuove case di campagna. In queste, ognuna con il proprio terreno, si insediarono contadini che in precedenza avevano dovuto accontentarsi di una vita in pessime condizioni da braccianti dipendenti, da servitori o da proletariato urbano. In queste case venivano già applicati quei principi di semplicità razionale che avrebbero caratterizzato la realizzazione di edifici negli anni a seguire.
Generalmente, resta comunque da ricordate che mai il ruolo delle abitazioni private giunse a contrastare nella Repubblica Democratica Tedesca la funzione predominante svolta dai grandi blocchi abitativi. Benché le case potessero essere acquisite anche nelle zone periferiche delle città a prezzi relativamente bassi, a causa della situazione di scarso apporto di materiali da costruzione, impianti e servizi artigianali, molte persone evitavano di acquistare una casa. Il rischio di trovarsi in difficoltà nel fare le riparazioni necessarie era infatti elevato. Inoltre, nella Germania Est gli affitti erano calmierati dalla legge generalmente a meno del cinque per cento del reddito familiare.
Il alternativa si sviluppò l'usanza dei cosiddetti Kleingärten (lett: Piccoli Giardini) in maniera molto più capillare rispetto alla Germania occidentale. Questi giardinetti venivano utilizzati sia come alternativa nel fine settimana a viaggi più impegnativi, sia come utile forma di compensazione alla carenza di scorte di frutta e verdura nella distribuzione maggiore.
Il ruolo del Kleingarten nella DDR ben si adattava alle specifiche condizioni economico-culturali del paese, che, per esempio, l'entrata in vigore di una legge di regolamentazione chiaramente liberale - secondo i dettami dell'Occidente - successiva alla cosiddetta Wende del 1989, comportò l'insorgere di diversi problemi: ancor oggi la maggior parte dei Kleingärtner, i proprietari dei piccoli giardini dell'est, osteggia l'attuale Bundeskleingartengesetz (Legge federale sui piccoli giardini), che impone termini più rispettivi per quanto riguarda dimensioni e tassazione.
La ripartizione dei terreni prevedeva in media appezzamenti di dimensioni maggiori rispetto ai corrispondenti tedesco-occidentali. I Kleingärten potevano essere presi in affitto, su pagamento di canoni molto bassi, sia dalla proprietà pubblica che da quella privata (in tal caso, fondamentalmente proprietà ecclesiastiche).
Oltre a queste piccole colonie-giardino, era diffusa anche la presenza di appezzamenti lontani dalla città da dedicare al fine settimana, a cui vennero dati il nome - mutuato dall'omologa casa per vacanze russa - di Dacie. Il paragone non è in realtà completamente corretto poiché in generale più che di ville fuori porta si trattava principalmente di bungalow. Oltre alla presenza di alcuni bungalow costruiti secondo particolari esigenze individuali, la diffusione di questi avvenne principalmente tramite il montaggio di moduli prefabbricati che, all'opposto degli artigianali capanni realizzati nella Repubblica Federale, erano dotati di cucina, bagno, camere e di una generalmente maggiore durevolezza nel tempo.
Classiche costruzioni all'interno dei Kleingärten orientali erano i bungalow "B14", "B19", "B26", che venivano venduti direttamente come kit e montati con semplicità dai giardinieri-coloni stessi.

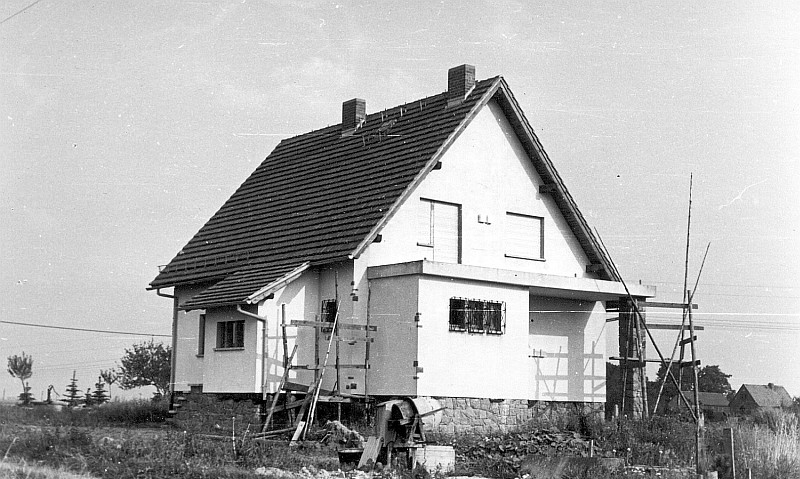
Villetta monofamiliare.
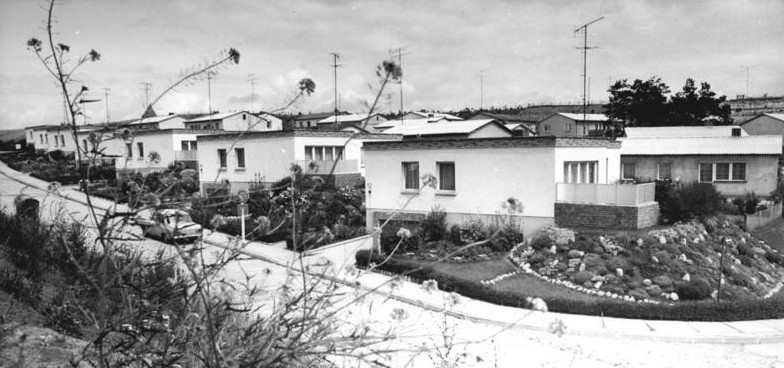
Abitazioni, 1972.
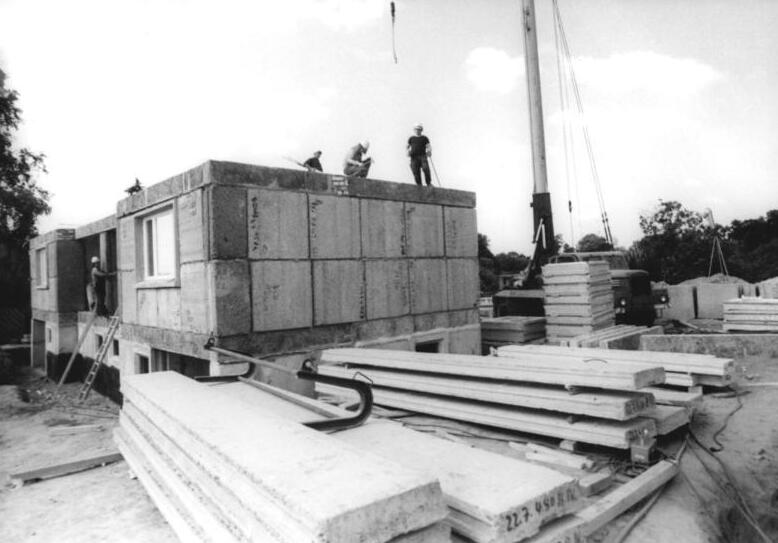
Abitazione realizzata su scala industriale, 1976.
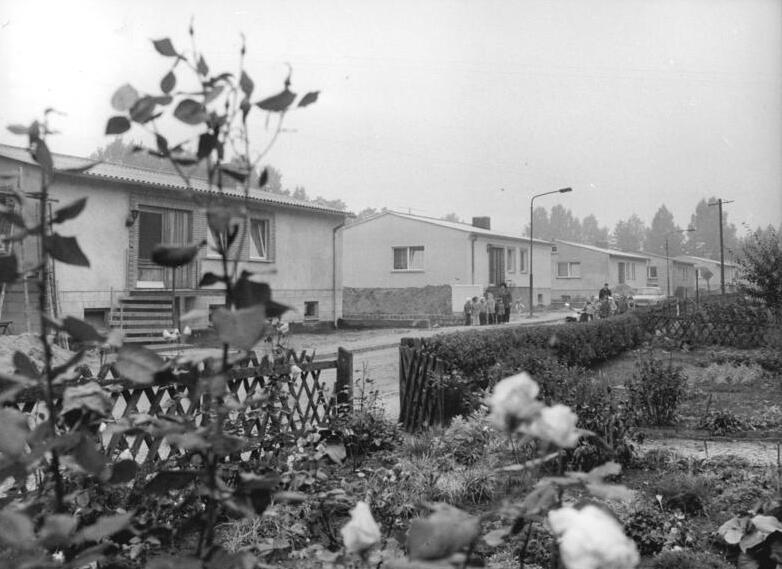
Abitazioni, 1976.
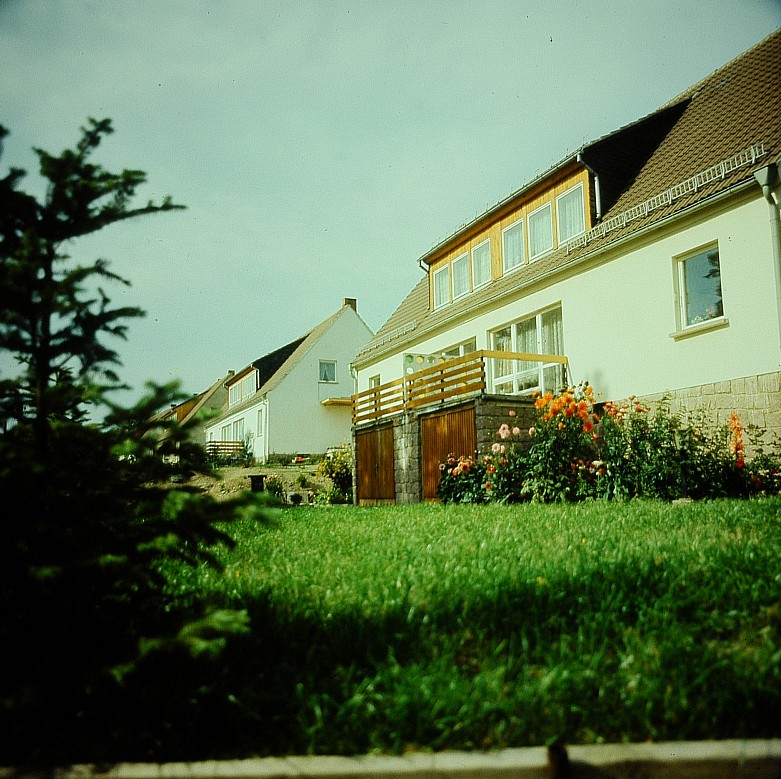
Abitazioni private, Freital, 1979.

## Edifici religiosi

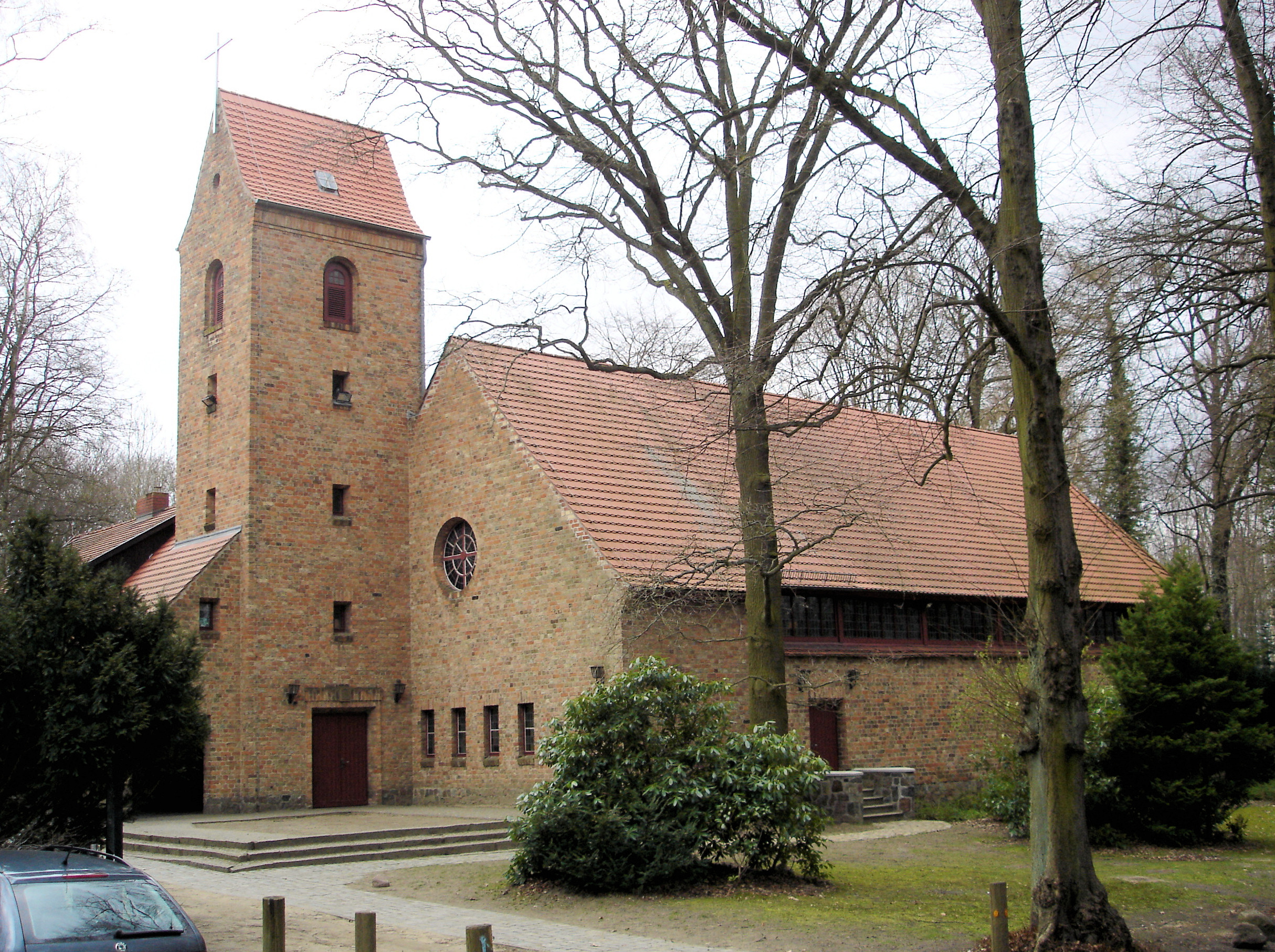
Johanniskirche, Rostock.

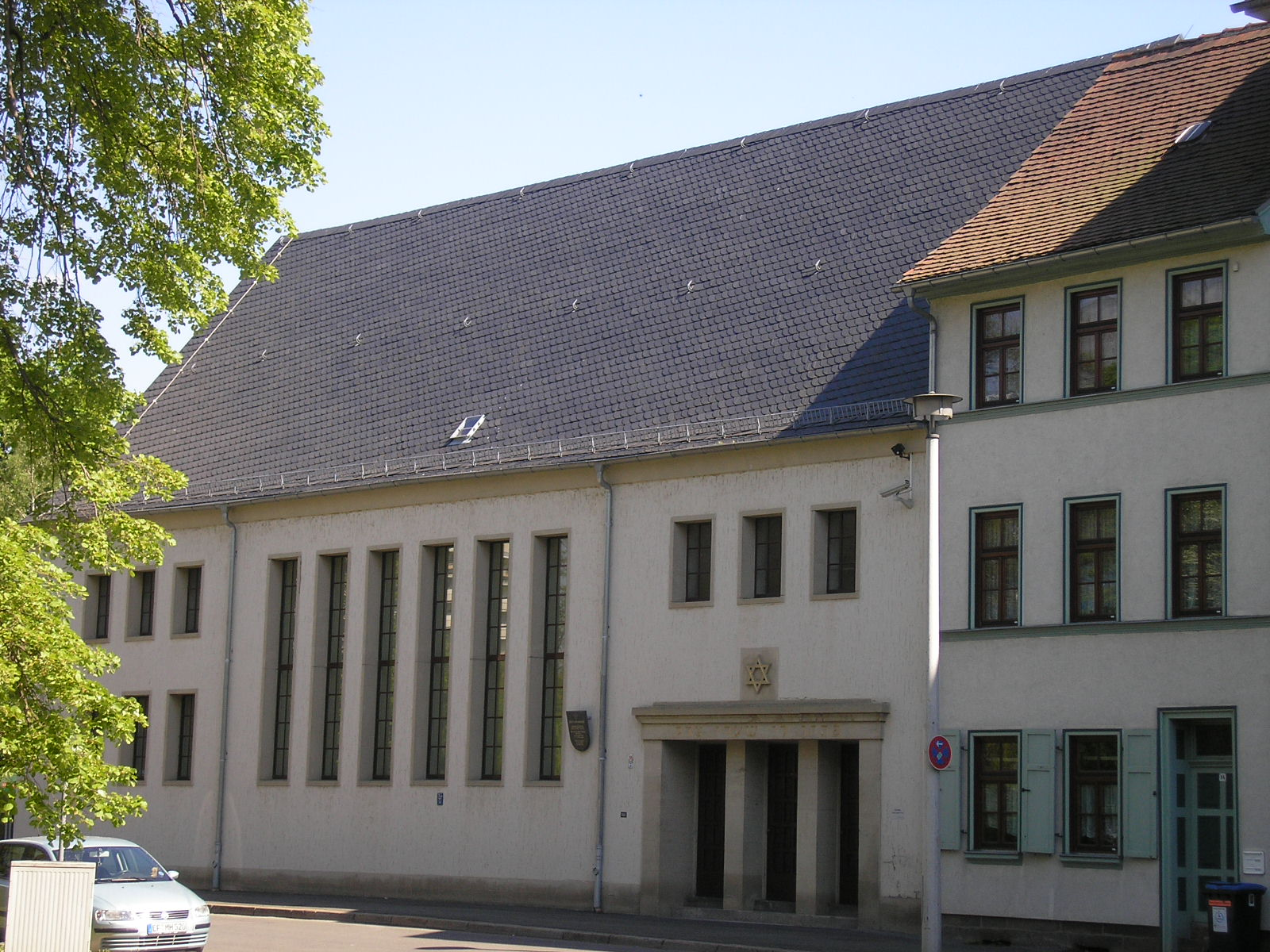
Sinagoga nuova, Erfurt.

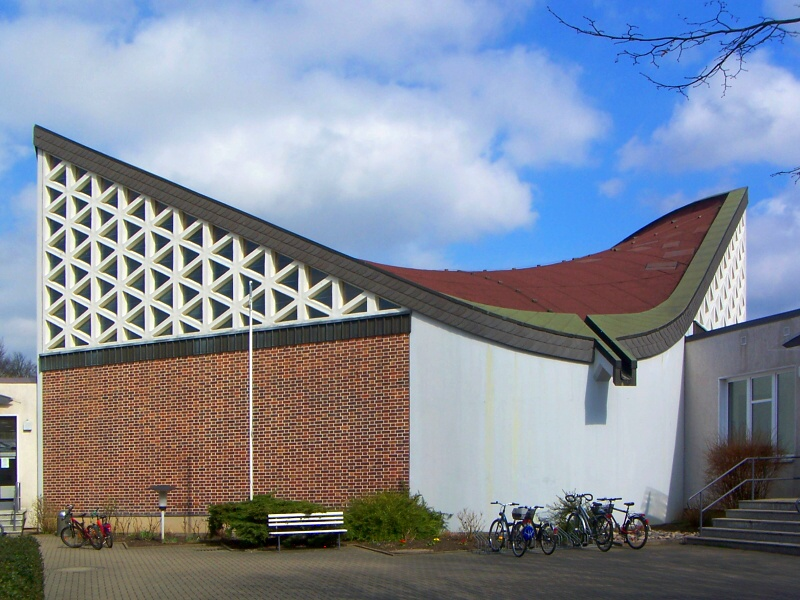
Christuskirche, Rostock.

Dopo la Seconda guerra mondiale vennero erette anche nella Repubblica Democratica Tedesca, in sostituzione di quelle distrutte dai bombardamenti, numerose Notkirchen - letteralmente Chiese d'emergenza - di cui alcune progettate secondo le tipologie proposte dall'architetto d'estrazione Bauhaus Otto Bartning. Altro edificio religioso costruito tra i primi dopo la guerra fu la Sinagoga Nuova di Erfurt, realizzata tra il 1951 ed il 1952 come un edificio semplice a due piani, secondo i progetti di Willy Nöckel: rappresenterà l'unico esempio di edificio destinato al culto ebraico costruito nella Germania Est.
Dopo questi primi edifici, solo pochi altri luoghi di culto sono stati eretti fino alla fine degli anni settanta del XX secolo, tra cui si ricordano la cattolica Christuskirche di Rostock, realizzata nel 1971 su progetto di Ulrich Müther. Si trattava in generale di edifici comunque poco percepibili dall'esterno come ospitanti luoghi di culto. Soprattutto nelle città o nei quartieri di nuova fondazione, tra cui spicca Eisenhüttenstadt, non erano previsti luoghi dedicati alla religione. Nel discorso rimasto famoso come „Turmrede“ (il Discorso sulle torri), il presidente Ulbricht aveva dichiarato infatti: „Non abbiamo bisogno di altre torri“, parlando di quelle campanarie, considerate simbolo del „lavaggio del cervello individualistico-capitalista“.
Nel 1976 la situazione mutò, con l'approvazione del programma edilizio Neue Kirchen für Neue Städte, che prevedeva la realizzazione di dieci nuovi luoghi di culto nelle nuove aree di sviluppo programmate dal governo tedesco orientale. Il vescovo evangelico Albrecht Schönherr fece in modo da giungere al compromesso di ottenere una certa riconoscibilità dall'esterno dell'edificio, mantenendosi però nella semplicità e nella "purezza religiosa". 
La prima di queste chiese venne inaugurata nel 1981 ad Eisenhüttenstadt, altre seguirono a Dresda-Prohlis, Jena-Lobeda, Lipsia-Grünau, Magdeburgo Nord, a Berlino (comunità evangelica di Fennpfuhl), Greifswald-Schönwalde, Gotha Ovest, Karl-Marx-Stadt-Markersdorf e a Schwerin-Großer Dreesch. Durante gli anni ottanta del XX secolo, poi, venne eretta una successiva serie di edifici religiosi, in gran parte costruiti su finanziamento della Germania Ovest e delle altre chiese europee: ciò spiega l'utilizzo di materiali generalmente utilizzati raramente nella Repubblica Democratica, come il rame o il mattone a vista.
Durante gli anni ottanta vennero eretti edifici religiosi anche per altre comunità confessionali, in particolare per i Mormoni. Il Buddhismo era invece praticato prevalentemente in privato.

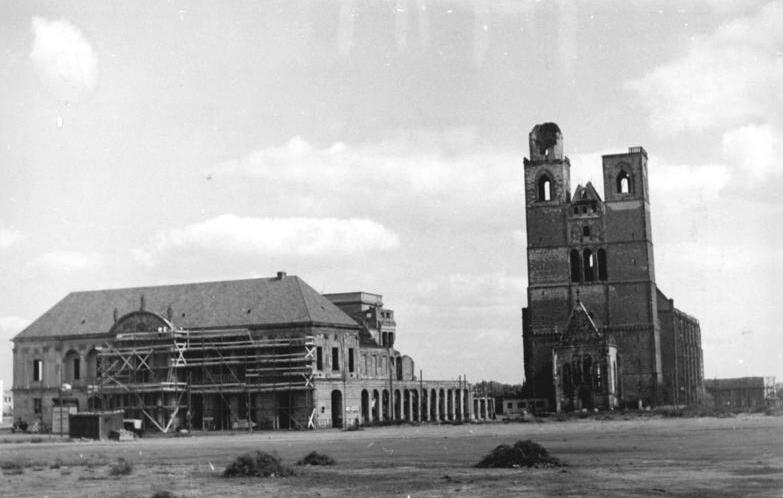
Ricostruzione della Johanniskirche, Magdeburgo (1952).
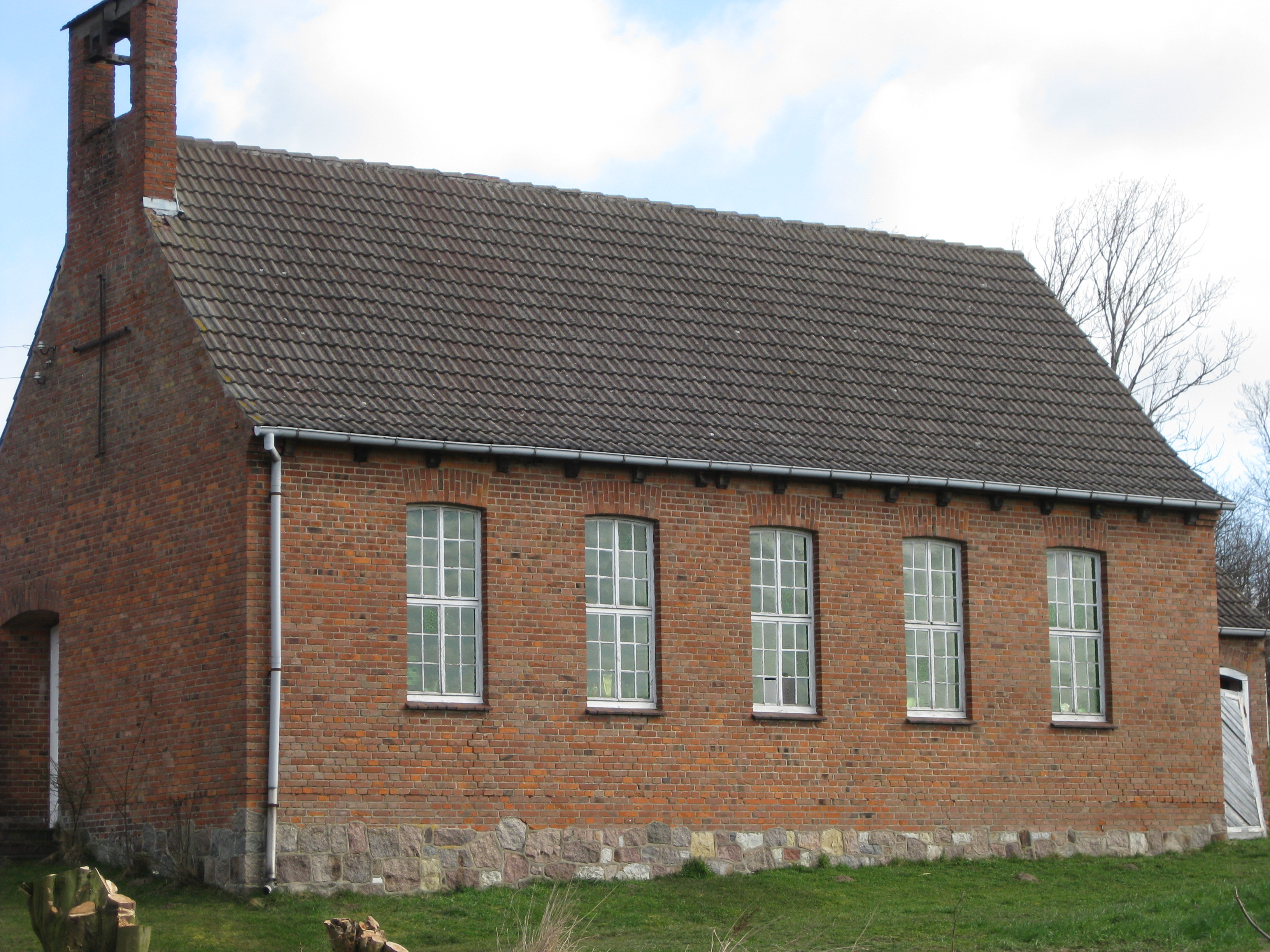
Chiesa Evangelica, Lüdersdorf (1953–1959).
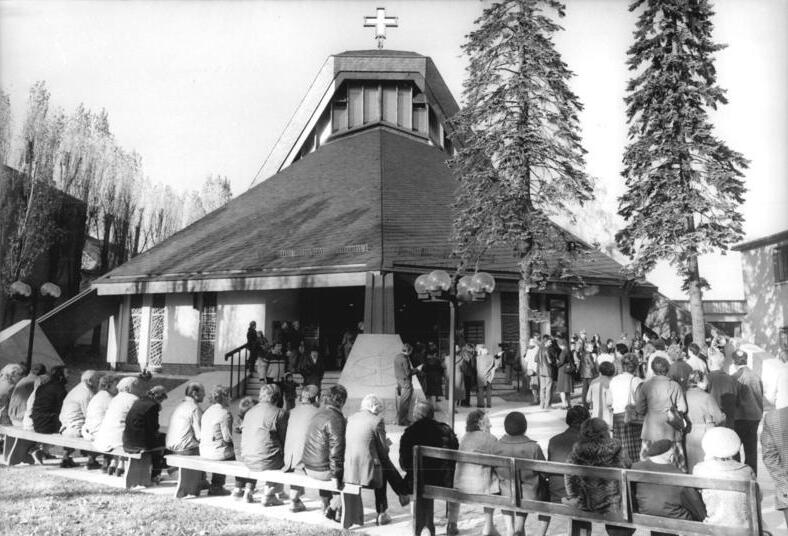
Chiesa Cattolica, Ilmenau (1983).
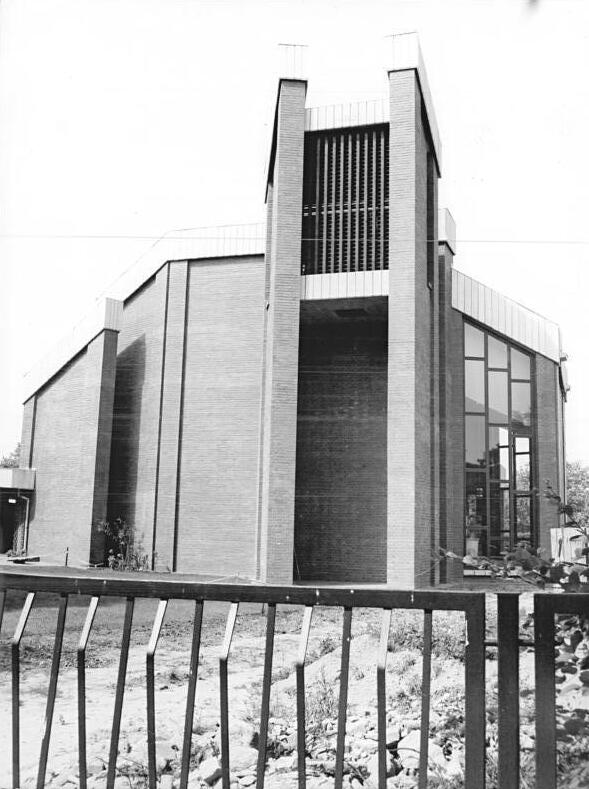
Chiesa Cattolica, Berlino Est (1984).
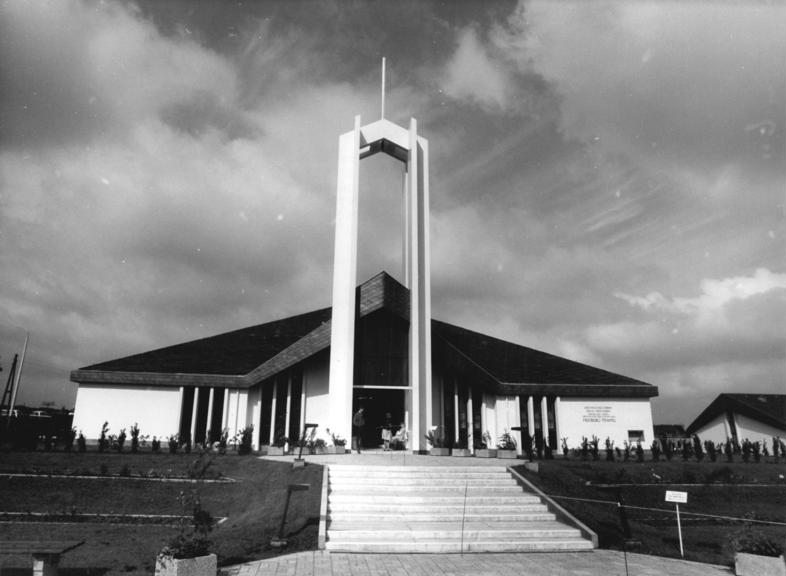
Comunità mormone, Freiberg (1985).
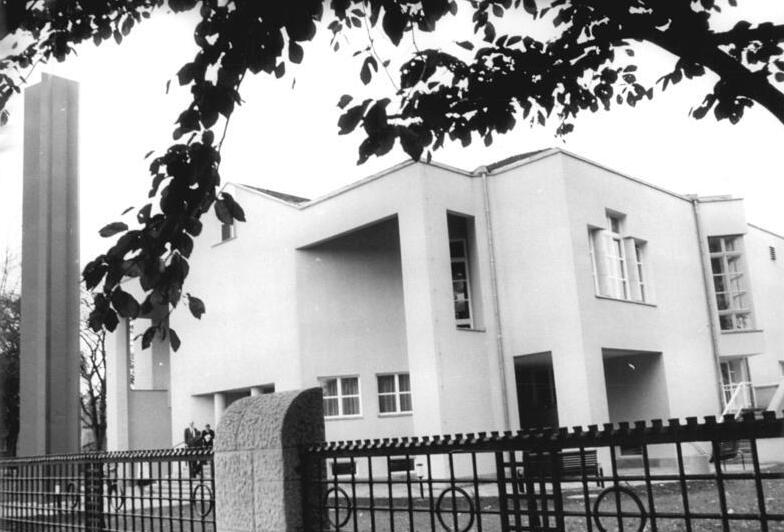
Comunità mormone, Dresda (1988).

## Sedi diplomatiche a Bonn e Berlino

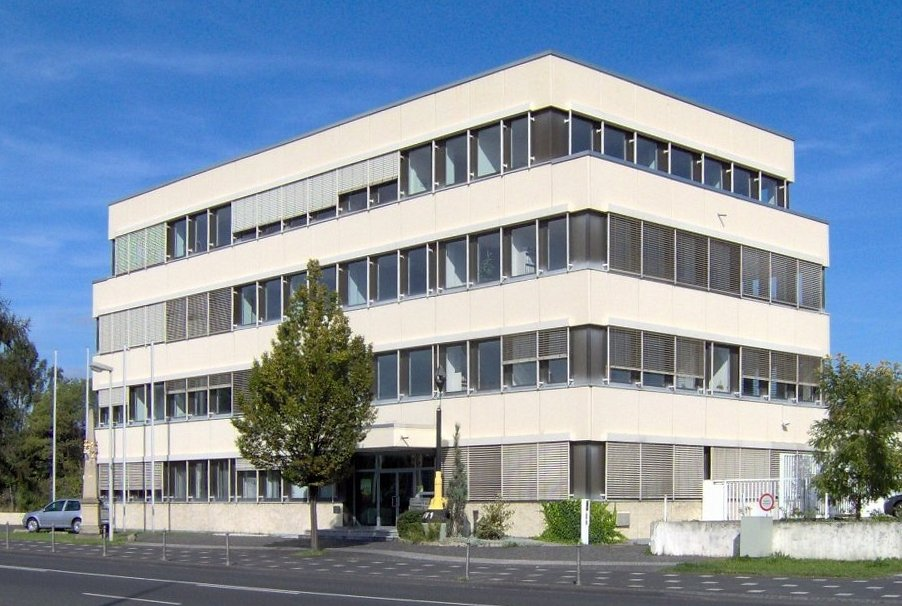
Ambasciata della DDR, Bonn.

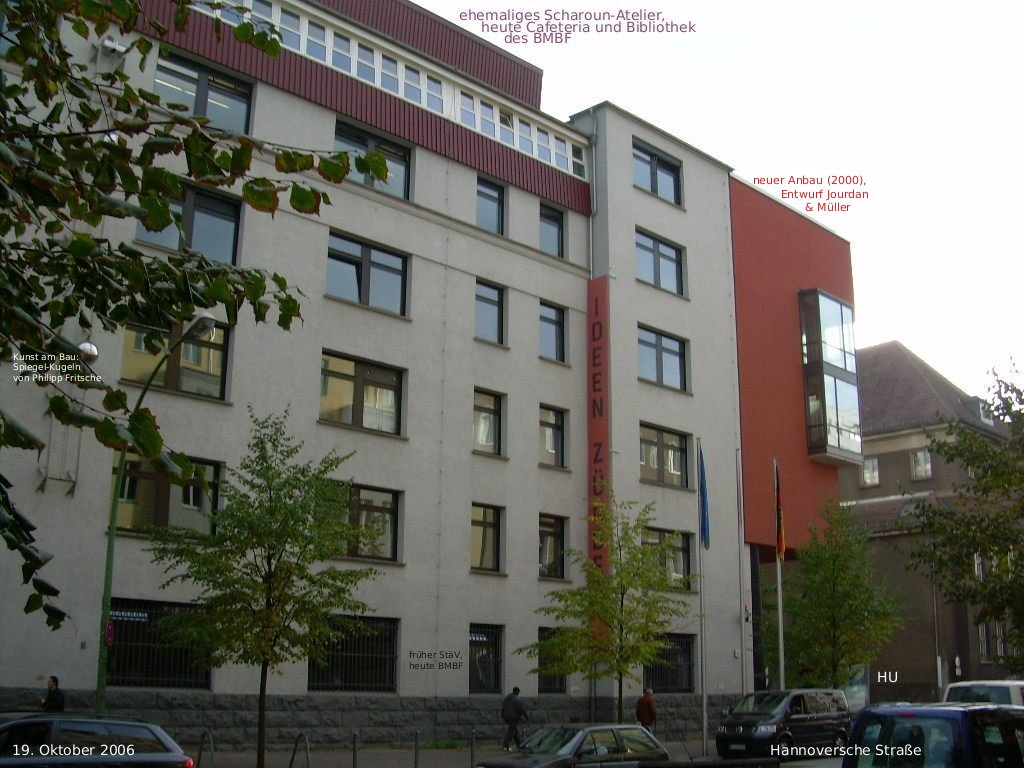
Ambasciata della Repubblica Federale Tedesca, Berlino.

La Rappresentanza diplomatica della Repubblica Democratica Tedesca nella Germania Occidentale veniva ospitata a Bonn-Godesberg in un edificio, appositamente realizzato, oggi sede della Deutsche Gesellschaft für Ernährung, l'Associazione Tedesca per l'Alimentazione. Della costruzione di ambasciate e missioni commerciali all'estero, venne scelto (anni 1955–1958) Franz Ehrlich come architetto del Ministero per il Commercio con l'Estero.
Strettamente collegata con la ricerca architettonica nella Germania Orientale fu anche la costruzione ospitante a Berlino Est la delegazione della Repubblica Federale Tedesca. Essa aveva originariamente ospitato nei propri locali l'Accademia delle Scienze della Repubblica Democratica Tedesca e nel 1949 venne ricavato un Atelier di Hans Scharoun. Divenne inoltre dal primo gennaio del 1951 sede dell'Accademia di costruzioni della DDR (Bauakademie der DDR) e temporaneamente alloggiò pure la redazione della rivista „Deutsche Architektur“. Nel 1973, infine, la Deutsche Bauakademie lasciò l'edificio, permettendo l'installazione della rappresentanza diplomatica tedesco-occidentale.

## Architettura di interni e cultura abitativa
Sono state riscontrate alcune differenze sostanziali nella cultura abitativa della Repubblica Democratica Tedesca tra l'abitazione di carattere rurale e quella urbana collegata allo sviluppo industriale.
Le aziende di arredamento tradizionali, come la Deutsche Werkstätten Hellerau (impresa manifatturiera di medie dimensioni avente sede nella città di Dresda) vennero convertite alla produzione su grande scala di arredamento di interni per alberghi, università e teatri. La creazione di oggetti unici o particolarmente personalizzati per le singole abitazioni è invece stata ritenuta una priorità meno rilevante: sono rari i casi rappresentati dalla Meyer-Villa - casa del costruttore Gerhard Meyer - e dall'Heimatschutzarchitektur (letteralmente Architettura di difesa della patria) sviluppata da Albert Patitz.
In seguito agli avvenimenti ed alle necessità esposte nei fatti del 17 giugno 1953, si tenne - tra le varie - una mostra itinerante di mobilio ed iniziarono ad essere svolti sondaggi d'opinione rivolti a meglio comprendere le esigenze della popolazione. La mostra presentò mobili per salotti, camere da letto e camerette per bambini di produzione tedesco-orientale in venticinque tappe e ricavò, tramite un esame dei questionari restituiti, numerosi input da trasmettere agli studi di progettazione.
Il sozialistische Möbelgestaltung, ossia il design del mobile socialista, subì l'influsso degli esempi storici, piuttosto che del modernismo di scuola Bauhaus. Approcci innovativi come quelli della Scuola di Ulm non ebbero particolare presa sulla progettazione di interni tedesco-orientale.

## Edifici particolari

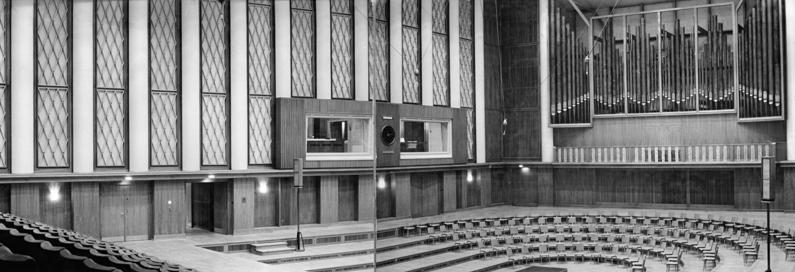
La Großer Sendesaal della Funkhaus Nalepastraße, sede della Radio nazionale della Germania Est, 1956.

La Funkhaus Nalepastraße di Berlino Est, grazie alla sua straordinaria acustica ed alla semplice ma qualitativamente molto elevata decorazione interna rimane ancora oggi uno degli edifici-simbolo sia dell'architetto, Franz Ehrlich, che del quartiere che la ospita, Oberschöneweide. Dal 1956, anno di completamento, al 1990 ha ospitato nei suoi locali la Rundfunk der DDR, l'emittente radio di stato.
Franz Ehrlich fu inoltre, tra il 1950 ed il 1952, direttore delle "Aziende statali riunite del Disegno Industriale" (Vereinigte Volkseigene Betriebe Industrieentwurf), incaricato di curare la progettazione e la realizzazione di numerosi edifici e sistemi industriali, inclusi i cantieri navali di Wismar e Stralsund, l'acciaieria di Freital, in Sassonia, la centrale elettrica di Vockerode, in Sassonia-Anhalt. Oltre che con la progettazione della Funkhaus Nalepastraße contribuì alla dotazione mediatica del paese con la realizzazione del centro televisivo nel quartiere berlinese di Adlershof.
Elementi caratteristici della vita quotidiana degli abitanti della Germania Est erano anche gli allestimenti dei Konsum, i punti vendita delle cooperative di consumo, e dei punti vendita HO (Handelsorganisation).
Torri di trasmissione per le telecomunicazioni sono state costruite nel 1950 in molti luoghi della DDR. Invece dei classici tralicci, i ripetitori venivano spesso realizzati a forma di torre a base quadrata. Servivano anche come ripetitori radio e spesso venivano utilizzate dalla polizia per monitorare le linee telefoniche. Erano ubicate generalmente in zone ad accesso limitato, al fine di non permettere l'ingresso di persone non autorizzate.

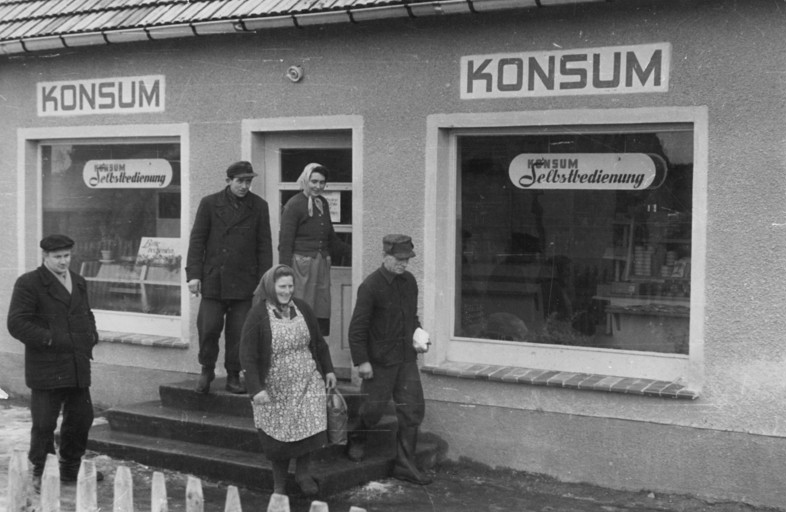
Un Konsum, Circondario di Demmin, 1960.
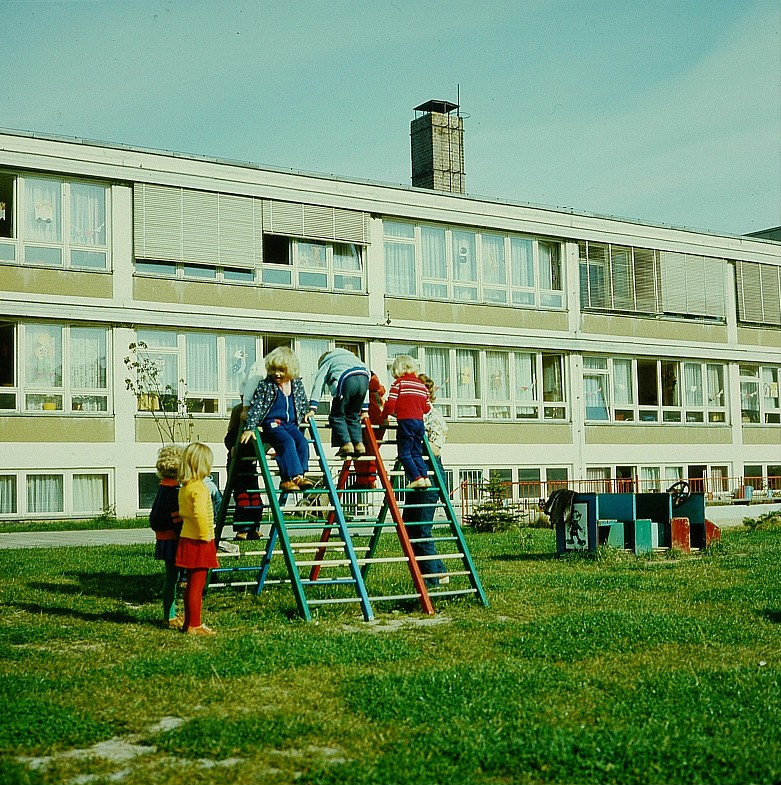
Parco giochi tra i palazzi.
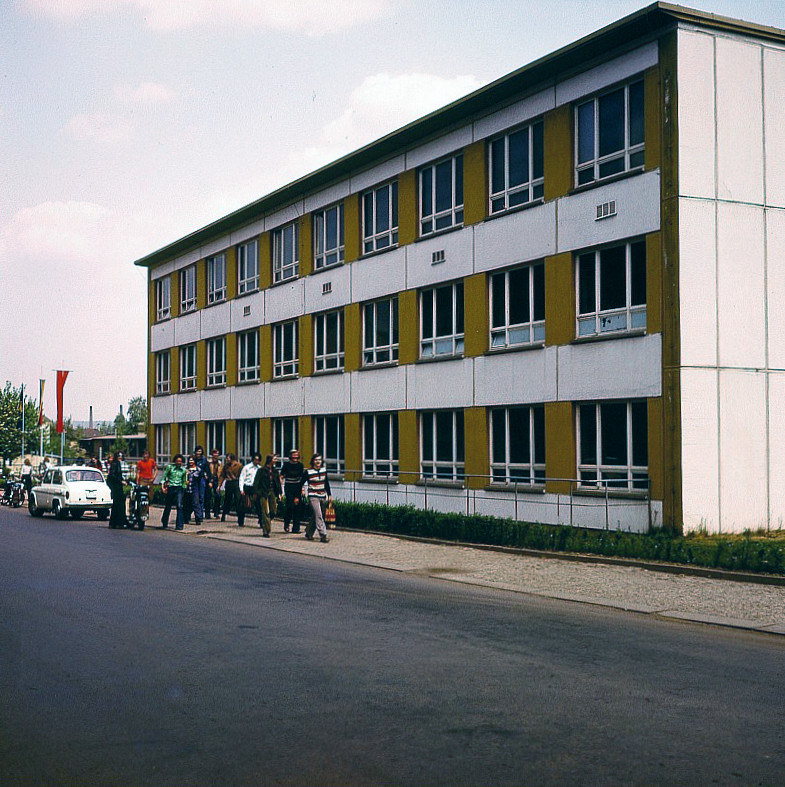
Architettura industriale
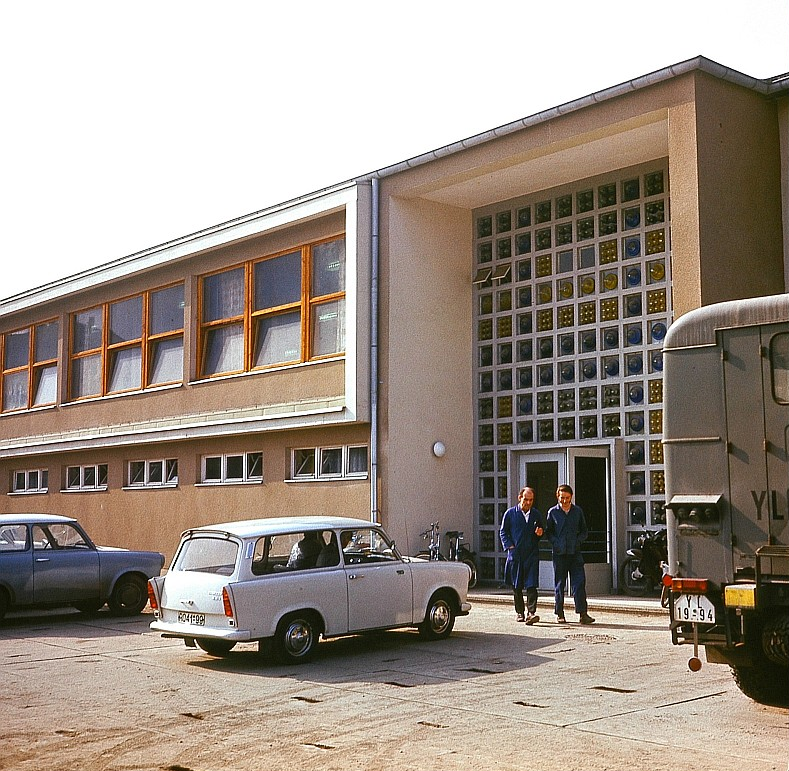
Architettura industriale
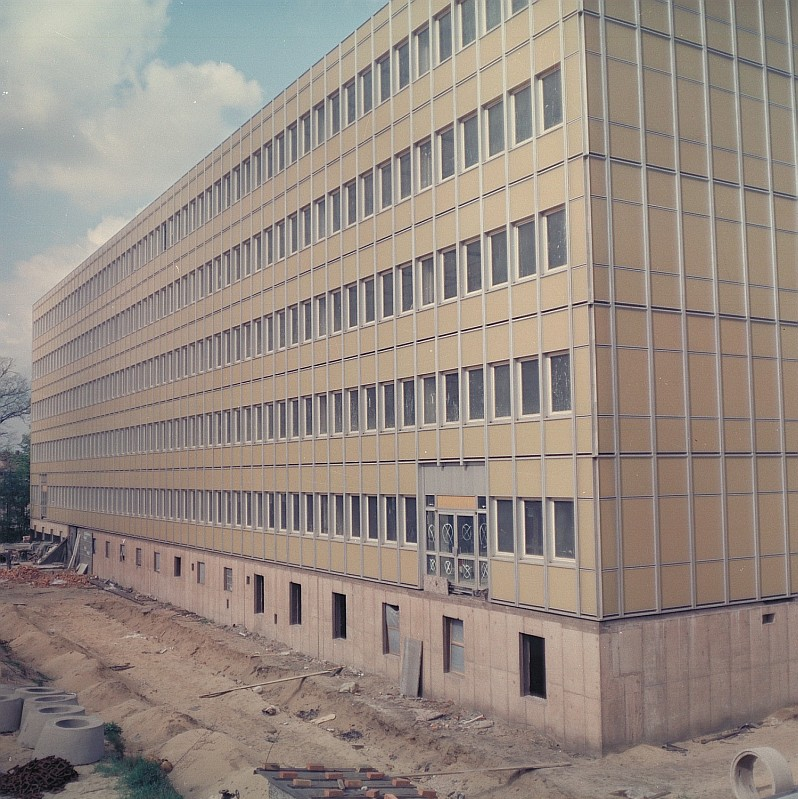
Scuola professionale
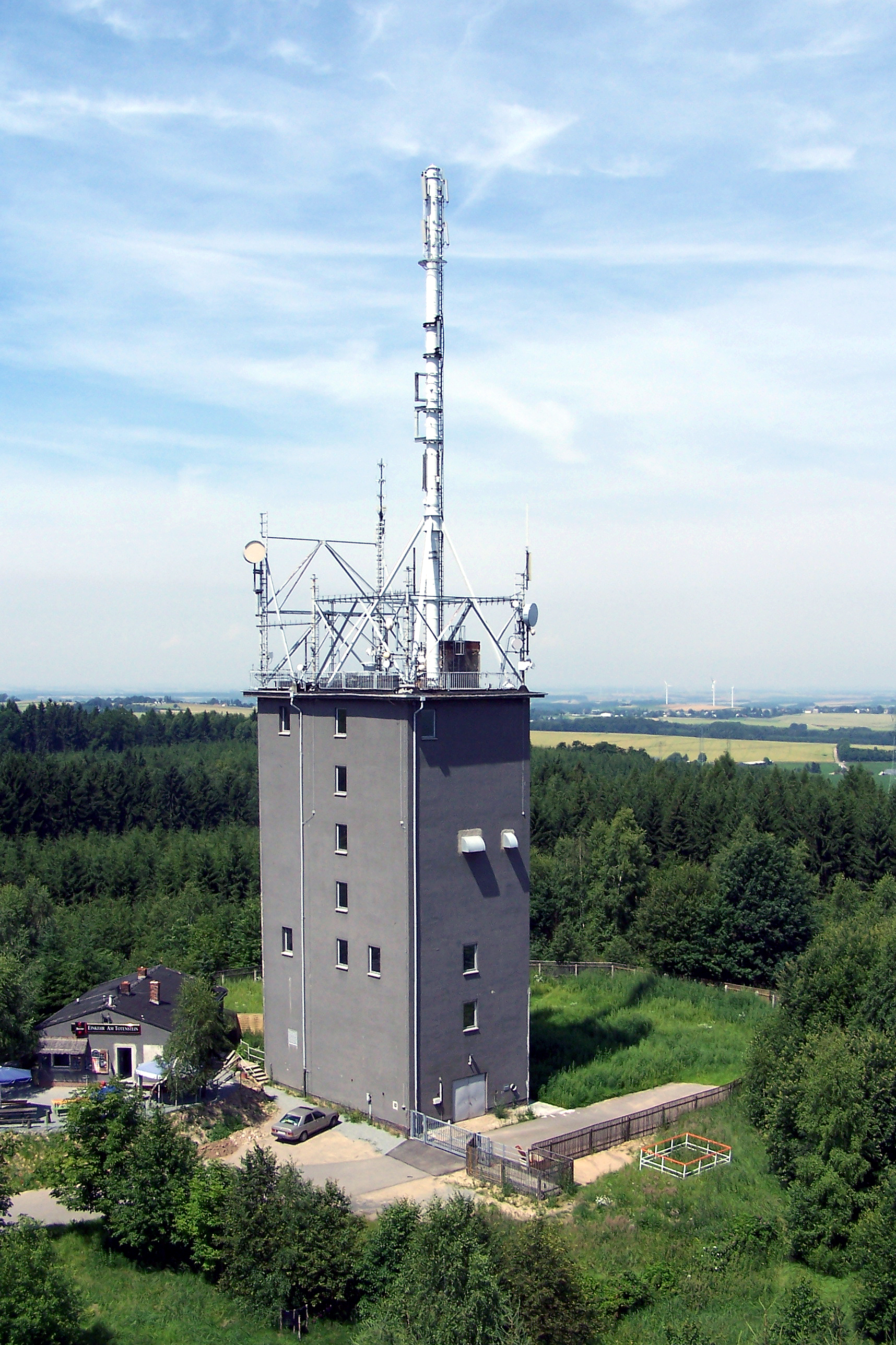
La A-Turm, ripetitore sulla collina del Totenstein.
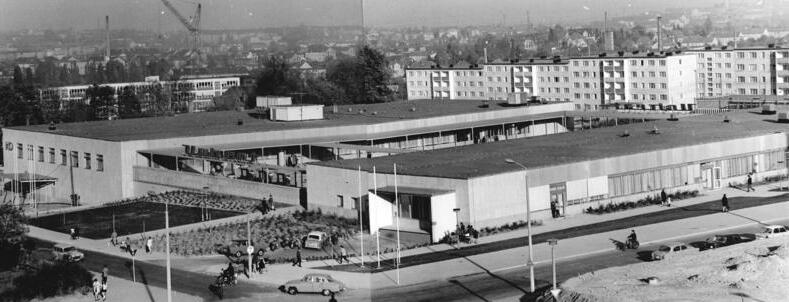
Centro di stoccaggio, 1972.

## Eredità e patrimonio

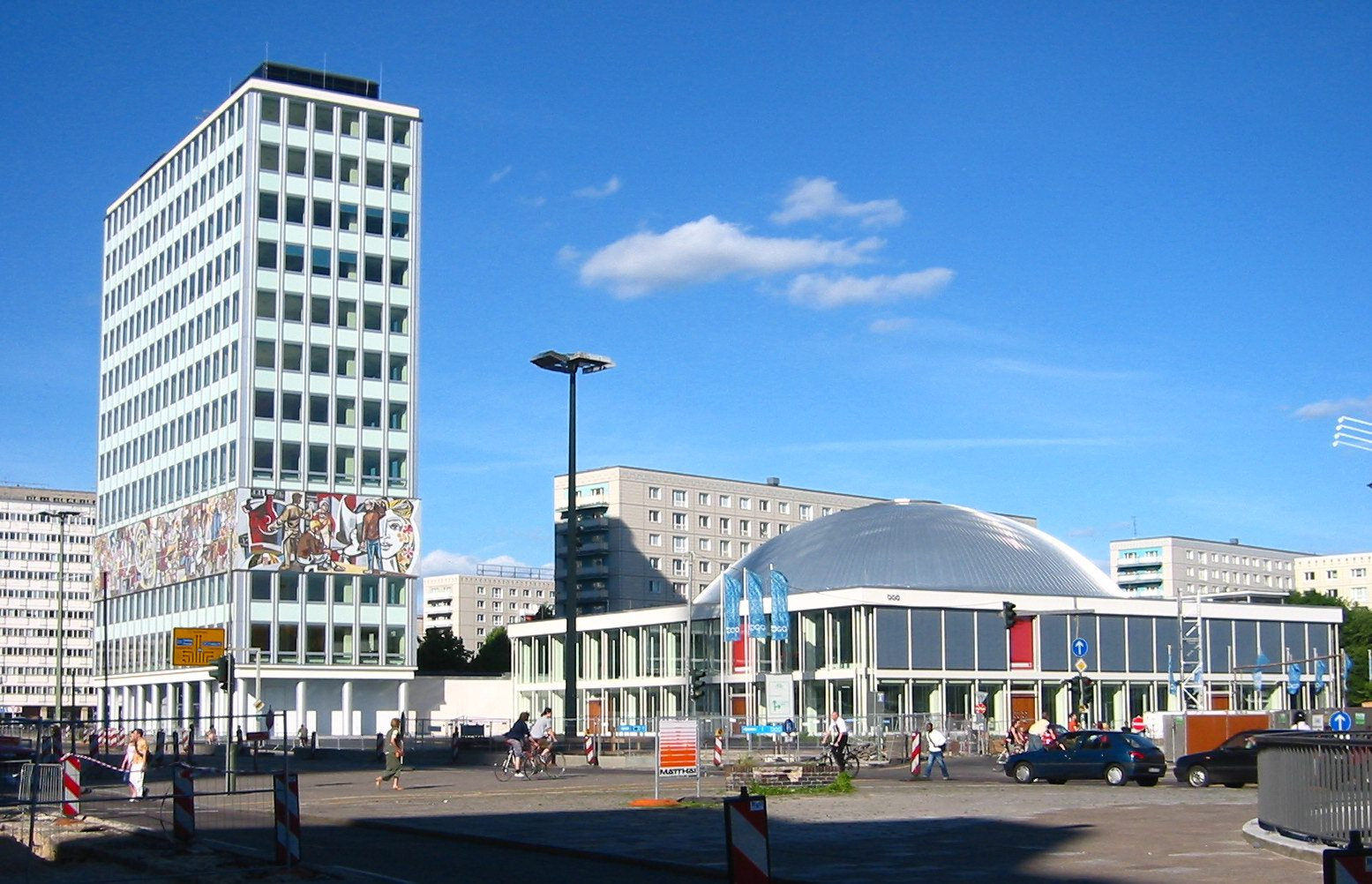
La Haus des Lehrers (Casa dell'insegnante), parte del complesso di Alexanderplatz, Berlino.

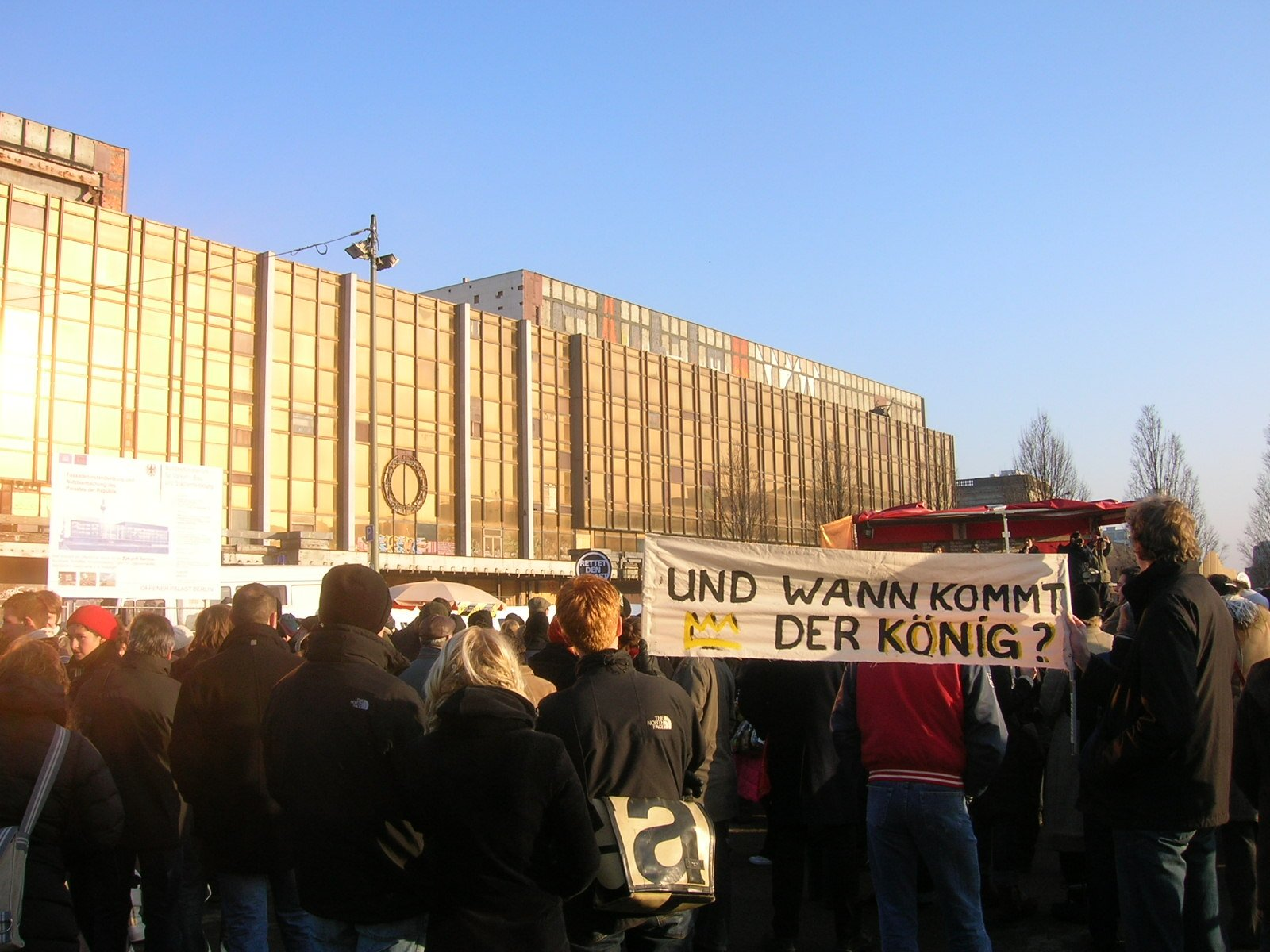
Dimostrazione contro l'abbattimento del Palast der Republik, Berlino.

L'architettura dell'epoca della Repubblica Democratica Tedesca caratterizza ancora numerose grandi città dei cosiddetti Nuovi länder. Essa si manifesta soprattutto in ricostruzioni puntuali all'interno dei centri delle città danneggiate dalla guerra e costruzione su vasta scala di complessi abitativi nei sobborghi.
In contemporanea però, venne spesso trascurata la manutenzione delle unità abitative più datate preesistenti nei centri città. Gerhard Schürer, presidente della Commissione di Pianificazione presso il Ministerrat (Consiglio dei Ministri) della DDR, riassumeva nell'ottobre del 1989 con queste parole al Politbüro della SED la situazione abitativa: "Dal 1970, abbiamo realizzato o ricostruito più di 3 milioni di case, creando così per 9 milioni di persone - più della metà della popolazione della Repubblica Democratica Tedesca - condizioni abitative qualitativamente nuove. A causa della concentrazione delle risorse non sono state allo stesso tempo però effettuate urgenti riparazioni, e in città come Lipsia, e specialmente in città di media dimensione come Görlitz, ci sono migliaia di appartamenti che non sono più abitabili."
Solo pochi edifici risalenti all'epoca DDR sono stati riconosciuti, in seguito alla riunificazione della Germania, come monumenti simbolo o, comunque, elementi dalla rilevante valenza storica. Tra questi, si possono ricordare la Haus des Lehrers (Casa dell'Insegnante) con l'annessa Sala Congressi in Alexanderplatz a Berlino, o alcuni esempi dello Zuckerbäckerstil, lo stile a torta nuziale. Nella maggior parte dei casi, infatti, negli ex Länder orientali sono in atto programmi di smantellamento, tramite la demolizione completa o il ridimensionamento degli edifici preesistenti. Si aggiunge, per fortuna, a ciò anche una politica di ristrutturazione effettuata in diverse regioni: piuttosto che lasciare in piedi la totalità di molti blocchi abitati spesso solo parzialmente occupati da inquilini, si cerca di perseguire un miglioramento della qualità della vita riducendo l'addensamento edilizio e fornendo un carattere maggiormente urbano agli insediamenti.
La demolizione di buona parte degli edifici risalenti all'epoca della Repubblica Democratica trova il proprio culmine nella decisione, risultata molto contrastata, della demolizione del Palast der Republik, con la relativa proposta di sostituzione con una ricostruzione del Castello di Berlino, secondo il progetto vincitrice del concorso, dell'architetto italiano Franco Stella. Le motivazioni che hanno spinto a ciò sono di natura estetica, ma sono anche legate ai nuovi interessi di utenti e investitori, ed hanno inoltre una chiara connotazione politica. Nonostante la grande richiesta di aree edificabili, si decise inizialmente di non costruire sull'area verde monumentale di Marx-Engels-Forum, sebbene, con i lavori iniziati nel 2010, le prospettive di edificazione siano tornate nuovamente alla ribalta.
Analogamente, la ricostruzione della Frauenkirche di Dresda venne effettuata solo dopo la riunificazione, quando si decise di non mantenerla più nelle condizioni di monumento-rudere (lo scopo era infatti quello di lasciare tangibile dimostrazione degli orrori della guerra, così come si era scelto di fare per la Kaiser-Wilhelm-Gedächtniskirche a Berlino Ovest) all'interno di uno spazio di tipo socialista. La chiesa aveva perduto, nel corso degli anni, il ruolo commemorativo in uno spazio sempre più densamente abitato e necessitava, quindi, di una ricostruzione al fine di non creare preoccupazione per gli edifici e le attività ad essa più prossime.
Il significato storico della Città socialista era ed è oggetto di studio e confronto, particolarmente nel campo della geografia sociale. Rispetto alla composizione originaria, però, si sono nel frattempo sovrapposti interventi massicci ed una crescente politica di Citybildung. Così, ad esempio, Prager Straße a Dresda è stata notevolmente modificata e sono stati riempiti gli spazi, previsti come liberi dalla progettazione estensiva e ariosa dell'epoca socialista, con l'inserimento di nuovi edifici. Anche in Alexanderplatz, a Berlino, l'originaria concezione estensiva dello spazio è stata compromessa, sebbene siano rimasti ben distinguibili i punti di riferimento principali: la Torre della Televisione e il Weltzeituhr.
I centri delle oramai ex nuclei urbani socialisti sono ancora caratterizzati dalla presenza di un maggior numero di alloggi a disposizione. Una quasi completa trasformazione del Centro della città (anche in tedesco indicato spesso come City) nella direzione della più famosa City of London è stata tentata infatti a Ovest e, dati gli enormi interessi economici riguardanti le attrattive del centro della città, contrastata senza successo.
Appartiene anche alla cerchia delle eredità della politica edilizia urbana della DDR il mantenimento di ampie porzioni dei centri storici nelle condizioni precedenti al secondo conflitto mondiale, in quanto i soldi spesi a occidente nei piani di riqualificazione dei centri urbani venivano a est utilizzati in maniera differenti, sicché nel 1990 numerosi centri storici apparivano da un lato trascurati, ma dall'altro mantenuti intatti. Uno dei casi più famosi è costituito dall'Andreasviertel di Erfurt, che già aveva costituito oggetto di dibattito durante gli anni ottanta nell'allora ancora Germania Orientale, quando si stava - come indicato nel paragrafo inerente - valutando una serie di programma di riqualificazioni puntuali.
Una seconda demolizione dei centri storici cittadini dopo il 1989, come quella postulata da Erwin Schleich per Monaco di Baviera dopo la Seconda Guerra Mondiale, venne posta come problema in quelli che erano divenuti i cosiddetti "nuovi Länder": anche per ovviare a tale pericolo furono poste sotto la protezione dell'UNESCO luoghi come il centro della cittadina di Quedlinburg.

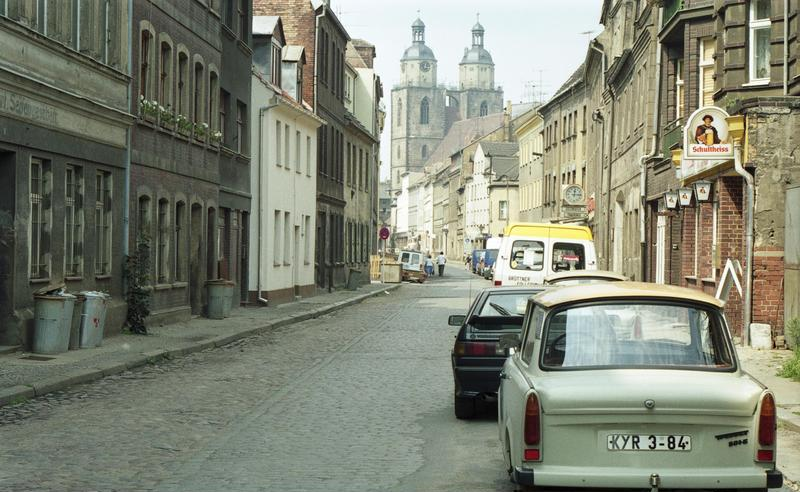
Wittenberg, 1991.
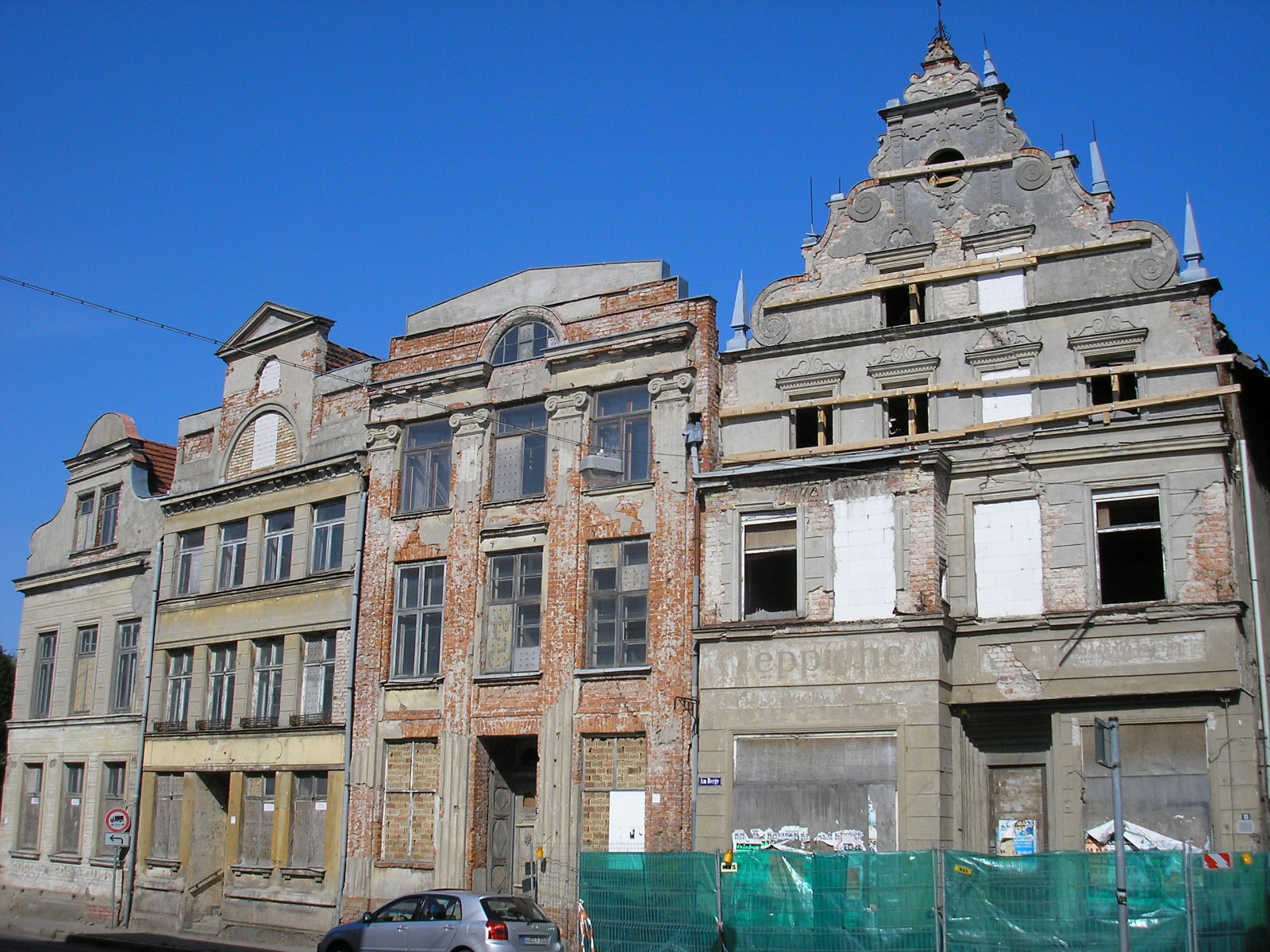
Edifici nella città vecchia di Güstrow, 2008.
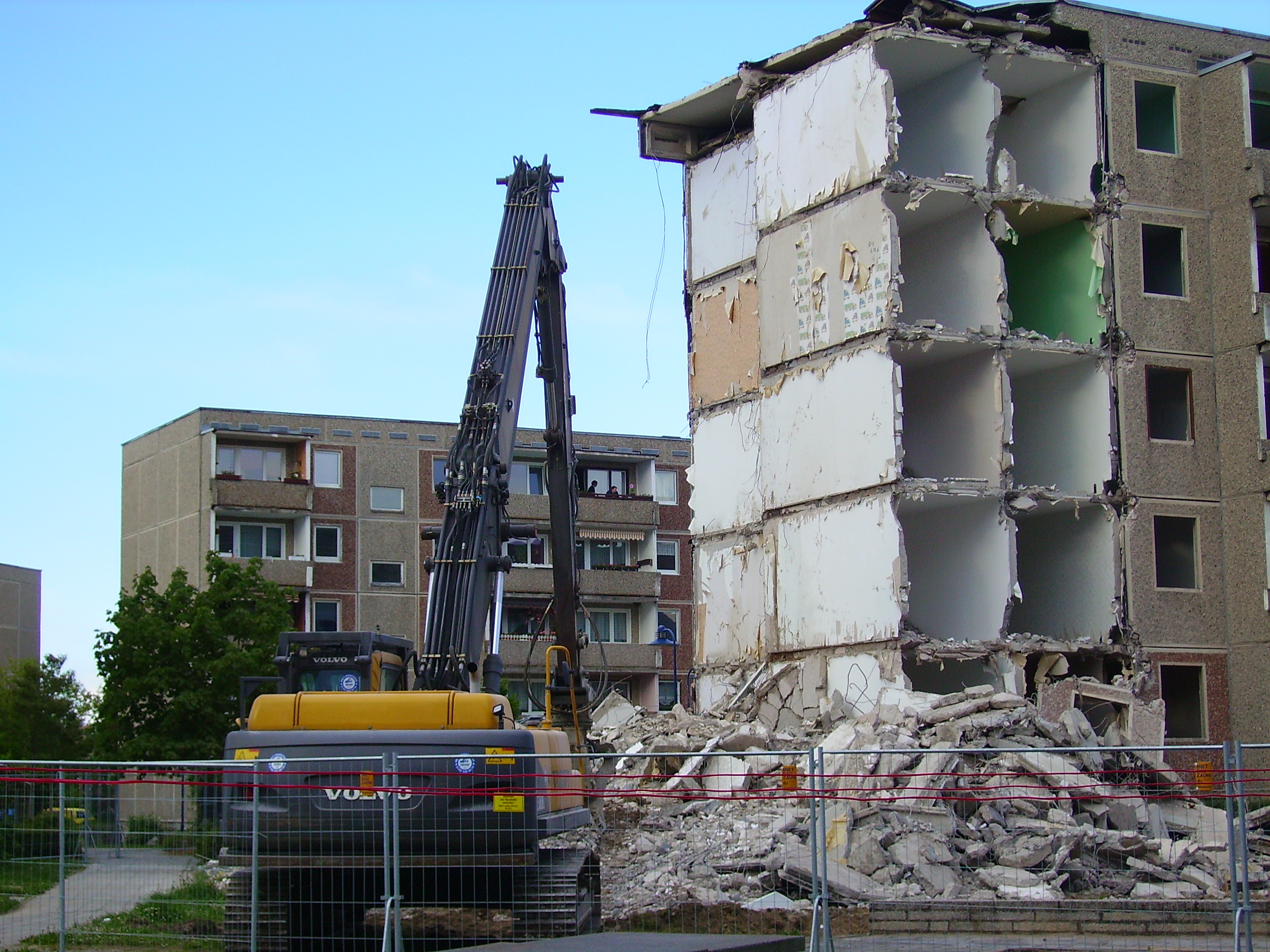
Demolizione di edifici ad elementi prefabbricati.
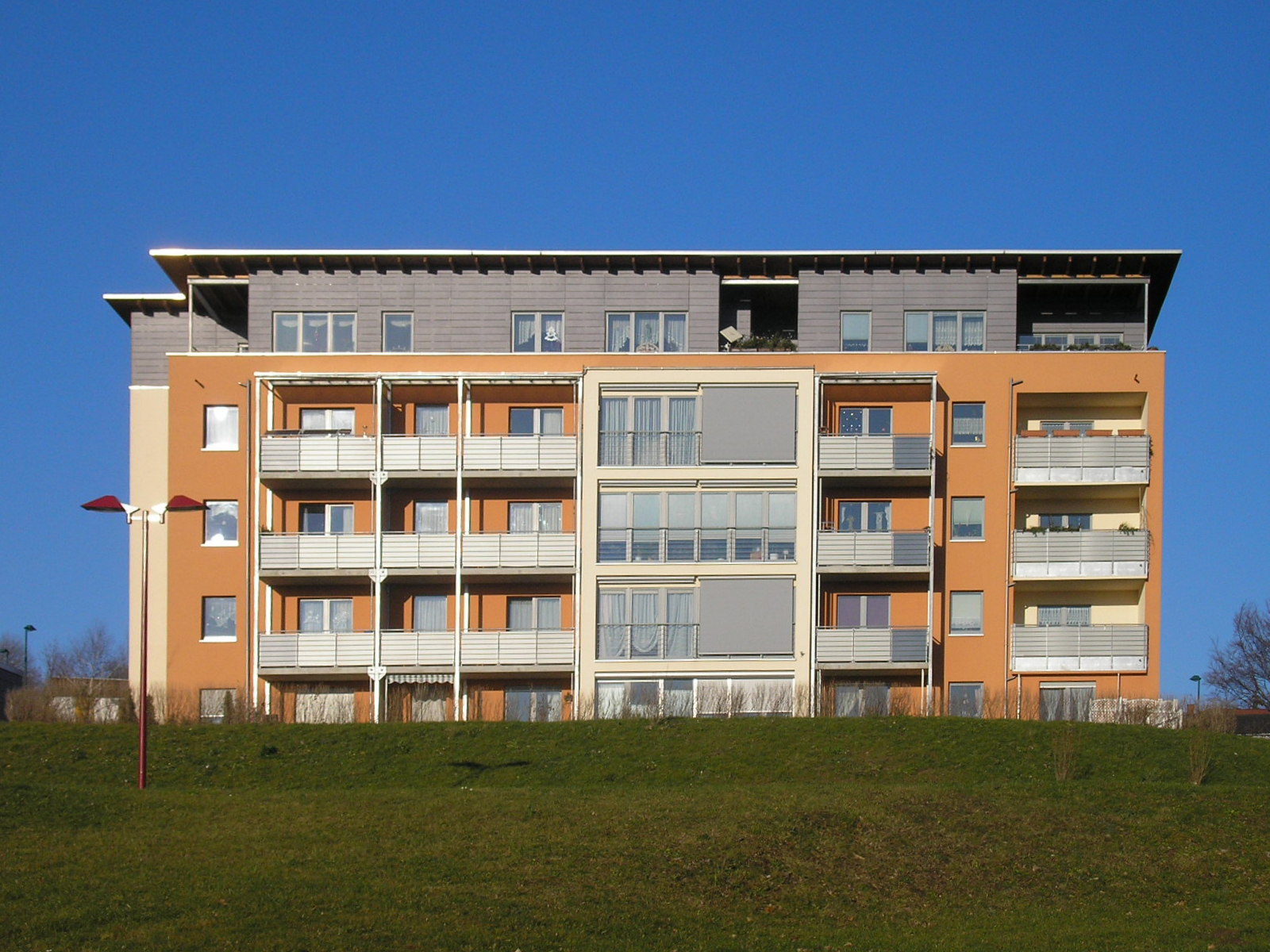
Riqualificazione di un Plattenbau, Ilmenau.
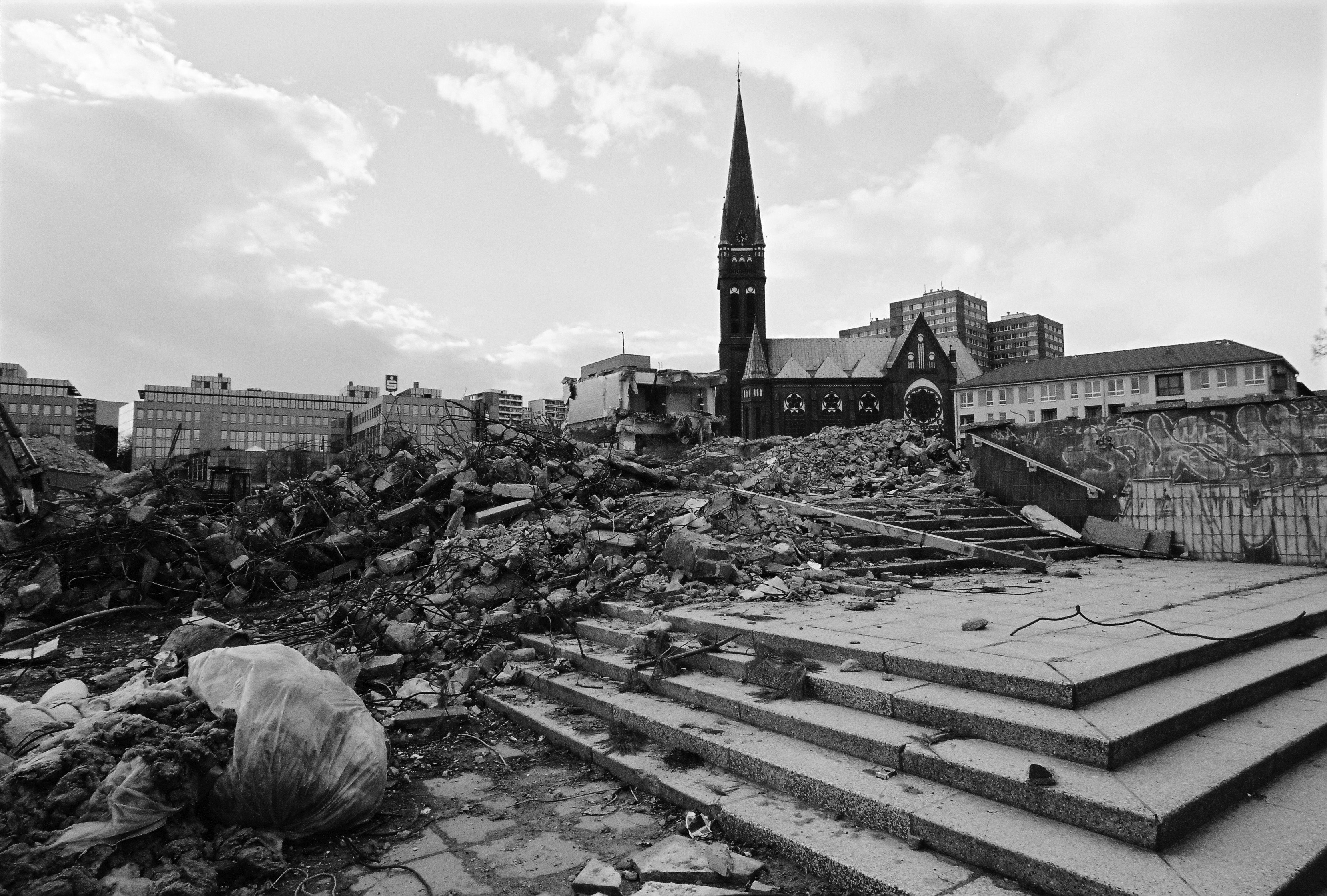
Demolizione di un edificio del centro cittadino di Francoforte sull'Oder dopo il 1990.

## Industrializzazione e standardizzazione: ilPlattenbau

Numero di unità abitative di nuova costruzione per anno.

Tra il 1949 ed il 1989 vennero utilizzati vari metodi per la costruzione standardizzata di edifici residenziali. Durante la fase edilizia caratterizzante gli anni cinquanta del XX secolo la standardizzazione riguardava soprattutto l'utilizzo di blocchi forati, mentre è dagli anni sessanta che inizia a prendere piede l'utilizzo di interi pannelli in cemento, caratteristici delle costruzioni definite appunto Plattenbau.
Diretta conseguenza dell'ampia standardizzazione e industrializzazione dell'edilizia fu, per contro, una minore libertà dal punto di vista delle scelte puramente architettoniche: facciate e planimetria si sviluppavano infatti secondo schemi studiati a monte ed anch'essi standardizzati. Tipici esempi di questi modelli erano quelli appartenenti alla serie Q3A, ancora concepiti per realizzare edifici dotati di una propria centrale termica autonoma. Durante gli anni settanta del XX secolo iniziarono invece ad essere concepiti edifici i cui ambienti potessero essere riscaldati grazie all'allacciamento alle locali reti di teleriscaldamento: a questa categoria appartenevano i moduli delle serie WBS 70 e P 2.
Durante la vita della Repubblica Democratica Tedesca furono realizzate circa 3 milioni di unità abitative, delle quali la metà in elementi prefabbricati. Secondo l'architetto Christoph Hackelsberger, si trattava, fino almeno agli anni settanta, del paese più avanzato in quanto a fisica delle costruzioni e ad automatizzazione del processo costruttivo, soprattutto a livello teorico. Nella pratica, il paese incontrò invece difficoltà maggiori dovute soprattutto alla mancanza di materiali di isolamento adeguati, alla chimica di alcune materie prime (come il contenuto di zolfo all'interno del locale carbone bruno) e ad alcuni problemi nella produzione di calcestruzzo.

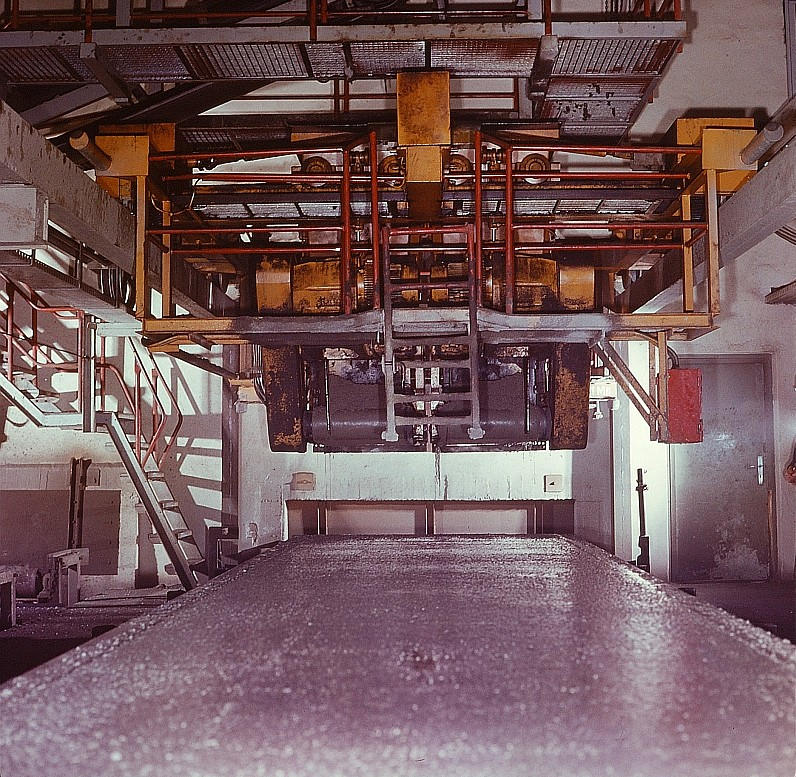
Impianto per la produzione di elementi prefabbricati in calcestruzzo.
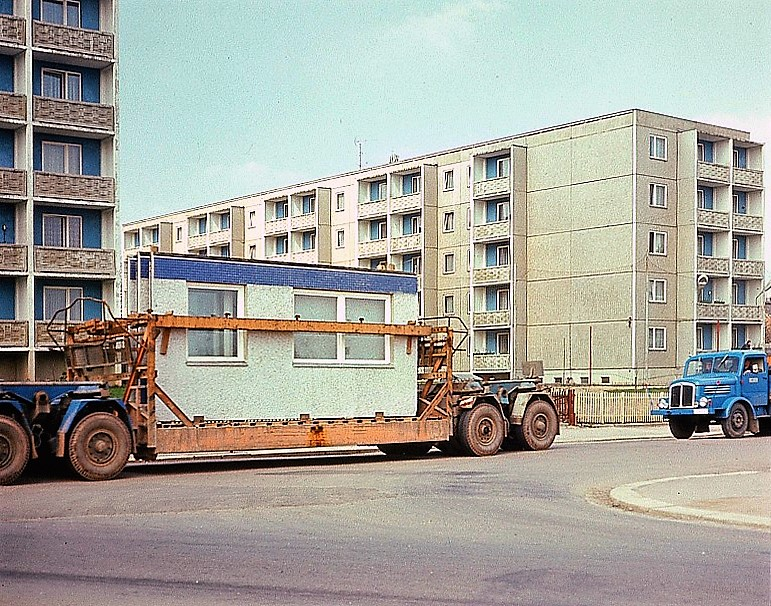
Consegna di elementi in calcestruzzo, 1975.

## Opere principali

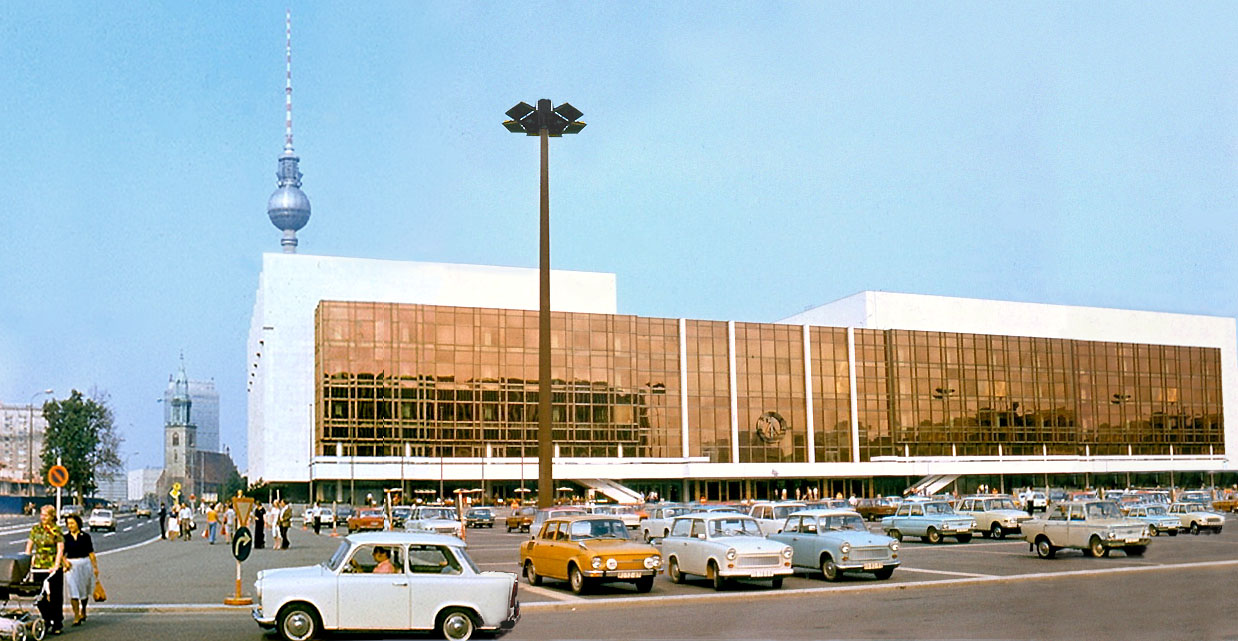
Il Palast der Republik, Berlino Est.

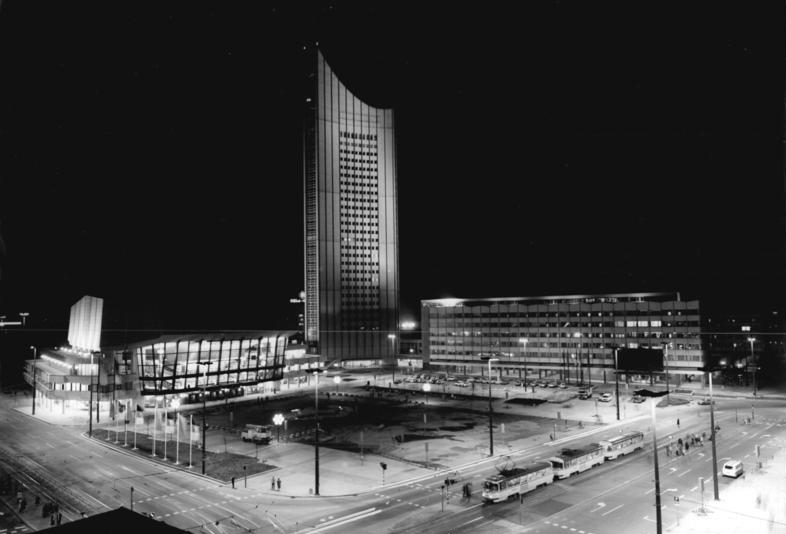
Neues Gewandhaus e Universitätshochhaus, Lipsia.

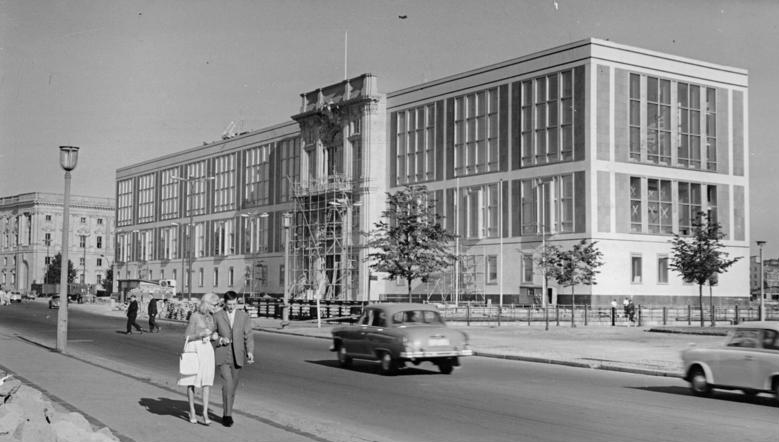
Lo Staatsratsgebäude (Edificio del Consiglio di Stato), Berlino Est, 1964.

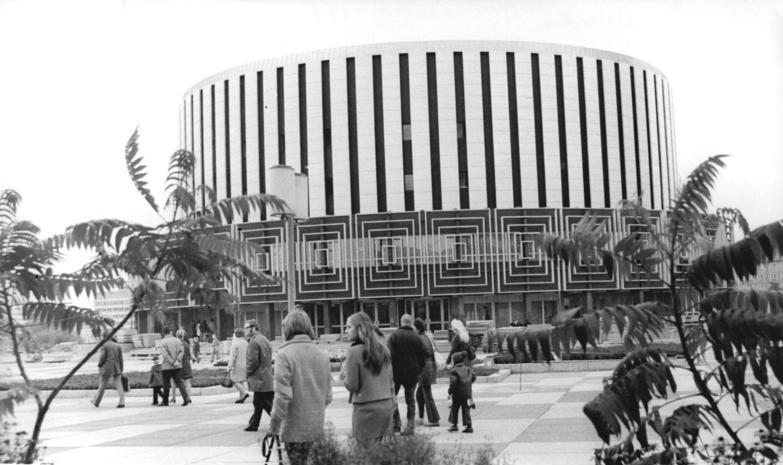
Il Rundkino, Dresda, 1972.

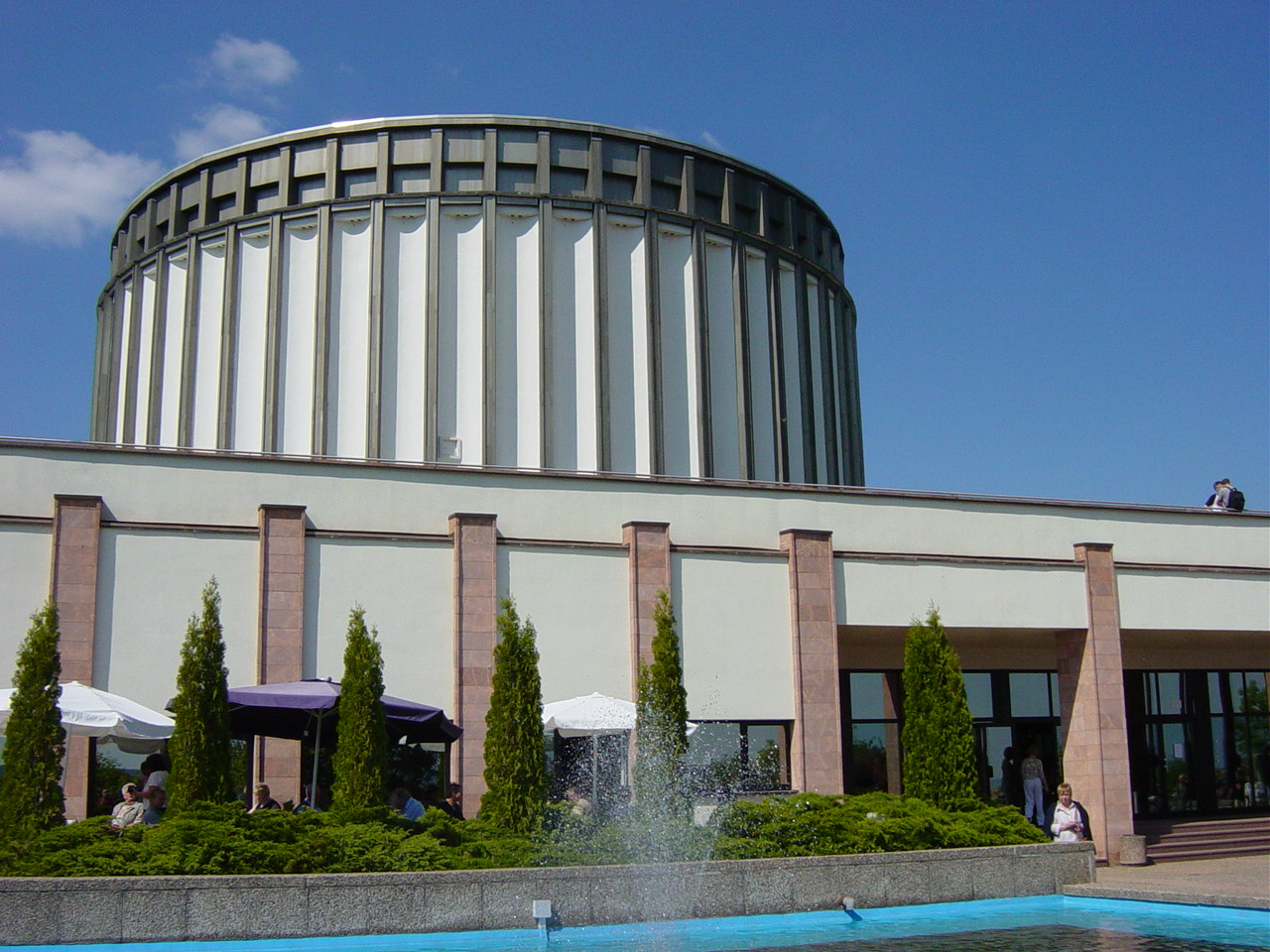
Panorama Museum, Bad Frankenhausen, 1976-1987.

### Classicismo Socialista
- Karl-Marx-Allee, Berlino
- Strausberger Platz, Berlino
- Staatsratsgebäude, Berlino
- Kulturpalast, Karl-Marx-Stadt
- Lange Straße, Rostock
- Ringbebauung, Lipsia
- Windmühlenstraße, Lipsia
- Padiglione sovietico, Lipsia
- Altmarkt, Dresda

### Città Socialista
- Eisenhüttenstadt, dal 1951
- Hoyerswerda, dal 1955
- Café Moskau, Berlino Est, 1959-1964
- Kino International, Berlino Est
- Halle-Neustadt, dal 1963
- Schwedt/Oder, 1960–1990
- Wolfen-Nord, dal 1960
- Leinefelde (Eichsfeldplan), 1958
- Karl-Marx-Allee con il Monumento a Karl Marx, Karl-Marx-Stadt, 1971
- Fritz-Heckert-Gebiet, Karl-Marx-Stadt, 1974–1989
- Berlino-Marzahn, 1977–1990
- Berlino-Hellersdorf, 1979–1989
- Berlino-Neu-Hohenschönhausen, 1981–1989

### Stadtdominantened altri edifici di ispirazione modernista
- Fernsehturm, Berlino Est, 1964–1969
- Haus des Lehrers e Kongresshalle, Berlino Est, 1961–1964
- City-Hochhaus, Lipsia, 1968–1973
- Oderturm, Francoforte sull'Oder, 1968-1976
- JenTower, Jena, 1972
- Gewandhaus, Lipsia, 1981
- Hauptpost, Lipsia
- Kunsthalle, Rostock, 1969
- Palast der Republik, Berlino Est, 1976
- Rundkino, Dresda
- Hyparschale, Magdeburgo, 1969
- Teepott, Rostock-Warnemünde, 1969
- Großgaststätte Ahornblatt (noto anche come La foglia d'acero), Berlino Est, 1973
- Musikmuschel, Sassnitz
- Centrum Warenhaus, Prager Straße, Dresda

### Edifici particolari
- Panorama Museum, Bad Frankenhausen, 1976-1987
- Haus der Kultur und Bildung, Neubrandenburg
- Ministero per gli affari esteri della Repubblica Democratica Tedesca, Berlino Est
- Sport- und Erholungszentrum (Centro sportivo e ricreativo), Berlino Est (progettato da équipe di architetti svedesi)
- Zentralstadion, Lipsia
- Stadion der Weltjugend (Stadio della Gioventù mondiale), Berlino Est
- Kulturpalast, Dresda
- Haus der Elektroindustrie, Berlino Est
- Müggelturm, Berlino Est
- Opera, Lipsia
- Abitazioni lungo il canale di Friedrichsgracht, Berlino Est
- Café Seerose, Potsdam
- Friedrichstadt-Palast, Berlino

## Architetti principali

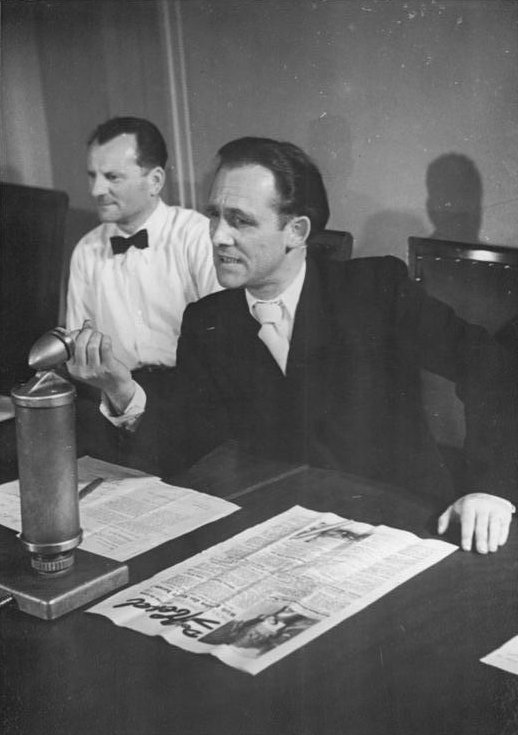
L'architetto Hermann Henselmann durante una conferenza, 1949.

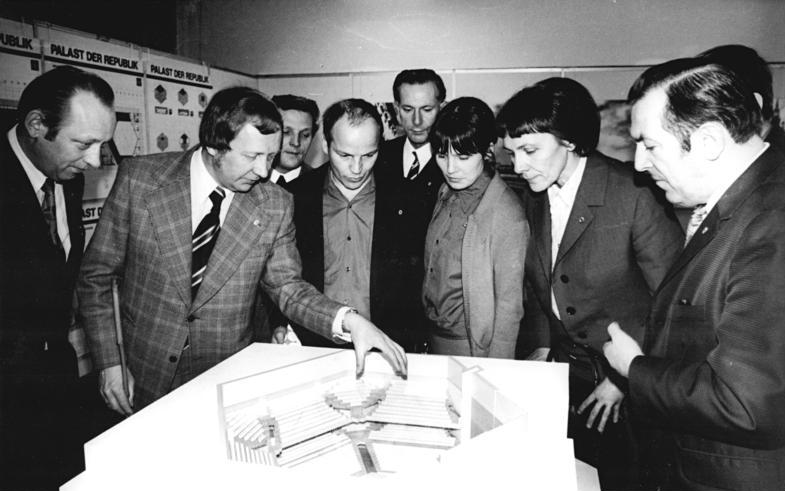
L'architetto Heinz Graffunder, secondo da sinistra, mostra un modello per il Palast der Republik, 1974.

L'architetto più influente durante i circa quarant'anni di esistenza della Repubblica Democratica Tedesca fu Hermann Henselmann (1905-1995), in grado già subito dopo la seconda guerra mondiale di esporre e mettere in pratica le proprie concezioni moderniste.
Anche quando tale concezione dell'architettura venne a livello dirigistico ostacolata, Henselmann venne comunque apprezzato e incaricato di progettare edifici per la costruenda Stalinallee, sebbene seguendo i canoni dell'allora dominante  Zuckerbäckerstil. Dal 1953 al 1959 fu architetto-capo per la città di Berlino, dal 1959 al 1964 architetto-capo presso l'Institut für Sonderbauten (Istituto per le costruzioni speciali), mentre tra il 1967 ed il 1972 venne nominato architetto-capo presso l'istituto di Urbanistica e Architettura dell'Accademia di Costruzioni: in questa veste poté nuovamente riprendere il discorso modernista che aveva dovuto abbandonare per un certo periodo di tempo.
Tra i progetti di Henselmann si incontrano una Turm der Signale, concepita come modello per la futura Fernsehturm (1958), la Haus des Lehrers (1961), Leninplatz (oggi Piazza delle Nazioni Unite) di Berlino (1968), la City-Hochhaus (originariamente Universitätshochhaus) di Lipsia (1968) e la Universitätshochhaus di Jena (1972), oggi ridenominata JenTower.
Particolarmente degna di nota è anche l'opera dell'architetto-ingegnere Ulrich Müther, le cui strutture a guscio hanno rappresentato un'importante componente dell'architettura della sua epoca. Oltre ai numerosi edifici realizzati nella Germania orientale (come il Teepott nella stazione balneare di Rostock, Seebad Warnemünde progettata insieme ad Erich Kaufmann e Hans Fleischhauer), l'opera di Müther risultò molto apprezzata anche all'estero, con la realizzazione di una moschea in Giordania e di tre Planetari in Kuwait, a Tripoli e ad Helsinki. Realizzò tra il 1981 ed il 1983 la cupola del Planetario di Wolfsburg, nell'allora Germania Ovest: l'opera venne talmente apprezzata dalla Volkswagen - la cui sede si trova proprio a Wolfsburg - che decise di fornire in segno di ringraziamento 10.000 vetture del modello Golf.
Lista (non esaustiva) di architetti operanti nella Repubblica Democratica Tedesca:
- Hans Erich Bogatzky
- Edmund Collein
- Franz Ehrlich
- Rolf Göpfert
- Heinz Graffunder
- Wolfgang Hänsch
- Hermann Henselmann
- Hanns Hopp
- Josef Kaiser
- Roland Korn
- Ulrich Müther
- Richard Paulick

Principali opere di Ulrich Müther
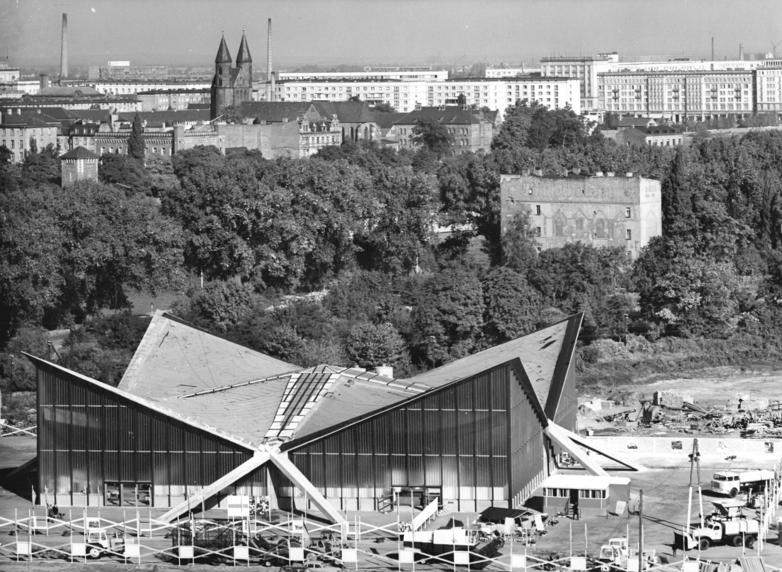
Hyparschale durante la costruzione, Magdeburgo, 1969
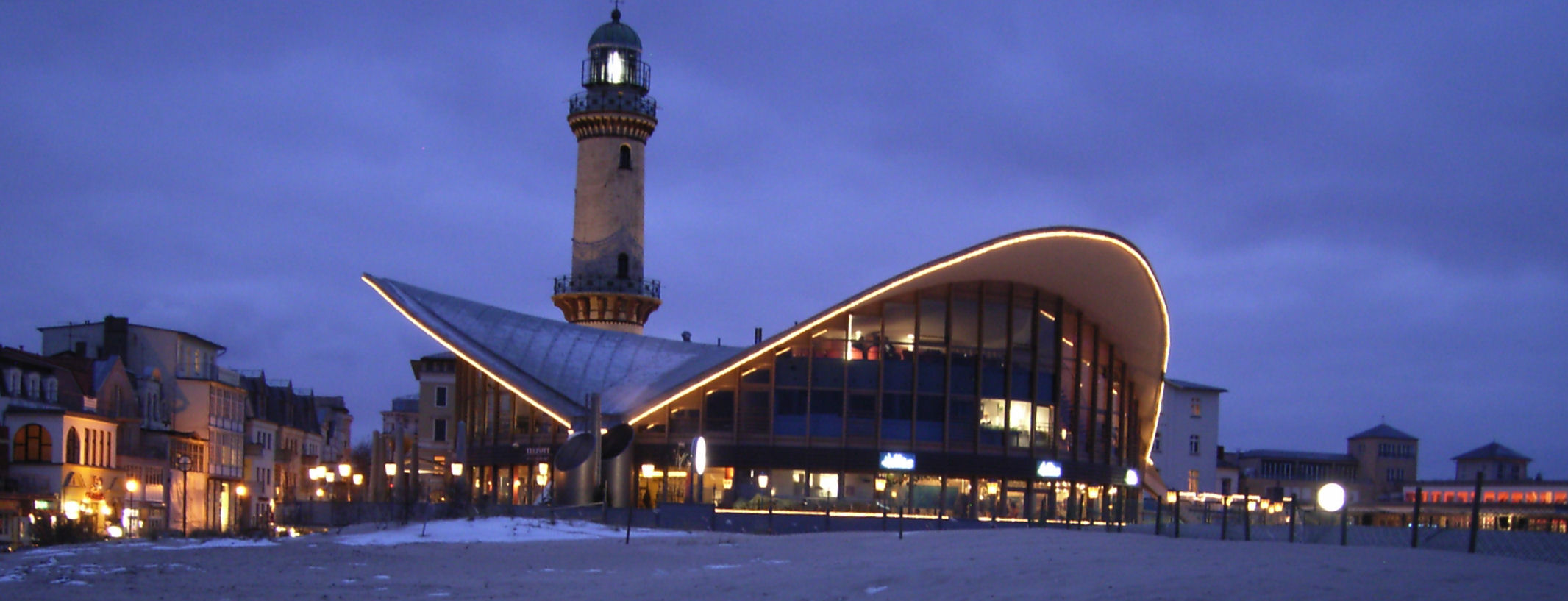
Teepott, Rostock-Warnemünde, 1967–1968
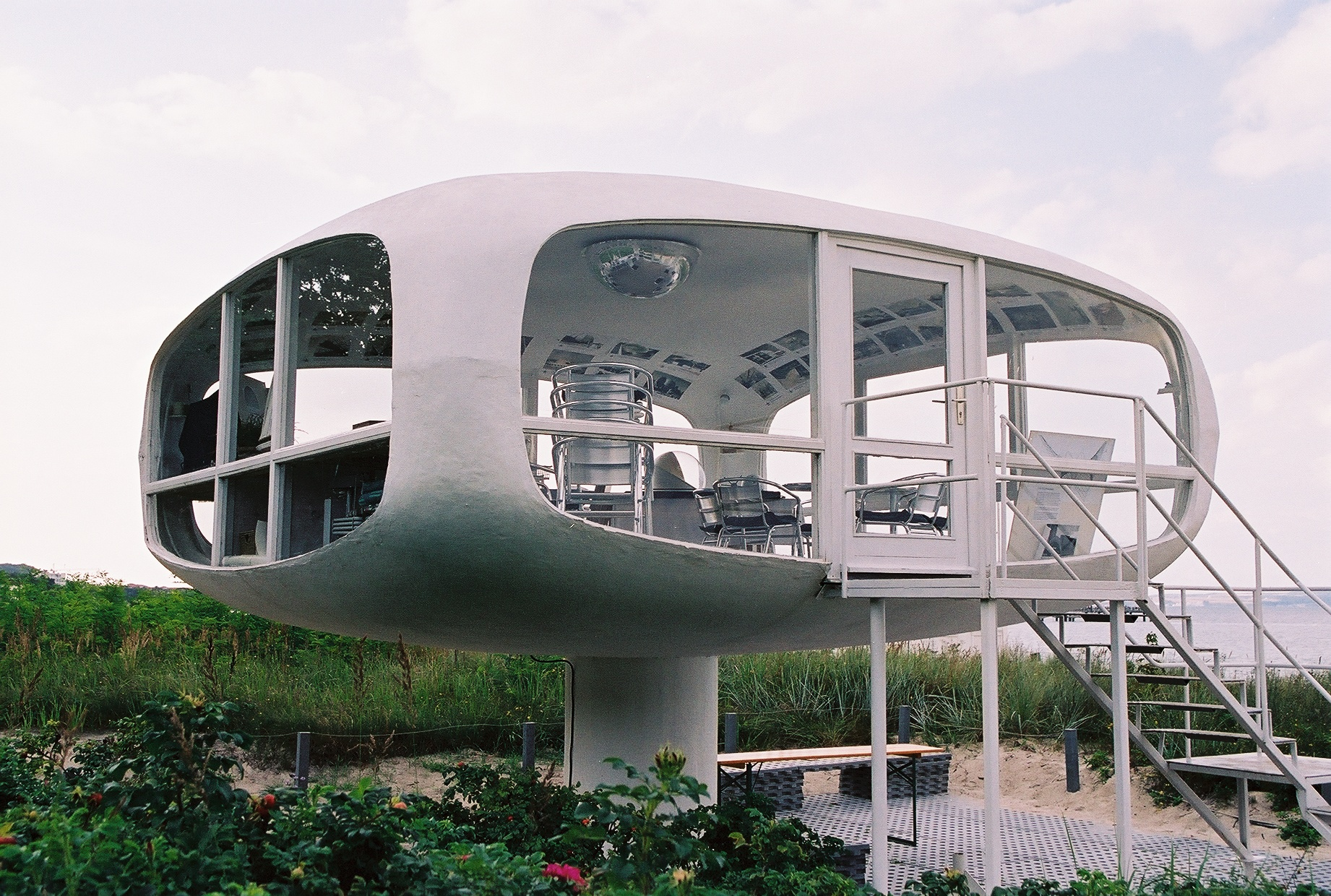
Stazione di soccorso, Binz, 1968
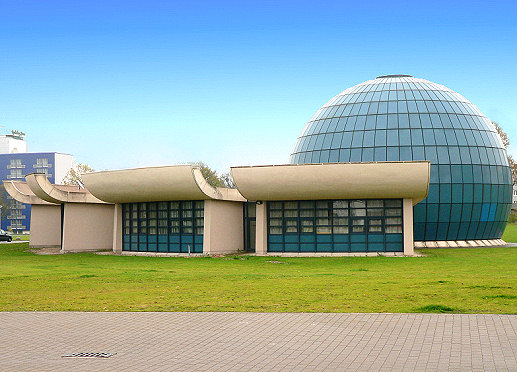
Planetarium, Wolfsburg, 1981–1983
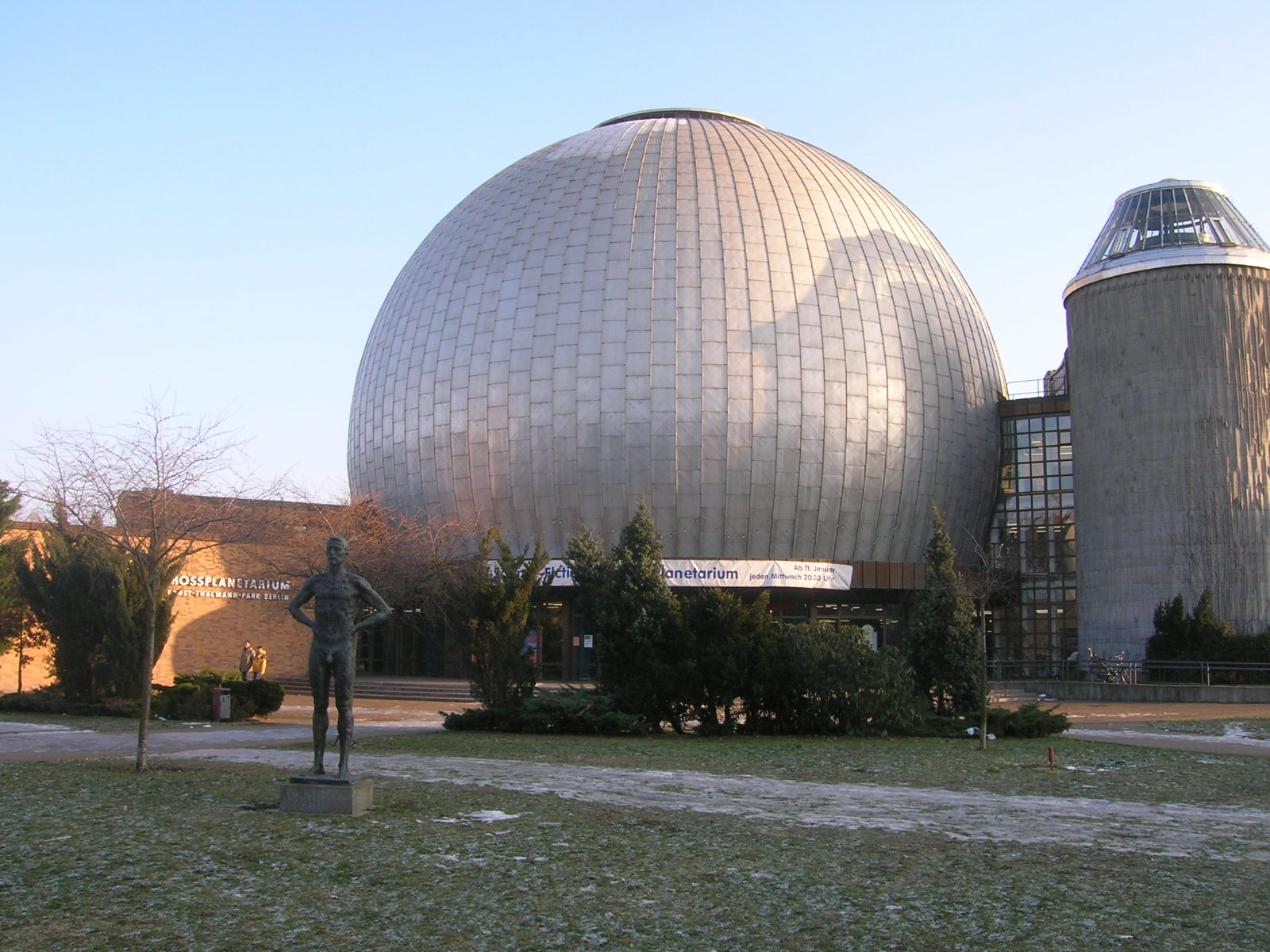
Planetario Zeiss, Berlino Est, 1987
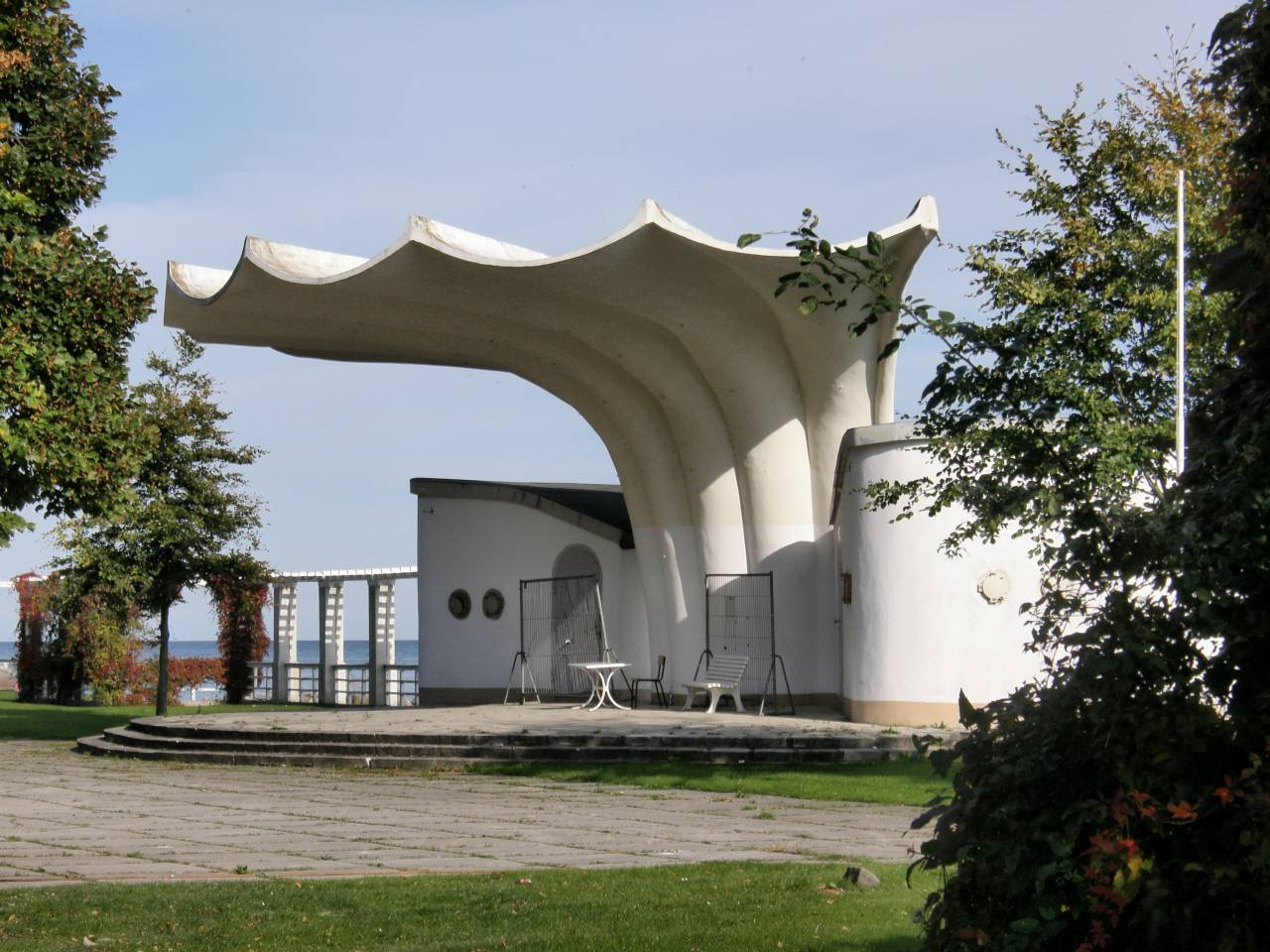
Musikpavillon, Sassnitz, 1987
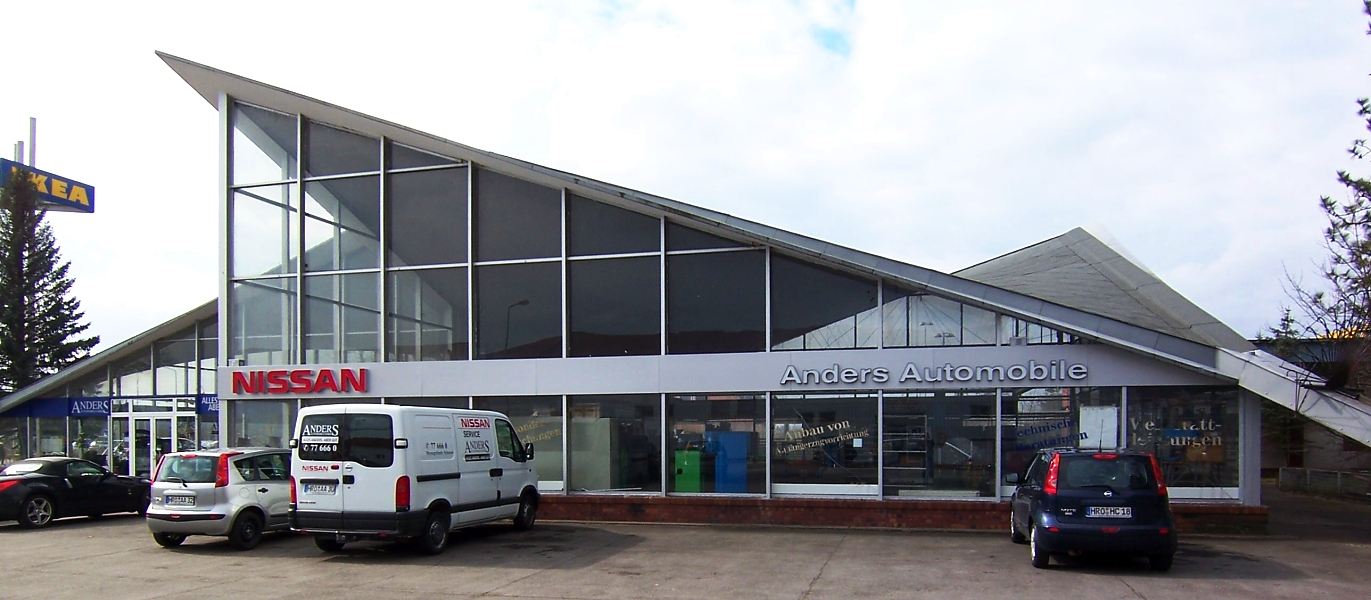
Messehalle (Centro fieristico), Rostock-Schutow

## Riferimenti bibliografici
- Volker Helas: Denkmaltopographie Bundesrepublik Deutschland. Denkmale in Sachsen, Landesamt für Denkmalpflege Sachsen, Stadt Radebeul, Beucha, 2007, ISBN 978-3-86729-004-3
- Oskar Schwarzer: Sozialistische Zentralplanwirtschaft in der SBZ/DDR. Franz-Steiner-Verlag Stuttgart. S. 190  Google Books.
- Dr. Margarete Meggle-Freund: Zwischen Altbau und Platte : Erfahrungsgeschichte(n) vom Wohnen. URN: urn: nbn: de: gbv:27-20060809-125136-7, Dissertazione sulla cultura abitativa e quotidiana della DDR, 2004 ( online. URL consultato il 7 febbraio 2018 (archiviato dall'url originale il 30 agosto 2009).).
- Georg Chr. Bertsch, Ernst Hedler, Matthias Dietz: SED. Schönes Einheitsdesign, Taschen Verlag (Maggio 1990), ISBN 3-8228-0403-7.
- Dokumentationszentrum Alltagskultur der DDR (Hrsg.): KONSUM. Konsumgenossenschaften in der DDR, Böhlau-Verlag, 2006, ISBN 3-412-09406-4.
- Erwin Schleich, Eva Dietrich (Illustratrice): Die zweite Zerstörung Münchens, Steinkopf Verlag, 2. Auflage: Juli 1981, ISBN 3-7984-0530-1.
- Bruno Flierl: Über Stadtplaner, Architekten und die Macht, Verlag für Bauwesen, Berlin, 1998, ISBN 978-3-345-00655-5
- Engmann, Birk: Bauen für die Ewigkeit: Monumentalarchitektur des zwanzigsten Jahrhunderts und Städtebau in Leipzig in den fünfziger Jahren. Sax-Verlag, Beucha 2006, ISBN 3-934544-81-9.
- Werner Durth, Jörn Düwel, Niels Gutschow: Architektur und Städtebau der DDR. Campus Fachbuch, 1998.
- Frieder Sieber, Hans Fritsche: Bauen in der DDR. Verlag Bauwesen, 2006.
- Florian Urban: The Invention of the Historic City – Building the Past in East Berlin 1970–1990. Dissertazione, 2006.
- Christoph Hackelsberger: Beton: Stein der Weisen? Nachdenken über einen Baustoff. Vieweg-Verlag, 1988.